# Pavia

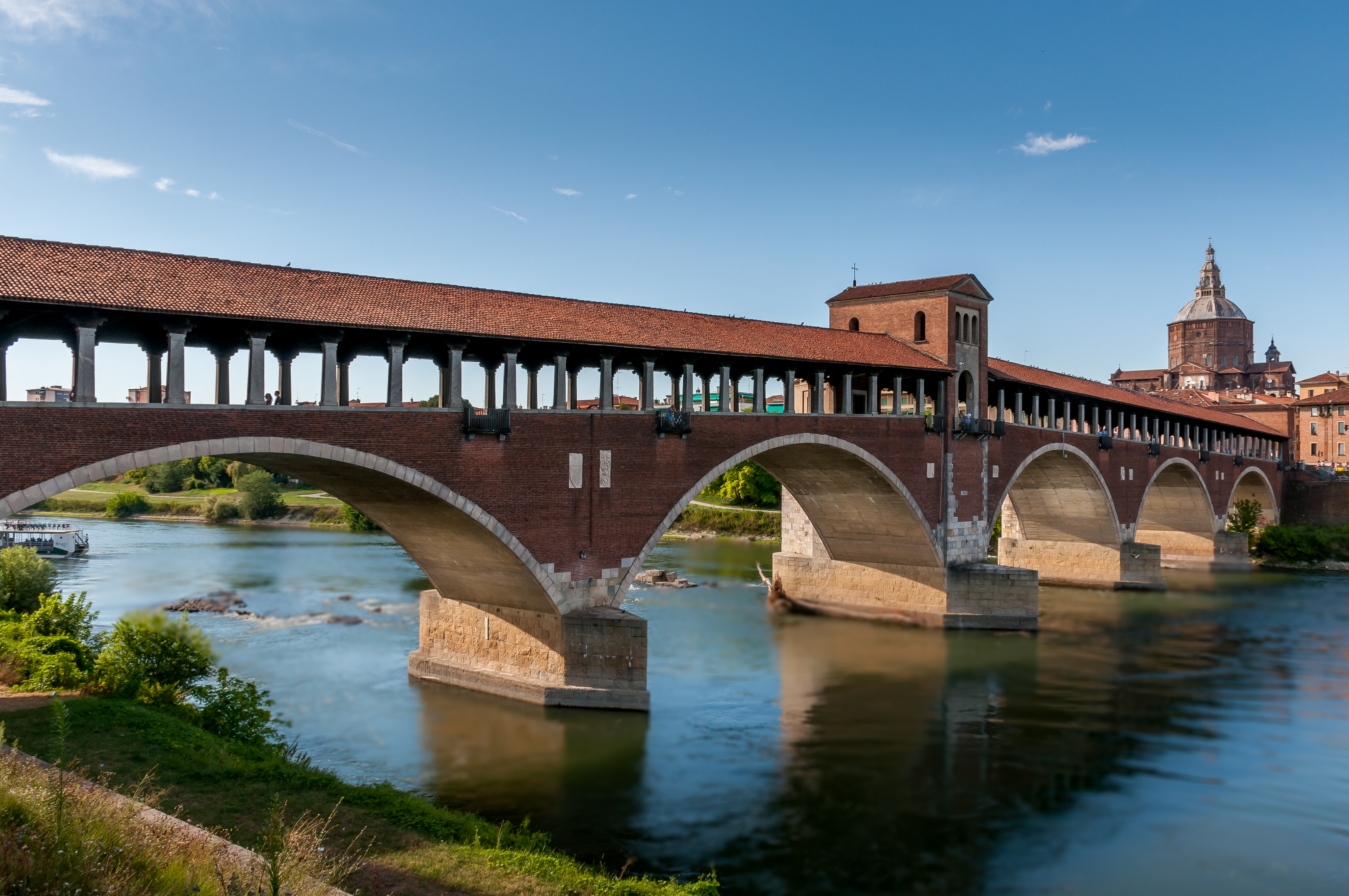
Ponte Coperto

Pavia, italienisch ausgesprochen [paˈviːa] (anhörenⓘ), ist eine Stadt mit 71.297 Einwohnern (Stand 31. Dezember 2023) in der südwestlichen Lombardei im Norden Italiens am Fluss Ticino, etwa 35 Kilometer südlich von Mailand gelegen. 
Die Ursprünge der Stadt gehen auf eine eisenzeitliche Ansiedlung keltischer und ligurischer Stämme zurück. Als römische Truppen im 3. Jhd. v. Chr. die Kelten besiegten, entstand an der Stelle der heutigen Stadt unter dem Namen Ticinum ein römisches Kastell, das später die Rechte eines römischen Municipiums erhielt. Im Mittelalter war Ticinum von 540 bis 553 königliche Residenz des Ostgotenreichs, von 572 bis 774 des Königreichs der Langobarden, von 774 bis 1024 (dann schon unter dem heutigen Namen Pavia) Reichsitaliens. Von 1365 bis 1413 war die Stadt Sitz des Visconti-Hofes. Seit 1361 beherbergt Pavia eine renommierte Universität, die von der Times Higher Education in der Liste der besten 10 Universitäten Italiens und unter den 300 besten der Welt geführt wird.
Seit dem 4. Jahrhundert ist der Ort Sitz eines Bistums.
Die Stadt besitzt viele künstlerische und kulturelle Schätze, darunter mehrere wichtige Kirchen und Museen. Die Gemeinde Pavia ist Teil des Parco Naturale Lombardo della Valle del Ticino (2022 von der UNESCO in die Liste der Biosphärenreservate aufgenommen) und besitzt zwei Wälder (die Naturschutzgebiete Bosco Siro Negri und Bosco Grande), die den ursprünglichen Zustand der Natur der Po-Ebene vor der Ankunft der Römer zeigen.

## Geographie

### Lage
Die Gemeinde Pavia liegt im orographischen System der Po-Ebene, das nach der alluvialen Füllung der Weite des Golfs gebildet wurde, der vor dem Quartär von der Adria besetzt war. Ein großer Teil des historischen Stadtzentrums liegt am Rande des Flusses Ticino.

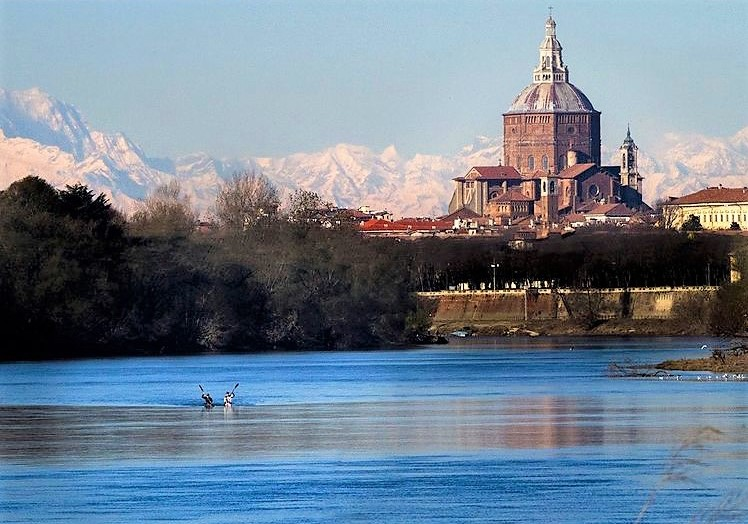
Der Fluss Tessin flussabwärts von der Stadt. Im Hintergrund, hinter der Kuppel der Kathedrale, der Monte Rosa.

Die Stadt erstreckt sich auf einer Fläche von 62,86 km² im Westen der Lombardei, entlang des sogenannten „Karstquellgürtels“, wo sich im Untergrund geologische Schichten mit unterschiedlicher Durchlässigkeit treffen. Dies ermöglicht es, dass das tiefe Wasser an der Oberfläche wieder auftaucht.
Die Flussterrasse, auf der Pavia steht, erscheint durch zwei tiefe Furchen aufgrund der erosiven Wirkung zweier postglazialer Flüsse eingraviert, die heute durch die Navigliaccio (ursprünglich von der Calvenza besetzt) und die Vernavola vertreten sind. Die beiden Täler laufen direkt hinter dem Gebiet der antiken Stadt zusammen, so dass sich das ursprüngliche Pavia auf einem fast isolierten und schwer zu erreichenden Teil der Terrasse befand, der Form nach fast dreieckig, die der Ticino im Süden, die Calvenza und dann der Navigliaccio im Nordwesten und die Vernavola im Nordosten bilden.
Die Stadt hat verschiedene Höhen. Der höchste Punkt befindet sich im Bereich der Burg Visconti, etwa 80 m über dem Meeresspiegel, und fällt zunächst langsam ab. Ab der Piazza Vittoria, wo sich der Cardo und der Decumanus der römischen Stadt kreuzten, wird das Gefälle zum Ticino hin ausgeprägter, und erreicht knapp 60 m über dem Meeresspiegel in der Nähe des Ponte Coperto.

### Klima
Pavia hat eine feucht-warmes Klima, welches man als Ostseitenklima bezeichnet. Die Alpen und der Apennin bilden eine natürliche Barriere gegen Wettereinflüsse aus Nordeuropa und vom Mittelmeer. Wie in vielen Teilen Norditaliens sind sehr warme bis heiße Sommer, mäßig kalte, regnerische Winter und eine ganzjährig hohe Luftfeuchtigkeit typisch. In den Wintermonaten kommt es des Öfteren zu starker Nebelbildung, gelegentlich auch zu Schneefällen, und im Sommer steigen die Temperaturen vor allem in den Monaten Juli und August häufig auf 33 °C und mehr. Die Luftfeuchtigkeit der Gegend ist ziemlich hoch (75–80 % ist der Jahresdurchschnitt), und dies verursacht den typischen Nebel, der hauptsächlich im Spätherbst und Winter beginnt. Spürbar beeinflusst der Föhn das Wetter, der besonders im Frühjahr auftritt. Zu dieser Zeit können auch starke orkanartige Stürme auftreten. Die niedrigste gemessene Temperatur beträgt −16,2 °C, die höchste 38,7 °C.

## Etymologie
In römischer Zeit wurde Pavia Ticinum genannt; erst in der Langobardenzeit hieß sie Papia, wovon der moderne Name der Stadt abgeleitet ist. Der Ursprung des Ortsnamens Papia ist ungeklärt. Es ist wahrscheinlich das einzige römische municipium in Italien, das, obwohl es keine Phasen der Entvölkerung kannte, seinen Namen im frühen Mittelalter gegen einen anderen austauschte. Nach Gian Piero Bognetti soll der Ortsname vom gotischen Wort papan abgeleitet sein, was Bischof bedeutet, weil Pavia am Ende des byzantinisch-gotischen Krieges eine der letzten Städte war, die an die Byzantiner fiel, und möglicherweise daher der Sitz des letzten Bischofs der arianischen gotischen Kirche in Norditalien war. Dieser Vorschlag wird jedoch von verschiedenen Wissenschaftlern abgelehnt.

## Geschichte

Luftaufnahme des historischen Zentrums von Pavia, man kann die städtebauliche Anordnung der Römerzeit sehen.

### Antike
Die Stadt Pavia stammt aus vorrömischer Zeit und wurde laut Plinius dem Älteren von den Laevi und Marici, zwei ligurischen oder celto-ligurischen Stämmen, gegründet, während Claudius Ptolemäus die Gründung den Insubrern, einer keltischen Bevölkerung, zuschreibt. Die römische Stadt, bekannt als Ticinum, war eine Gemeinde und eine wichtige militärische Stätte (ein Castrum) im römischen Reich.
Im Jahr 218 v. Chr. ließ der Konsul Publius Cornelius Scipio unweit der Stelle des heutigen Ponte Coperto eine Holzbrücke über den Ticino schlagen und errichtete wahrscheinlich ein kleines Militärlager, um die Brücke zu beschützen. Scipio war an den Ticino geeilt, um Hannibal entgegenzutreten, der eine Armee über die Alpen in die Po-Ebene geführt hatte.
Die Truppen von Rom und Karthago trafen sich bald darauf, und die Römer erlitten die erste schwere Niederlage gegen die Karthager, wobei der Konsul selbst fast sein Leben verlor. Auf dem Rückzug ließ Scipio die Brücke zerstören, um dem Gegner das Weiterkommen zu erschweren. Das befestigte Lager, das damals der vorderste römische Militäraußenposten in der Poebene war, überdauerte den zweiten punischen Krieg und entwickelte sich allmählich zu einer Garnisonsstadt.
Seine Bedeutung wuchs mit der Verlängerung der Via Aemilia von Ariminum (Rimini) bis zum Fluss Po (187 v. Chr.), die er bei Placentia (Piacenza) überquerte und dort gabelte, ein Zweig ging nach Mediolanum (Mailand) und der andere nach Ticinum und dann nach Laumellum, wo er sich einmal mehr teilte. Ein Zweig geht nach Vercellae – und von dort nach Eporedia und Augusta Praetoria – und der andere nach Valentia – und von dort nach Augusta Taurinorum (Turin).

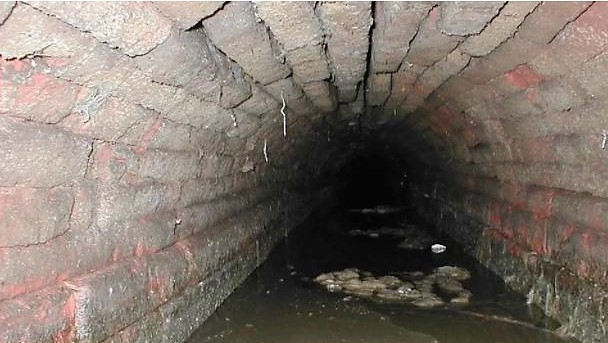
Einer der Abschnitte der römischen Kanalisation, die unter den Straßen des historischen Zentrums von Pavia verläuft.

Die Stadt wurde auf flachem Boden mit quadratischen Blöcken gebaut. Die Straße cardo Maximus entsprach der heutigen Strada Nuova bis zur römischen Brücke, während die Straße decumanus dem Corso Cavour-Corso Mazzini entsprach. Unter den meisten Straßen der Altstadt befinden sich noch die gemauerten Kanäle der römischen Kanalisation, die im Mittelalter und in der Neuzeit ohne Unterbrechung bis etwa 1970 funktionierten.
Pavia war wichtig als Militärstandort. In der Nähe der Stadt besiegte im Jahre 271 Kaiser Aurelian die Juthungen.
325 n. Chr. kommt Martin von Tours als Kind nach Pavia und folgt seinem Vater, einem römischen Offizier. Pavia war zwischen 273 und 326 Sitz einer bedeutenden römischen Münzstätte.

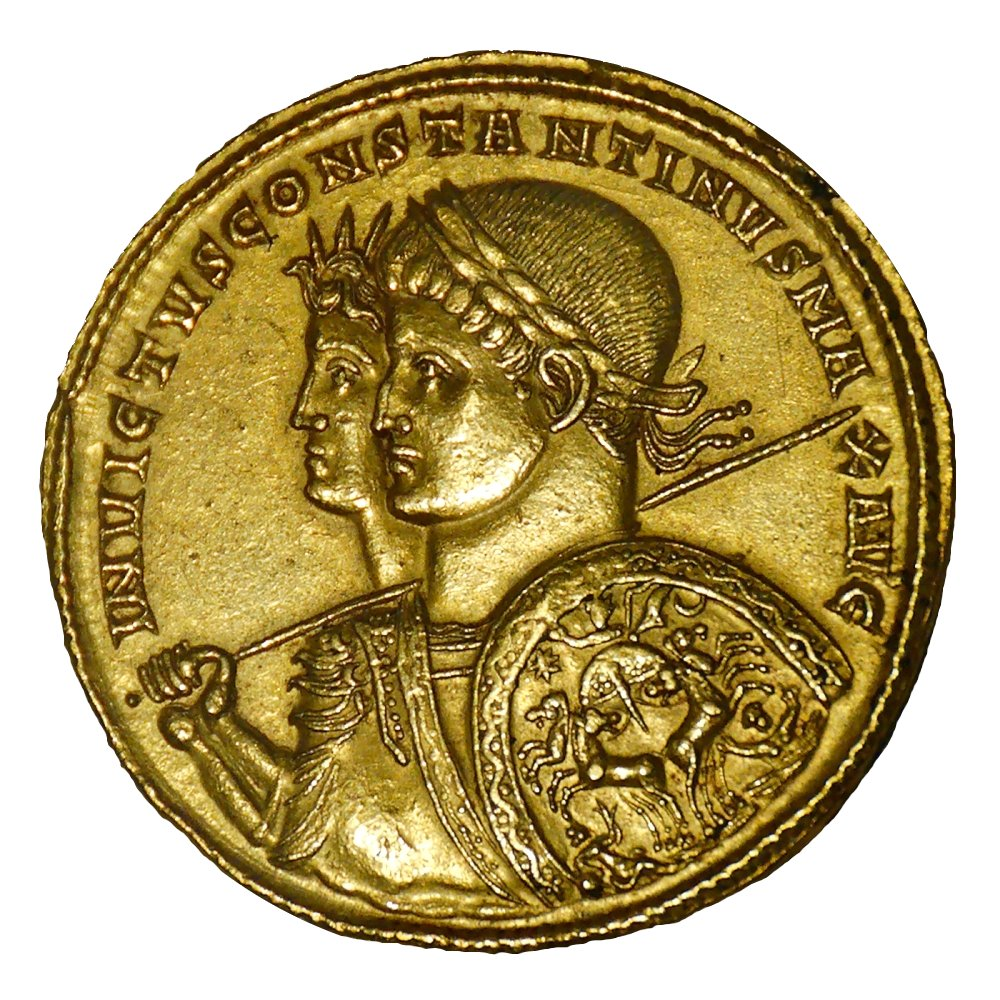
Aureus der Münze von Ticinum (Pavia) von 313 mit einem Gewicht von 39,79 g. Sie stellt auf der Vorderseite die Büste von Konstantin dem Großen neben dem Sol Invictus dar.

Die Herrschaft von Romulus Augustulus (r. 475–476), dem letzten Kaiser des Weströmisches Reich, endete 476 n. Chr. in Pavia, und die römische Herrschaft endete damit in Italien. Romulus Augustulus, der als letzter Kaiser des Weströmischen Reiches galt, war eigentlich ein Usurpator des kaiserlichen Throns; sein Vater Orestes entthronte den früheren Kaiser Julius Nepos und hob den jungen Romulus Augustulus 475 auf den kaiserlichen Thron bei Ravenna. Obwohl er der Kaiser war, war Romulus Augustulus einfach das Sprachrohr für seinen Vater Orestes, der während der kurzen Herrschaft von Romulus Augustulus die Macht ausübte und Italien regierte. Zehn Monate nach Beginn der Herrschaft von Romulus Augustulus rebellierten Orestes’ Soldaten unter dem Kommando eines seiner Offiziere namens Odoaker und töteten Orestes 476 in der Stadt Pavia. Die Unruhen, die im Rahmen des Aufstandes von Odoaker gegen Orestes stattfanden, lösten Brände aus, die einen Großteil von Pavia so verbrannten, dass Odoaker als neuer König von Italien die Steuern für die Stadt für fünf Jahre aussetzen musste, um ihre Erholung zu finanzieren. Ohne seinen Vater war Romulus Augustulus machtlos. Statt Romulus Augustulus zu töten, zog Odoaker ihn mit 6.000 „solidi“ pro Jahr zurück, bevor er das Ende des Weströmischen Reiches und sich selbst zum König des neuen Königreichs Italien erklärte.

### Völkerwanderungszeit

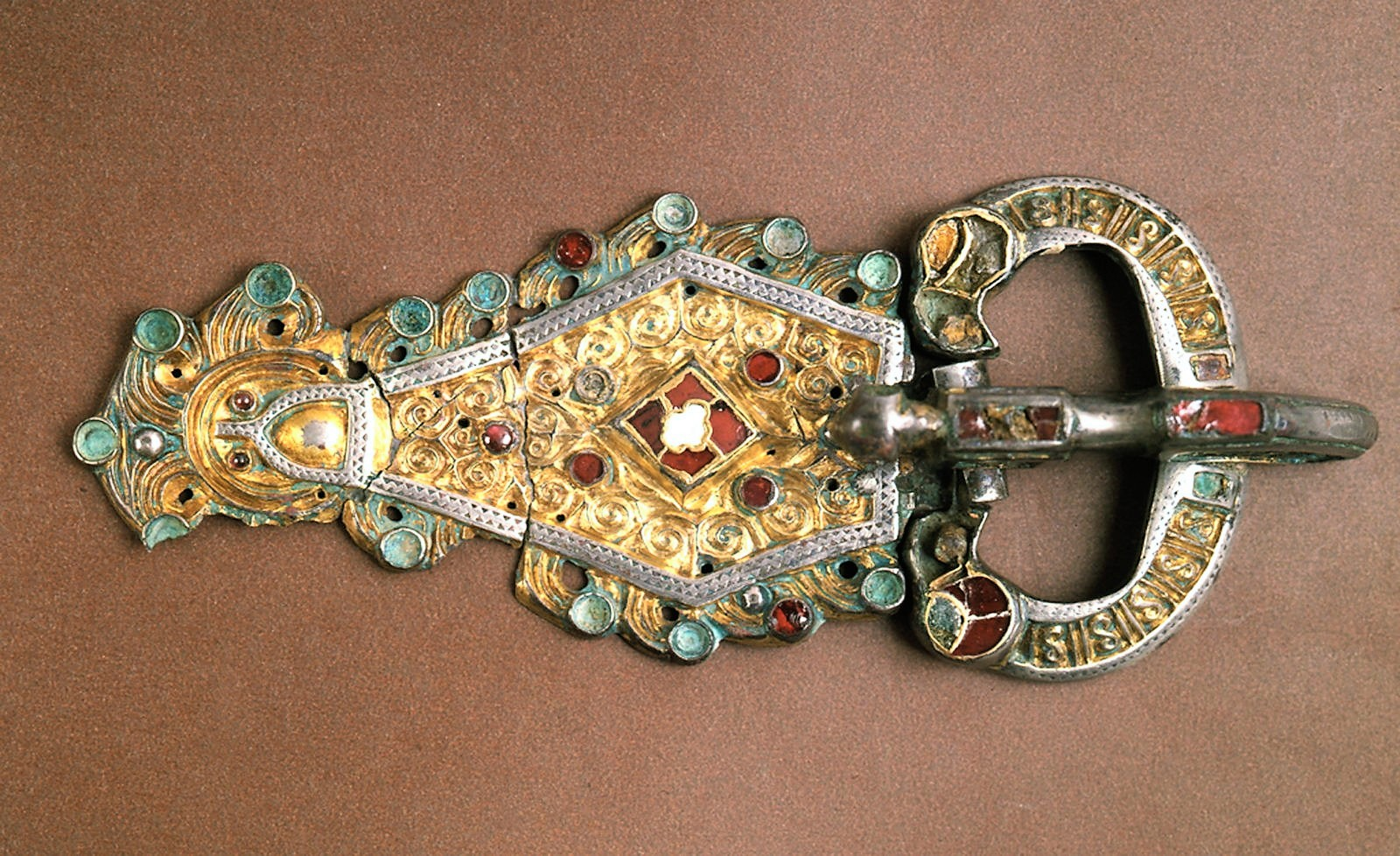
Gotische Gürtelschnalle gefunden bei Torre del Mangano (Certosa di Pavia), Stadtmuseen von Pavia.

Odoakers Herrschaft als König von Italien dauerte nicht lange, weil 488 die ostgotischen Völker unter ihrem König Theoderich in Italien einmarschierten und Krieg gegen Odoaker führten. Nachdem er fünf Jahre lang gekämpft hatte, besiegte Theoderich Odoaker und ermordete Odoaker am 15. März 493 bei einem Bankett, das einen Frieden zwischen den beiden Herrschern aushandeln sollte. Mit der Gründung des ostgotischen Königreichs in Norditalien begann Theoderich sein umfangreiches Programm des öffentlichen Bauens. Pavia war eine von mehreren Städten, die Theoderich restaurieren und erweitern ließ.

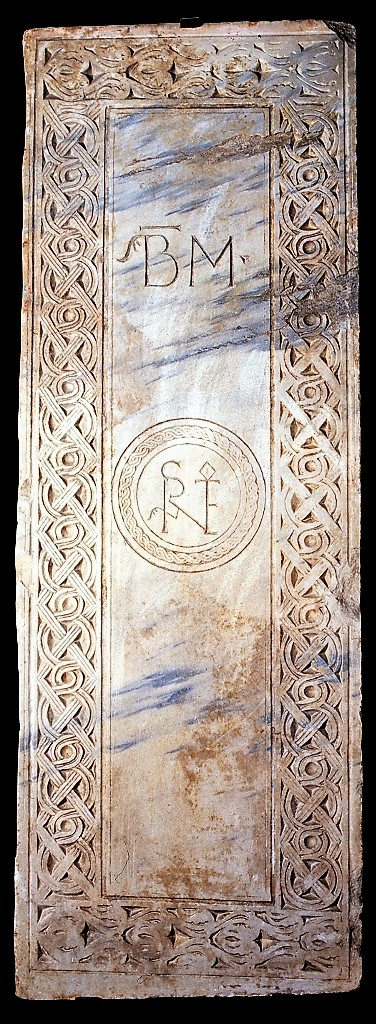
Grabplatte von Boethius, von Villaregio (Zeccone), Stadtmuseen von Pavia.

Er begann mit dem Bau des riesigen Palastkomplexes, der später zur Residenz der langobardischen Monarchen werden sollte. Theoderich gab auch den Bau des Amphitheaters und des Badekomplexes im römischen Stil in Pavia in Auftrag; im siebten Jahrhundert gehörten diese zu den wenigen noch funktionierenden Badekomplexen in Europa außerhalb des Byzantinisches Reich. Gegen Ende der Herrschaft Theoderichs wurde der christliche Philosoph Boethius von 522 bis 525 in einer der Kirchen von Pavia inhaftiert, bevor er wegen Verrats hingerichtet wurde. Während Boethius' Gefangenschaft in Pavia schrieb er sein bahnbrechendes Werk Der Trost der Philosophie.
Pavia spielte eine wichtige Rolle im Krieg zwischen dem Oströmischen Reich und den Ostgoten, der 535 begann. Nach dem Sieg des oströmischen Generals Belisar über den ostrogotischen Führer Witichis im Jahr 540 und dem Verlust des größten Teils der ostrogotischen Gebiete in Italien gehörte Pavia zu den letzten Zentren des ostrogotischen Widerstands, der den Krieg fortsetzte und sich der oströmischen Herrschaft widersetzte. Nach der Kapitulation der ostgotischen Führung im Jahr 540 blieben mehr als tausend Mann in Pavia und Verona stationiert, um sich der oströmischen Herrschaft zu widersetzen. 540 wurde Pavia die ständige Hauptstadt des ostgotischen Königreichs, stabiler Standort des Hofes und des königlichen Schatzes. Die Widerstandskraft der ostgotischen Festungen wie Pavia gegen eindringende Kräfte erlaubte es die ostgotische Herrschaft aufrechtzuerhalten, bis sie schließlich 561 besiegt wurden.

### Die langobardische Hauptstadt

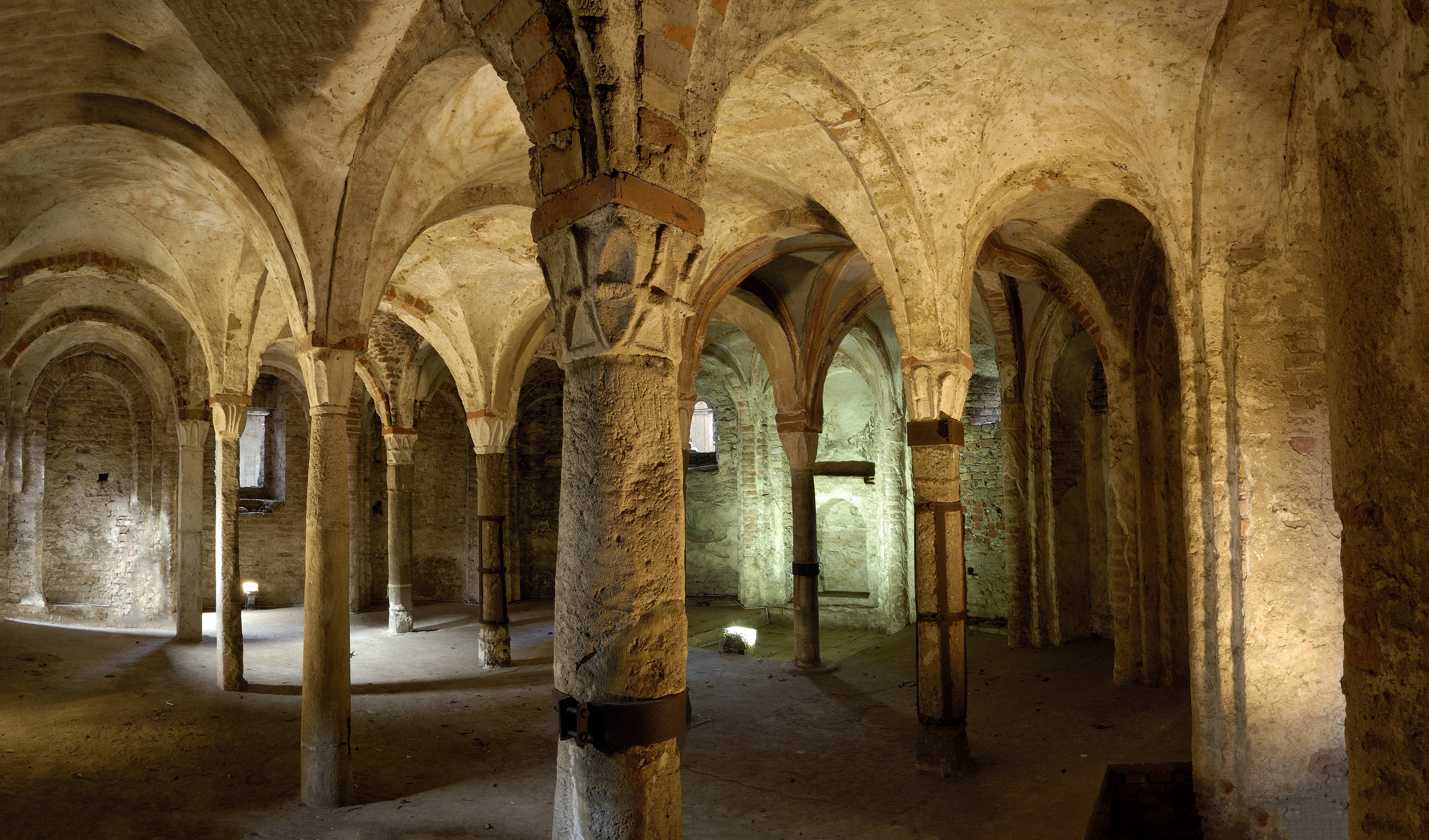
Krypta von Sant’Eusebio, ehemalige arianische Kirche der Stadt.

Pavia und die Halbinsel Italien blieben nicht lange unter der Herrschaft des Oströmischen Reiches, denn 568 n. Chr. überfiel ein neues Volk Italien: die Langobarden. Bei ihrer Invasion Italiens im Jahr 568 wurden die Langobarden von ihrem König Alboin (560–572) angeführt, der der erste langobardische König Italiens wurde. Alboin eroberte 568 einen Großteil Norditaliens, aber sein Siegeszug wurde 569 vor der befestigten Stadt Pavia gestoppt. Die mehr als hundert Jahre nach der Belagerung des Tessins verfasste Geschichte der Langobarden von Paulus Diaconus ist eine der wenigen Aufzeichnungen dieser Zeit: „Die Stadt Ticinum (Pavia) hielt zu dieser Zeit tapfer durch und widerstand einer Belagerung von mehr als drei Jahren, während die Armee der Langobarden auf der westlichen Seite nahe bei der Hand blieb. In der Zwischenzeit nahm Alboin, nachdem er die Soldaten vertrieben hatte, alles in Besitz, außer Rom und Ravenna und einigen anderen befestigten Orten, die am Ufer des Meeres lagen.“ Die Belagerung von Ticinum endete schließlich mit der Eroberung der Stadt Pavia durch die Langobarden im Jahre 572. Die strategische Lage von Pavia und die darin befindlichen ostgotischen Paläste machten Pavia von den 620er Jahren an zur Hauptstadt des langobardischen Königreichs von Pavia und zum Hauptwohnsitz der langobardischen Herrscher.

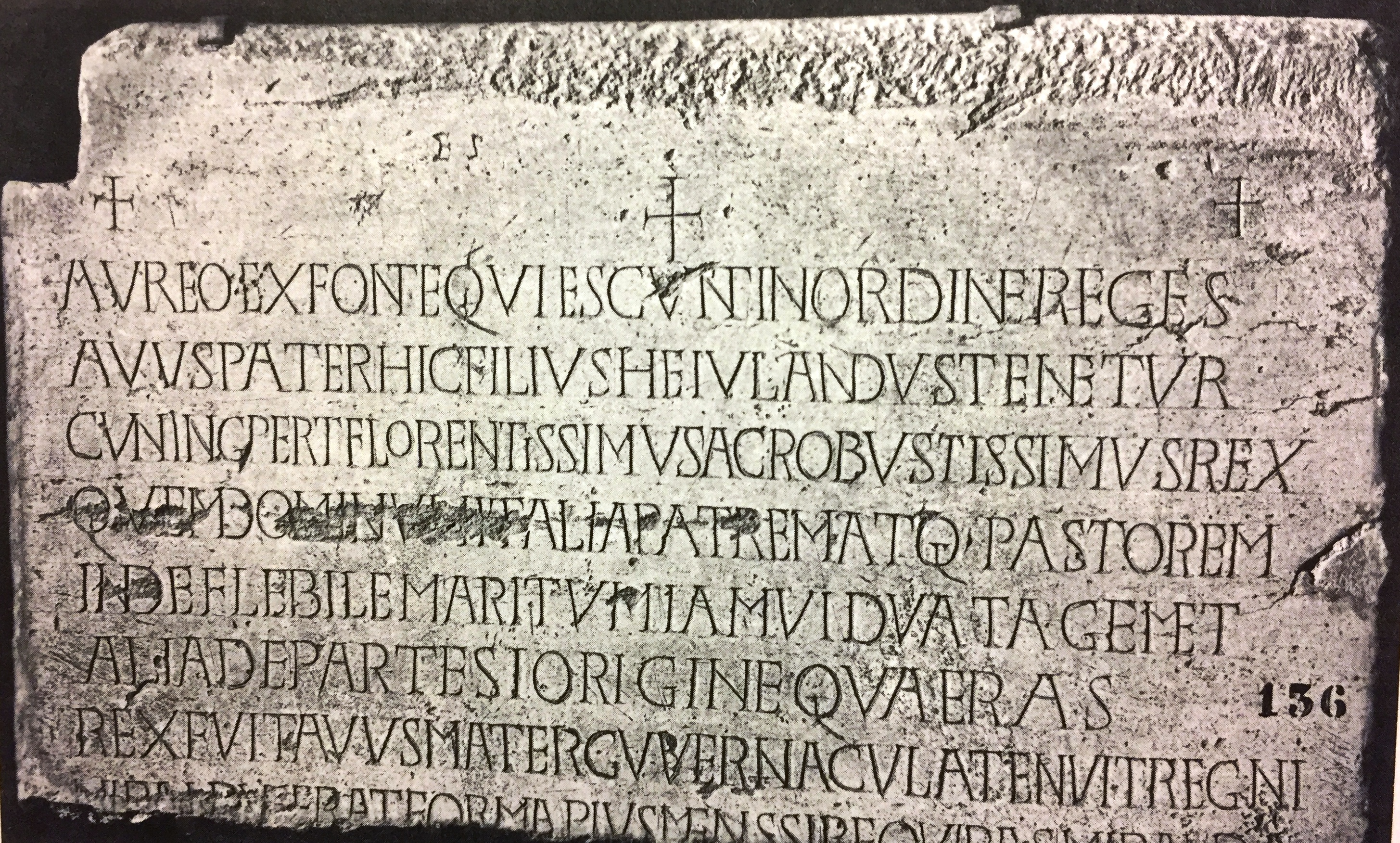
Grabplatte von König Cunincpert, Stadtmuseen von Pavia

Unter der langobardischen Herrschaft wurden viele Klöster, Nonnenklöster und Kirchen in Pavia von den gläubigen christlichen langobardischen Monarchen gebaut. Obwohl die ersten langobardischen Könige arianische Christen waren, haben Quellen aus der Zeit wie Paulus Diaconus berichtet, dass die arianischen Langobarden sehr tolerant gegenüber dem Glauben ihrer katholischen Untertanen waren und dass bis zu den 690er arianische und katholische Kathedralen in Pavia koexistierten. Langobardische Könige, Königinnen und Adlige bauten Kirchen, Klöster und Nonnenklöster als Methode, um ihre Frömmigkeit und ihren Reichtum zu demonstrieren, indem sie diese Strukturen extravagant schmückten, die in vielen Fällen der Ort des Grabes dieser Person wurden, wie im Falle von Grimoald (r. 662–671), der San Ambrogio in Pavia baute und dort nach seinem Tod 671 begraben wurde.
Aripert I. ließ 657 die Basilika von Santissimo Salvatore errichten, die zum Mausoleum der Könige der bayerischen Dynastie wurde. Perctarit (r. 661–662, 672–688) und sein Sohn Cunincpert (r. 679–700) bauten während ihrer Regierungszeit ein Nonnenkloster und eine Kirche in Pavia. Langobardische Kirchen wurden manchmal nach denen benannt, die ihren Bau in Auftrag gaben, wie San Maria Theodota in Pavia. Das Kloster San Michele alla Pusterla in Pavia war das königliche Kloster der langobardischen Könige.

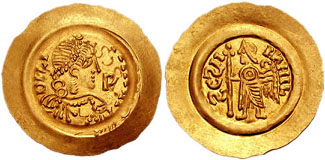
Tremissis von König Liutprand in der Münze von Pavia geprägt

Eine der berühmtesten Kirchen, die von einem langobardischen König in Pavia gebaut wurde, ist die Kirche San Pietro in Ciel d’Oro. Diese berühmte Kirche wurde von König Liutprand (r. 712–744) in Auftrag gegeben und sollte die Stätte seines Grabes sowie zwei andere berühmte christliche Figuren werden. Beim Bau von San Pietro in Ciel d’Oro war die von den Erbauern verwendete Maßeinheit die Länge von Liutprands königlichem Fuß. Die erste wichtige christliche Person, die in San Pietro in Ciel d’Oro begraben wurde, war der zuvor erwähnte Philosoph Boethius, der sich in der Krypta der Kathedrale befindet. Das dritte und größte Grab der drei befindet sich in San Pietro in Ciel d’Oro und enthält die Überreste des Heiligen Augustinus von Hippo.

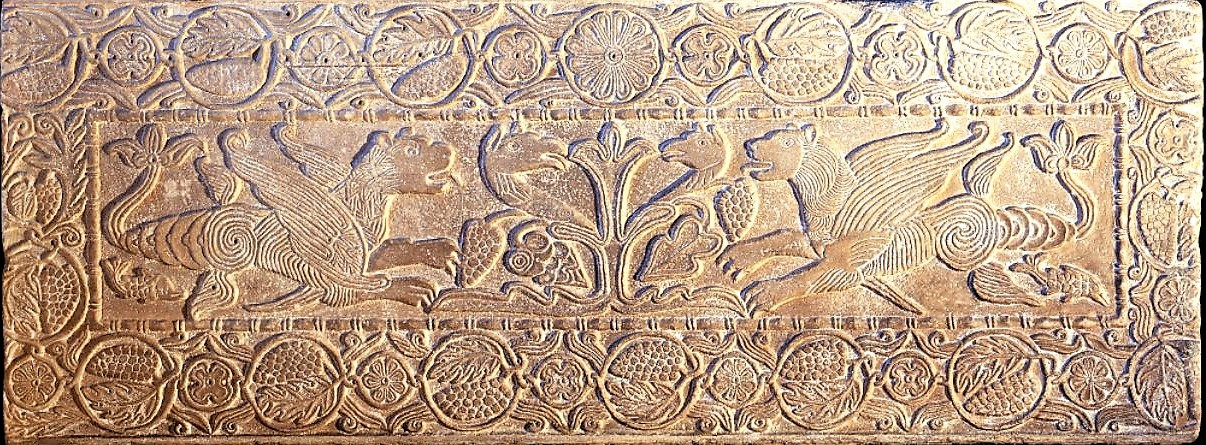
Das Basrelief stammt aus der Kirche Santa Maria Teodote, eines der größten Beispiele der langobardischen Skulptur zu Beginn des 8. Jahrhunderts, Stadtmuseen von Pavia.

Die wichtigsten Folgen, die die Rolle der Hauptstadt in Pavia mit sich brachte, nämlich die „Besonderheiten“ der Hauptstadt im Vergleich zu den anderen Städten des Königreichs, waren insbesondere die Residenz des Königs in der Stadt und der Betrieb des königlichen Palastes. Die Rolle als Kapitale umfasste die jährliche Einberufung der Versammlungen der langobardischen Exercitales, bei denen 643 das Edictum Rothari und später die anderen langobardischen Gesetze verkündet wurden. Im Gegensatz zu den fränkischen Königen hatten die Langobarden einen festen Wohnsitz im königlichen Palast, was die königliche Autorität stärkte, da jedes Jahr um den 1. März im Palast eine große Versammlung stattfand, in der Gesetze verabschiedet und die großen Fragen des Königreichs diskutiert wurden. Aber es war auch ein sehr heikler Moment, denn wie immer, wenn eine gegen den Herrscher gerichtete Fraktion den Palast und den königlichen Schatz besetzen konnte, konnte sie tatsächlich das Königreich übernehmen: Für die Langobarden konnte die Autorität des Herrschers nur ausgeübt werden, wenn er die volle Kontrolle über den Palast hatte.
Die Stadt Pavia spielte eine Schlüsselrolle im Krieg zwischen dem langobardischen Königreich und den Franken unter Karl dem Großen. 773 erklärte Karl der Große, der König der Franken, den Krieg und marschierte über die Alpen nach Norditalien ein, wobei er die langobardische Armee unter dem Kommando von König Desiderius besiegte (r. 757–774). Zwischen Herbst 773 und Juni 774 belagerte Karl der Große zuerst Pavia und dann Verona, eroberte den Sitz der langobardischen Macht und vernichtete schnell jeden Widerstand der nordlombardischen befestigten Städte.

### Die Hauptstadt des Königreichs Italien
Pavia blieb auch während der karolingischen und ottonischen Zeit Hauptstadt des Reichsitalien. Die Stadt war bis 1024 Sitz des Königspalastes, der Regierungsversammlungen, des höchsten Gerichts des Königreichs und der wichtigsten königlichen Münze. Kaiser Lothar I., König von Italien von 822 bis 850, achtete auf die Schulen, als er 825 sein Kapitular herausgab, mit dem er vorschrieb, dass Schüler aus vielen Städten Norditaliens die Vorlesungen in der Schule von Pavia besuchen mussten.

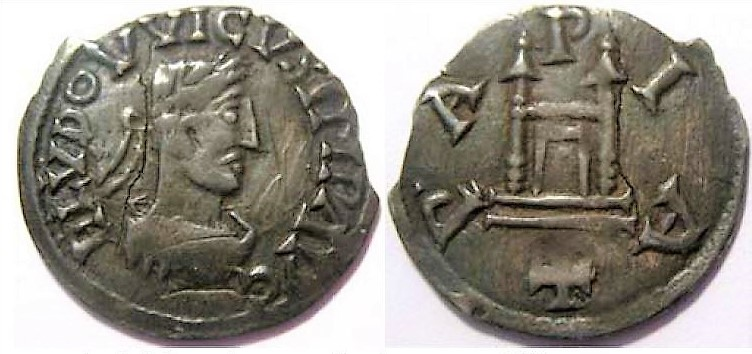
Denier in der Münze von Pavia von Kaiser Ludwig der Fromme geprägt

924 belagerten die Ungarn, angeführt vom abgesetzten langobardischen König Berengar I., die Stadt, eroberten sie aber nicht.
Im Oktober 951 heiratete der römisch-deutsche König Otto I. in der ehemaligen Langobardenresidenz Adelheid von Burgund, die Witwe des italienischen Königs Lothar II., und übernahm die langobardisch-italienische Krone, wodurch Reichsitalien entstand. 1004 wurde Heinrich II. in der Stadt zum italienischen König gewählt und gekrönt. Die von Theoderich gebaute Pfalz wurde unter Otto III. prächtig ausgeschmückt.

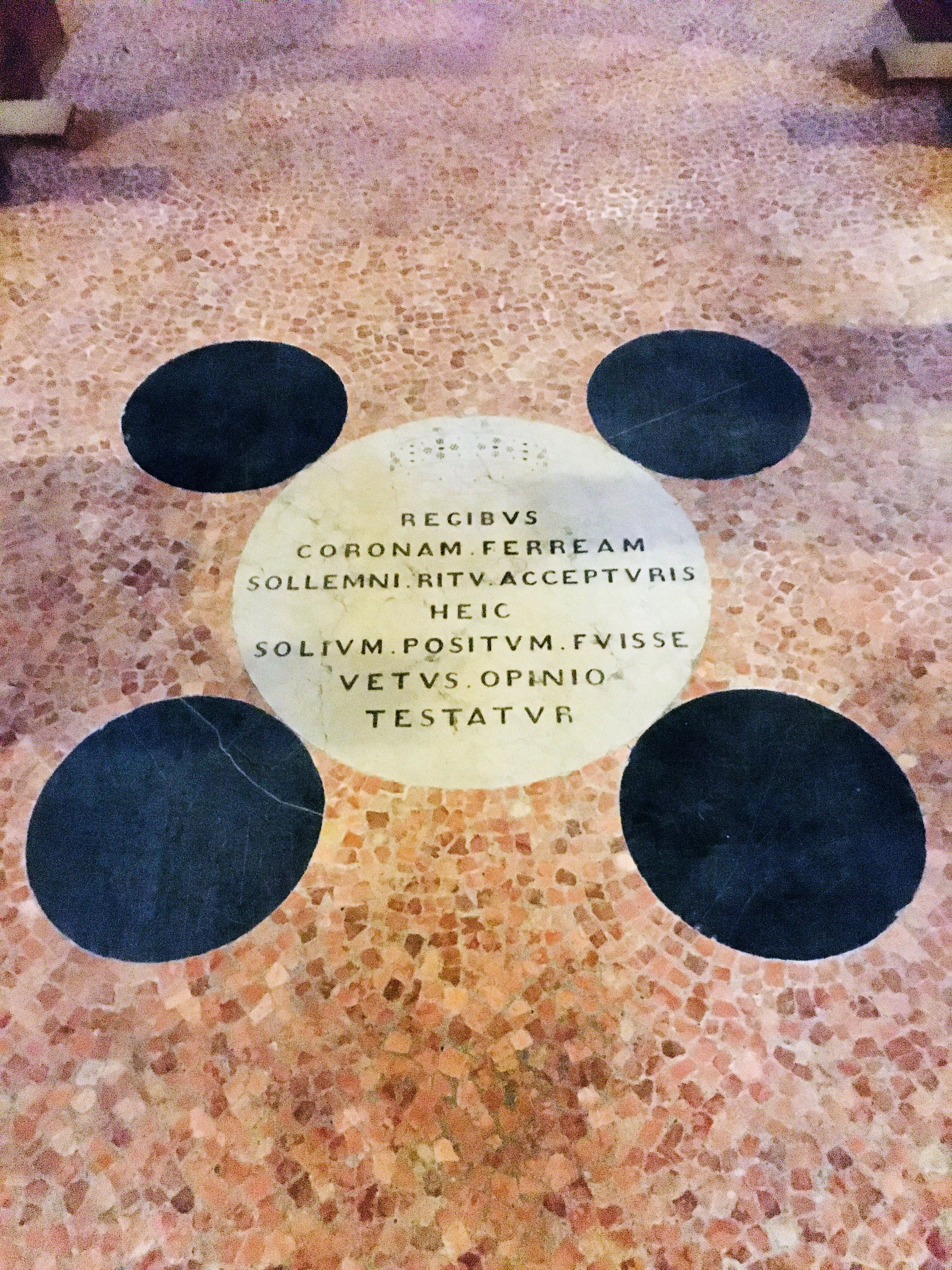
Basilika San Michele Maggiore, die fünf Steine, die bereits in den Honorantiae civitatis Papiae (etwa 1020) erwähnt wurden, über denen der Thron des Herrschers während der Krönungen platziert wurde. Die Schrift und die Darstellung der Eisernen Krone im Mittelstein wurden im 19. Jahrhundert hinzugefügt.

Während der ottonischen Zeit erlebte Pavia eine Zeit des Wohlbefindens und der Entwicklung. Die alte langobardische Hauptstadt unterschied sich von den anderen Städten der Po-Ebene durch ihre grundlegende Funktion als Kreuzung wichtiger Handelswege, sowohl bei Lebensmitteln als auch bei Luxusgütern. Der Handelsverkehr wurde vor allem von den Wasserstraßen begünstigt, die der Kaiser für seine Reisen nutzte: Von Tessin aus war der Po leicht zu erreichen, eine direkte Achse mit der Adria und dem Seeverkehr. Die Bedeutung der Stadt in diesen Jahrhunderten wird auch durch den Bericht des arabischen Geographen Ibrāhīm al-Turtuši hervorgehoben, der zwischen 960 und 965 nach Zentral-Westeuropa reiste und Verona, Rocca di Garda und Pavia besuchte, die er die Hauptstadt von Longobardia definierte. Die Stadt war sehr bevölkerungsreich, reich an Händlern und im Gegensatz zu anderen Zentren in der Region vollständig in Stein, Ziegel und Kalk gebaut. In Pavia war Ibrāhīm al-Turtuši sehr beeindruckt von der Reiterstatue von Regisole, die er in der Nähe eines der Tore des Königspalastes aufstellte, und von den 300 Juristen, die im Palast arbeiteten.
Auch an der Wende des zehnten und elften Jahrhunderts war die Stadt der Geburtsort von Liutprand von Cremona, Bischof, Chronist und Diplomat im Dienste von Berengar II zuerst und dann von Otto I. und Otto II. und von Lanfrank von Bec, ein enger Mitarbeiter von Wilhelm I. und, nach der normannischen Eroberung des angelsächsischen Königreichs, Reorganisator der englischen Kirche.
Die Bewohner zerstörten diese nach dem Tod Heinrichs II. 1024, was zum Streit mit Konrad II. führte, der sie als seinen Besitz beanspruchte. Bis ins Spätmittelalter hinein behielt Pavia, nun Teil des Heiligen Römischen Reiches, eine große symbolische Bedeutung.

### Spätmittelalter
1018 berief Papst Benedikt VIII. ein Konzil nach Pavia ein, auf dem die Verurteilung der Simonie und der kirchlichen Konkubinatspartnerin erneuert wurde, ein neues Konzil, das ebenfalls von Papst Benedikt VIII. und Kaiser Heinrich II. einberufen wurde. Es fand 1022 in Pavia statt und bestimmte schwere Maßnahmen zur Unterdrückung von Nikolaiten und Simonie.

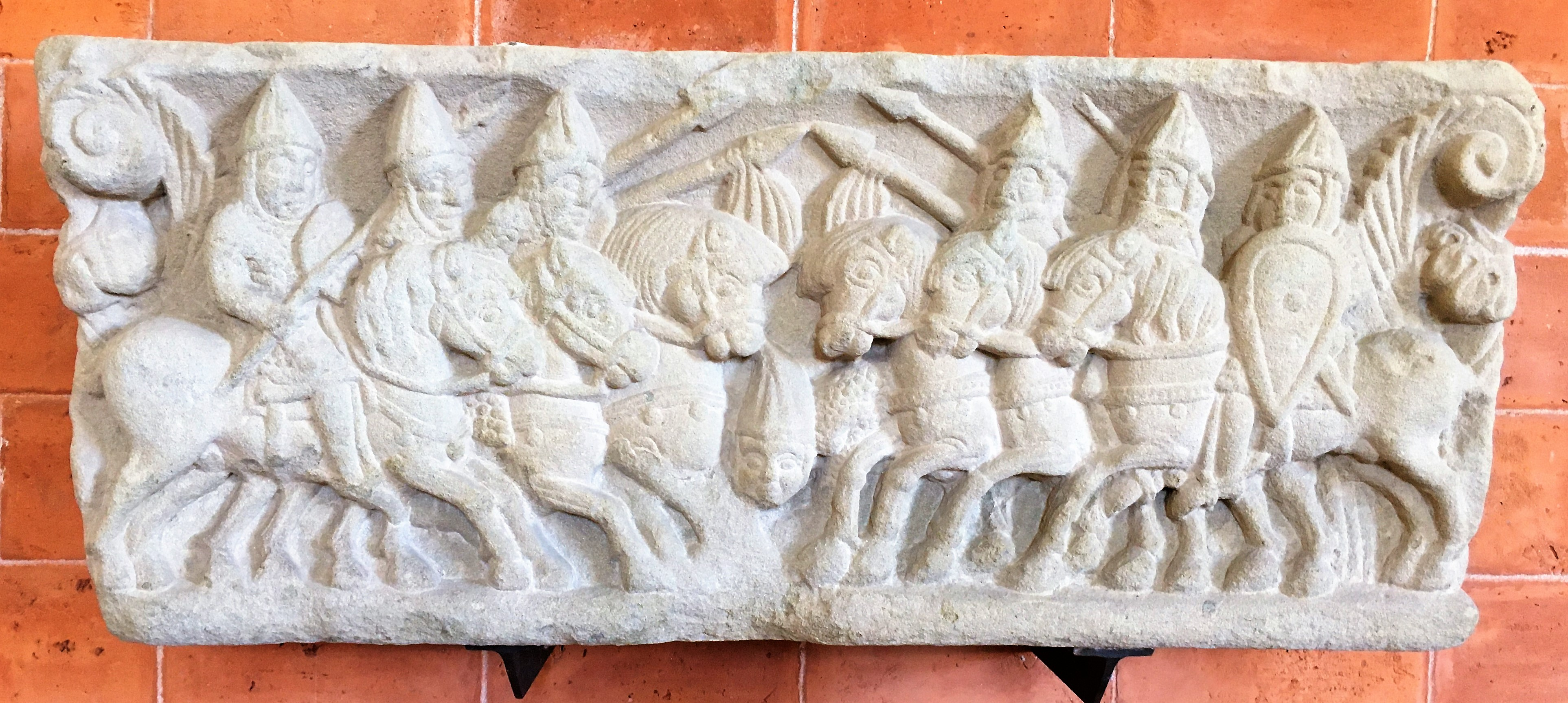
Kapitell, das einen Kampf zwischen Rittern darstellt, Anfang des 12. Jahrhunderts, Stadtmuseen von Pavia

1037 belagerte Kaiser Konrad II. zusammen mit der Armee von Pavia Mailand, obwohl die Belagerung später aufgehoben wurde, und die Verwüstung der mailändischen Felder dauerte bis 1039. Die Rivalität zwischen Pavia und Mailand verwandelte sich 1056 in einen Krieg, der lange Zeit mit wechselnden Ereignissen (Schlacht von Campomorto (1061)) weiterging, und Pavia rief den Kaiser zu Hilfe. 1076, während der Kämpfe zwischen Kaiser Heinrich IV. und Papst Gregor VII., organisierten die kaisertreuen Bischöfe in Pavia ein Konzil, mit dem Papst Gregor VII. exkommuniziert wurde.

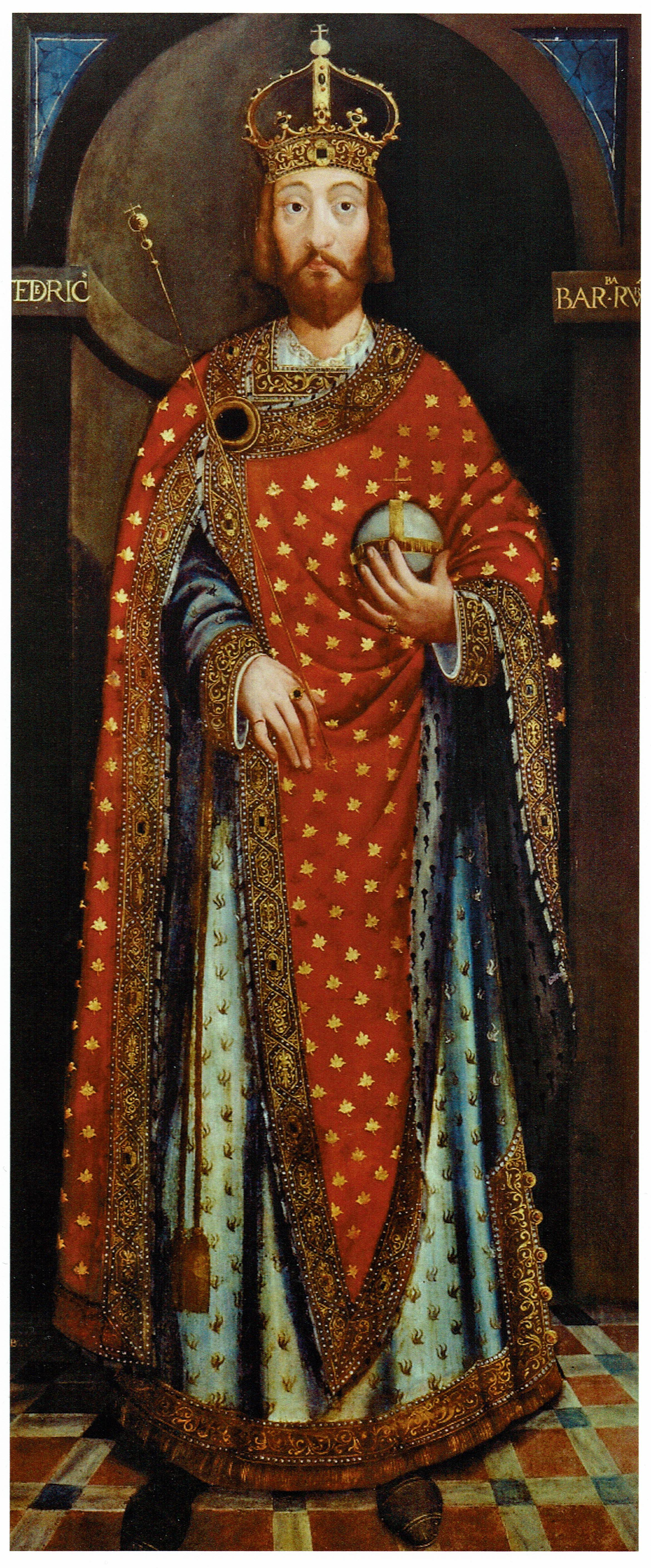
Bernardo Cane, Kaiser Friedrich I. (1583), Stadtmuseen. Das Gemälde, eine Kopie einer älteren Tafel, wurde ursprünglich im Broletto im Ratssaal ausgestellt.

Während der Kriege zwischen dem Kaiser Friedrich I. Barbarossa (der 1155 in der Basilika San Michele Maggiore zum König von Italien gekrönt wurde) und den Gemeinden des Lombardenbundes blieb Pavia (mit Como) der kaiserlichen Armee treu. Insgesamt lebte Friedrich I. 13 Jahre lang zu verschiedenen Zeiten in Pavia. Zahlreich waren daher auch die Pausen des gesamten kaiserlichen Hofes in der alten frühmittelalterlichen Hauptstadt. Die lange Residenz des Kaisers und seines Gefolges in Pavia war durch eine Reihe von expliziten Hinweisen auf die Rolle und das Gedächtnis der Stadt in der Vergangenheit gekennzeichnet und kennzeichnete die zweite Hälfte des 12. Jahrhunderts als ein echtes Revival der Pracht der Hauptstadt des Königreichs. Friedrich I. gab auch viele Diplome an die reichen königlichen Klöster von Pavia aus, die nützliche Verbündete in der Kontrolle des Territoriums und der Kirchenpolitik des Kaisers waren.
Darüber hinaus beseitigte Friedrich I. mit dem kaiserlichen Erlass vom 8. August 1164 alle kaiserlichen Vorrechte über die Stadtregierung und anerkannte der Bürgerschaft das Recht auf freie Wahl der Konsuln mit der einzigen Klausel zu, dass diese und das Volk Treue zum Imperium schwören müssten und sie vom Kaiser daraufhin die Bestätigung der Amtszeit erhalten. Der Kaiser gewährte Pavia auch die Herrschaft über einen großen Bezirk, der nicht nur die Lomellina und die Oltrepò heute umfasste (mit den Gebieten zwischen Pavia und Mailand), sondern auch einen großen Teil des Territoriums von Tortona.
Friedrich II. traf 1212 zum ersten Mal in Pavia ein und sein Eintritt in die Stadt wurde triumphal gefeiert. Wie schon bei Friedrich I. bedeutete der Aufenthalt des Staufers in der Stadt die Wiederbelebung der alten königlichen Traditionen der frühmittelalterlichen Hauptstadt. Der Herrscher stellte wie üblich Diplome an lokale kirchliche Einrichtungen aus und blieb im Palast beim Kloster S. Salvatore. Pavia unterstützte Friedrich II. gegen den Lombardenbund, und seine Streitkräfte beteiligten sich an der Schlacht von Cortenuova, der Belagerung von Parma und zahlreichen anderen militärischen Operationen und erzielten 1212 in Casei Gerola einen großen Sieg über die Mailänder und ihre Verbündeten. 1219 bestätigte Friedrich II. erneut, was Friedrich I. Pavia gewährt hatte, weil er die Motive des Reiches auf dem Schlachtfeld verteidigte.

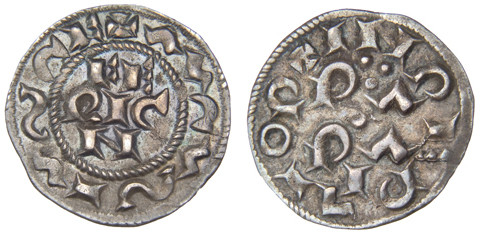
Münze der Stadt Pavia mit der Titulatur des römisch-deutschen Kaisers Friedrich II.

Ab der zweiten Hälfte des 13. Jahrhunderts wurde die Stadt von den Kämpfen zwischen der Guelfa-Fraktion erschüttert, die von den Grafen von Langosco angeführt wurde, und der Ghibellina-Fraktion, angeführt von den Beccaria, die schließlich nach wechselnden Ereignissen um 1327 die Kontrolle über Pavia übernahmen.
1329 gewährte Kaiser Ludwig IV. mit dem Hausvertrag von Pavia den Nachkommen seines Bruders Herzog Rudolf während seines Aufenthaltes in Pavia die Kurfürstenschaft der Pfalz und teilte so die Wittelsbacher Dynastie in zwei Zweige.
Im Jahr 1356 belagerte Galeazzo II. Visconti Pavia sowohl von Land als auch vom Tessin aus, aber die Pavesen, unterstützt vom Markgraf von Montferrat und angespornt von Iacopo Bussolari, einem Augustiner-Mönch des Klosters San Pietro in Ciel d’Oro, besiegten sowohl die Armee als auch die Visconti-Flotte schwer. Der Friede hielt jedoch nicht lange an: 1358 entfachte er den Krieg gegen die Visconti und im April 1359 gelang es Galeazzo II. Visconti, mit Hilfe der Beccaria, die inzwischen einen Großteil des Bezirks von Pavia unter Kontrolle hatten, Pavia mit einer großen Armee zu belagern. Auch dieses Mal widersetzten sich die Einwohner von Pavia unter der Leitung von Bussolari hartnäckig dem Visconti, mussten sich aber schließlich am 13. November 1359 ergeben.

Der Visconteo-Park, der die Burg von Pavia mit der Certosa di Pavia verband

Während der Regentschaft von Galeazzo II. Visconti und Gian Galeazzo Visconti trat die Erinnerung an die Rolle als Hauptstadt und die langobardischen Traditionen von Pavia gemeinsam in die „Propaganda“ der neuen Herren von Pavia ein: Galeazzo II. verlegte seinen Hof von Mailand nach Pavia und zwischen 1361 und 1365 baute Galeazzo II. einen großen Palast (Castello Visconteo) mit einem großen Park (Visconti-Park), der zur offiziellen Residenz der Dynastie wurde. Der gleiche „königliche Traum“ (und der ständige Ruf der langobardischen Monarchie und des Königreichs Italien) wurde von seinem Sohn Gian Galeazzo mit größerem Nachdruck vorangetrieben, der weiterhin hauptsächlich im Schloss von Pavia wohnte, und derselbe tat Filippo Maria Visconti bis 1413.
Unter der Mailänder Dynastie wird die Bedeutung von Pavia durch die Gründung der Grafschaft Pavia (1396) für den Erstgeborenen unterstrichen (die von Gian Galeazzo mit einer Inthronisierungszeremonie in der Basilika San Michele gefeiert wurde, die die königlichen Krönungen des Hochmittelalters nachahmte), die Gründung der Universität (für die die Visconti wichtige Lehrer wie Baldus de Ubaldis, Lorenzo Valla Giasone del Maino nach Pavia riefen), des riesigen Visconteo-Parks, die Duplizierung der Hauptstadt und der Gerichtsgebäude (Mailand und Pavia), die Gründung der Certosa als dynastisches Mausoleum und die Einrichtung einer bürokratischen Struktur, die die mailändischen Institutionen verdoppelte.

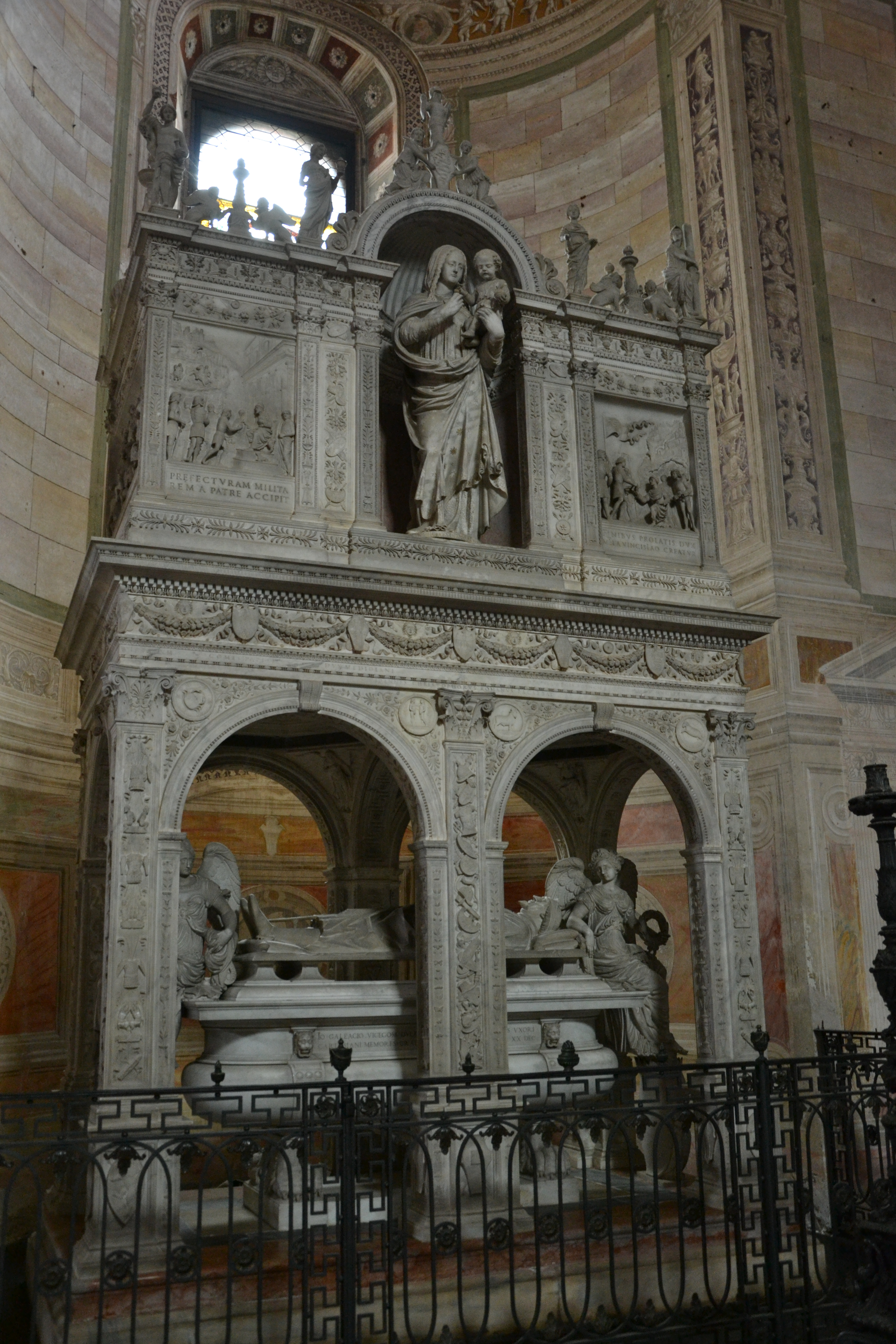
Giovanni Cristoforo Romano, Grab von Gian Galeazzo Visconti, Certosa di Pavia

Unter den Visconti zuerst und dann den Sforza hatte die Transformation der Stadt, des Territoriums und der städtischen Gesellschaft etwas Großartiges: 1359 bis 1402, Pavia (eine Stadt, die trotz der Jahrhundertkrise bereits reich und wohlhabend ist). Unter dem Schatten der Prinzipien machte er bemerkenswerte Fortschritte und beschleunigte den Wandel seiner Institutionen, der sozialen Hierarchien, des kulturellen Umfelds und der Stadtplanung der Stadt. Neben den eigentlichen herzoglichen Gebäuden und den Palästen der Kurtisanen wurden in der Stadt die Klöster der Verkündigung und der Heiligen Klara der Royale gegründet, der große Platz (der heutige Siegesplatz) gebaut und die zentralen Straßen (Strada Nuova) neu gestaltet. Einige gotische Gebäude, wie die Kirche San Francesco, Carmine und San Tommaso wurden mit Hilfe von Visconti-Architekten fertiggestellt und Baustellen wurden eröffnet, die zur Erneuerung der städtischen Architektursprache beitrugen.
Im Jahr 1378 ließ Galeazzo II. das Arsenal entlang des Tessins errichten (erweitert um 1392, 1435 und 1451). Hier wurden die Schiffe der herzoglichen Flotte, die 1494 noch aus 33 Galeonen bestand, gebaut, repariert und aufbewahrt. Danach schuf Gian Galeazzo Visconti auch die Position des Kapitäns der Flotte, der Sitz war Pavia und sollte sich nicht nur mit den militärischen Aspekten des herzoglichen Marineteams, sondern auch mit der öffentlichen Ordnung, der Erhebung von Zöllen befassen, Instandhaltung der Deiche und Brücken sowie der Versorgung der Städte an allen Flüssen, Flüssen und Seen des Herzogtums Mailand.
Ebenfalls unter der Herrschaft von Gian Galeazzo wurde 1387 in der Stadt die erste jüdische Gemeinde gegründet, die während der Zeit der Mühsal wuchs und florierte und auch Ärzte und Intellektuelle wie Elia ben Shabbetai zum Ausdruck brachte, Leibarzt von Filippo Maria Visconti und Professor an der Universität, und vor allem der große Gelehrte und Talmudist Joseph Colon, so dass 1490 auch ein Hebräischkurs an der Universität von Pavia eröffnet wurde.

### Frühe Neuzeit

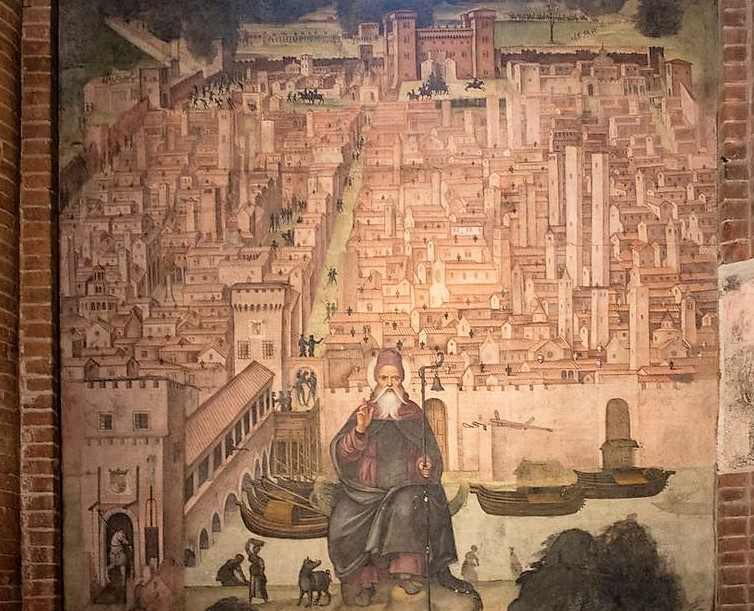
Bernardino Lanzani, Die Stadt Pavia während der Belagerung der Franzosen 1522, (1523–1524) Kirche San Teodoro

Von den Franzosen 1499 besetzt, im Jahre 1512 in der Schlacht bei Pavia, unter dem Kommando von Matthäus Schiner, vertrieben Schweizer und venezianische Infanteristen die französische Garnison aus der Stadt und plünderten Pavia. 1522 wurde sie von Odet de Foix, Graf von Lautrec, belagert. Obwohl die Lage in Pavia verzweifelt war, weil ein großer Teil der kaiserlichen Garnison die Stadt verlassen musste, um Mailand zu retten, das ebenfalls von den Franzosen belagert wurde, und außerdem Federico II. Gonzaga, der die Verteidiger von Pavia anführte. Er verfügte nur über etwa 1.500 Fußsoldaten und 300 Reiter, während die Armee des Königs von Frankreich aus fast 20.000 Mann bestand, die Belagerung scheiterte.

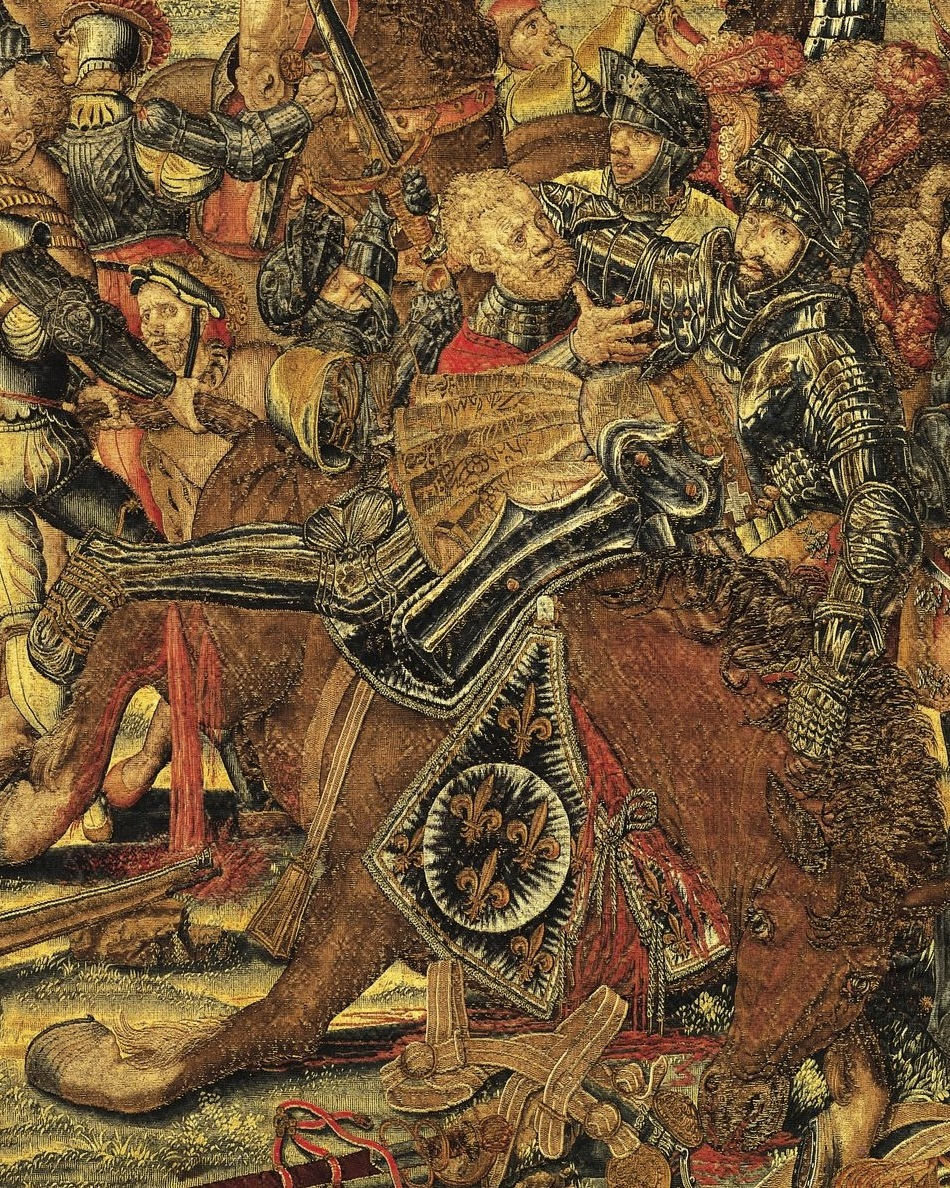
Die Gefangennahme von Franz I. von Frankreich während der Schlacht bei Pavia, Detail eines der Wandteppiche der Schlacht von Pavia, Neapel, Museo di Capodimonte.

Während der Kriege um Italien kam es ab dem 28. Oktober 1524 zur mehrmonatigen Belagerung der Stadt durch ein französisches Heer mit König Franz I. an der Spitze. Die Niederlage und Gefangennahme des Königs von Frankreich in der Schlacht bei Pavia im Februar 1525 ist eines der bedeutendsten Ereignisse der europäischen Frühneuzeit. Sie ging dem Krieg von 1526/27 voraus, in dem die Italiener Karl V. unterlegen waren und in eine bis 1706 währende spanische Besetzung führte.
In den gleichen Jahren studierte er an der Gerolamo Cardano Universität von Pavia. In der gleichen Zeit studierte Leonardo da Vinci wahrscheinlich (1511) zusammen mit Marcantonio della Torre, Professor für Anatomie an der Universität, Anatomie. Im Jahr 1597 musste die jüdische Gemeinde von Pavia die Stadt auf Wunsch von Philipp II. von Spanien verlassen.
Ab der zweiten Hälfte des 16. Jahrhunderts blühte in der Stadt die Produktion von Majolika, die Pavia bis ins 18. Jahrhundert zu einem der wichtigsten Zentren der Herstellung solcher Produkte in Norditalien machte. Aber die Stadt hatte wie in der Vergangenheit vor allem eine kommerzielle Bedeutung: Die Waren, die von Mailand und dem Rest der Lombardei nach Genua gelangten, passierten Pavia. Im Lagerhaus entlang des Tessins wurde das Salz aus der Adria aufbewahrt, das nicht nur für die Konservierung von Lebensmitteln notwendig war, sondern auch für viele Aktivitäten wie die Käseherstellung benötigt wurde. Das Salz aus Pavia wurde dann in Mailand und einem großen Teil der westlichen Lombardei und im Piemont verwendet.
Während des französisch-spanischen Krieges wurde Pavia vom 24. Juli bis zum 14. September 1655 von einer großen französischen, savoyischen und Estense-Armee unter dem Kommando von Thomas Franz, Prinz von Carignano, belagert, aber die Belagerer konnten die Stadt nicht erobern.

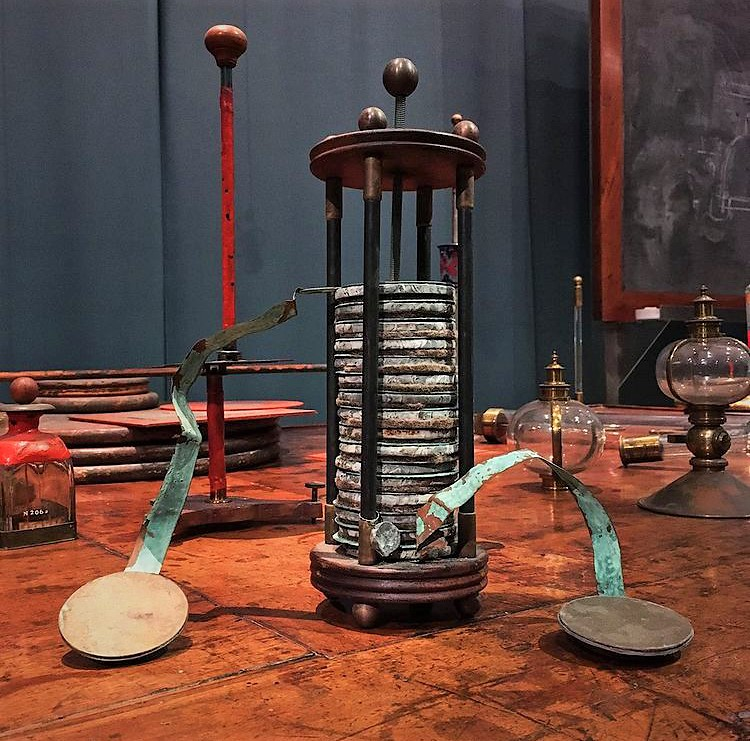
Voltasche Säule, Museumsnetz der Universität

Die spanische Periode endete 1706, als Pavia nach einer kurzen Belagerung von den Österreichern unter Wirich Philipp von und zu Daun während des Spanischen Erbfolgekrieges besetzt wurde. Pavia wurde durch österreichische Potentaten bis 1796 regiert, bis es schließlich in die Hände der französischen Armee unter Napoleon Bonaparte fiel.
In der zweiten Hälfte des achtzehnten Jahrhunderts, sowohl von Maria Theresia als auch von Joseph II., erlebte die Universität eine große Entwicklung, es wurden Professoren von großem Ruhm berufen wie Alessandro Volta, Lazzaro Spallanzani, Antonio Scarpa, Joseph Frank, Giovanni Antonio Scopoli, Samuel-Auguste Tissot und Lorenzo Mascheroni. Die Universität wurde eine der führenden in Europa. In Pavia absolvierte 1777 Maria Amoretti als erste Frau das Studium der Rechtswissenschaften mit Hochschulabschluss in Italien.

### Neuzeit bis Gegenwart
Im Mai 1796 bestrafte Napoleon die Stadt für einen Aufstand gegen die französischen Streitkräfte und verurteilte sie zu einer dreitägigen Plünderung. Bald jedoch beschloss Napoleon, die Universität, die Bibliotheken und die in der Stadt vorhandenen Fähigkeiten zu nutzen, indem er die Militärschule für Infanterieoffiziere und 1803 die Artillerieschule mit angeschlossener Gießerei von Bronzekanonen gründete. Auch die Universität erlebte eine Blütezeit, in der die Lehren von Vincenzo Monti und Ugo Foscolo auf dem Lehrstuhl für Eloquenz, von Gian Domenico Romagnosi für Zivilrecht und von Vincenzo Brunacci für Mathematik eingeführt wurden.

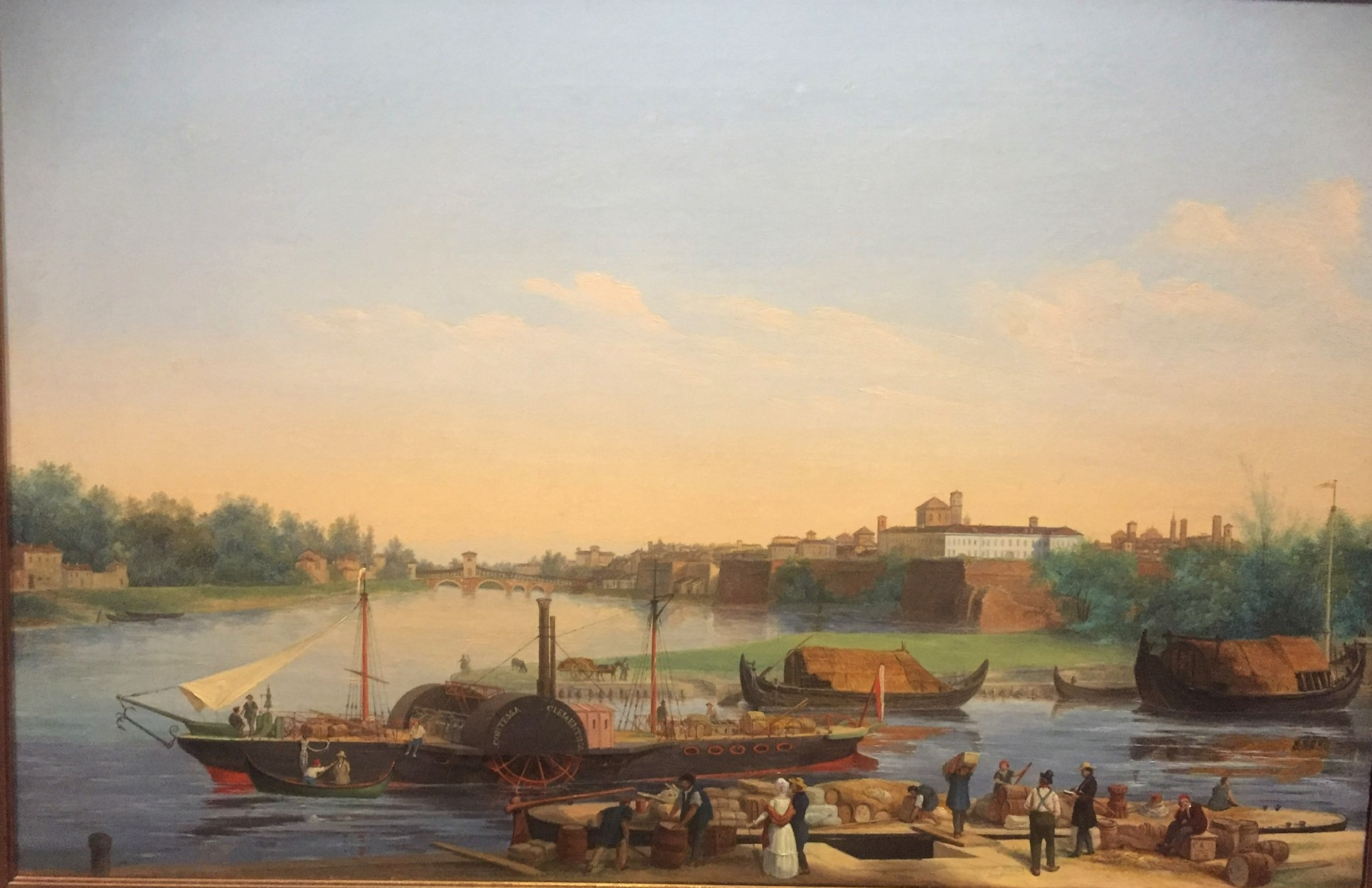
Francesco Trecourt, Der Hafen von Pavia am Zusammenfluss des Naviglio Pavese im Tessin mit dem Dampfer Contessa Clementina, ca. 1850, Stadtmuseen von Pavia

1814 wurde Pavia wieder österreichisch und wurde in das Königreich Lombardo-Venetien aufgenommen. 1818 wurden die Arbeiten des Naviglio Pavese abgeschlossen: Der Kanal, der als Wasserstraße zwischen Mailand, Pavia und dem Tessin und als Bewässerungskanal konzipiert wurde, trug zur Entwicklung der Stadt bei. Wenige Jahre nach seiner Realisierung (1821) entstand hinter der Burg Borgo Calvenzano eine lange Reihe von Arkadengebäuden, in denen sich Lagerhäuser, Gasthäuser, Speditions- und Zollämter, Hotels und Ställe befanden, alles als Unterstützung der Binnenschifffahrt. Im Jahr 1820 begannen im Hafen von Pavia die ersten Dampfschiffe zu arbeiten, und zwischen 1854 und 1859 organisierte der Österreichische LLoyd eine regelmäßige Schifffahrtslinie, ebenfalls mit Dampfschiffen, zwischen Pavia, Venedig und Triest.

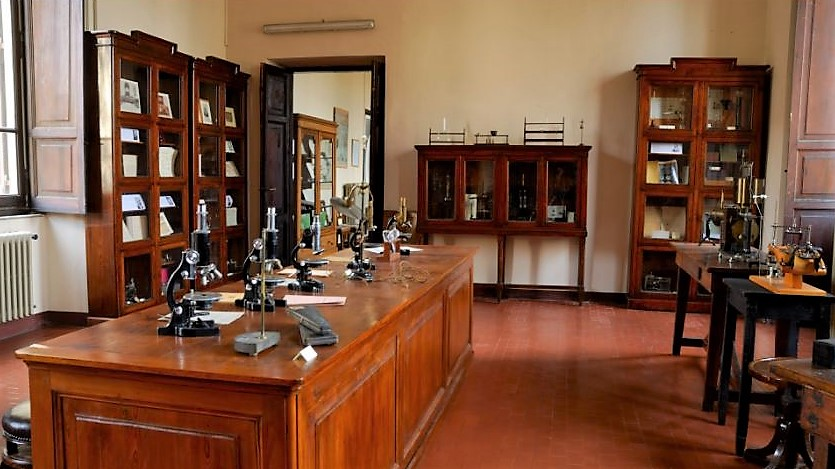
Das Labor von Camillo Golgi, Golgi-Museum

Im 19. Jahrhundert erlebte die Universität ein starkes Wachstum der Zahl der Studierenden und schuf zwischen 1819 und 1850 neue Abteilungen, Labors, Klassenzimmer. Im Laufe des Jahrhunderts unterrichteten sie in Pavia Lehrer von großer Bekanntheit, wie, um nur einige zu nennen, der Anatomist Bartolomeo Panizza, der Physiologe Eusebio Oehl, Paolo Mantegazza, Giulio Bizzozero, der Mathematiker Francesco Brioschi, der Geologe Torquato Taramelli. Sie war die erste italienische Hochschule, die den Nobelpreis in der Person des Arztes und Histologen Camillo Golgi erhielt.
Mit dem Sardinischen Krieg (1859) und der Vereinigung Italiens ein Jahr später ging Pavia zusammen mit dem Rest der Lombardei an das Königreich Italien über. Von 1859 bis 1927 existierte der Kreis Pavia.

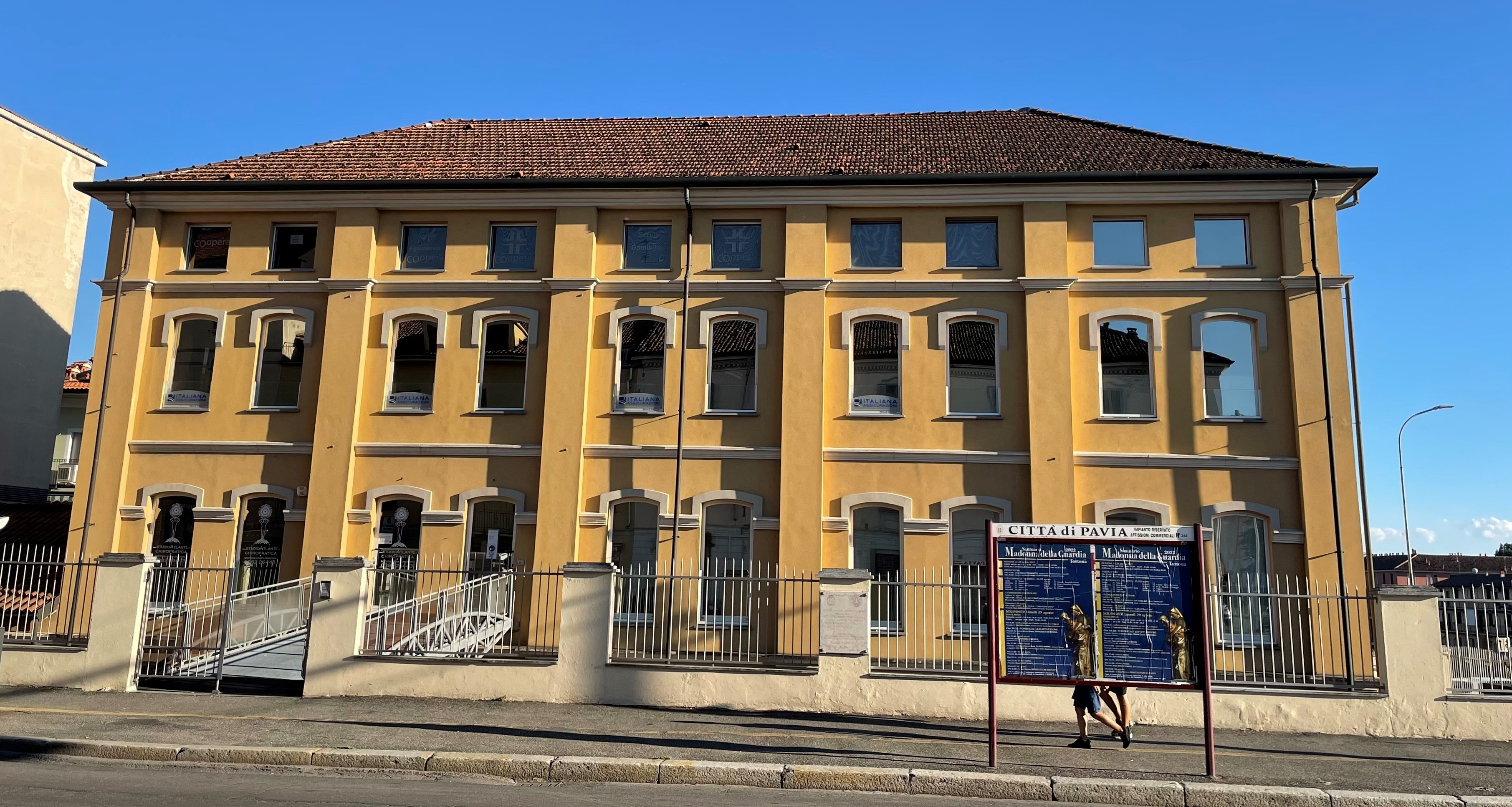
Die ehemaligen Elektrowerkstätten Einstein-Garrone, wurden 1894 von Hermann Einstein, dem Vater von Albert Einstein, gegründet.

Ab 1885 entstanden in Pavia wichtige Industrien wie die Necchi, während 1905 die Snia Viscosa entstand, die erste große italienische Fabrik für Kunstseide und synthetische Stoffe, gefolgt von vielen anderen. In den ersten Jahrzehnten des 20. Jahrhunderts waren in der Stadt 16.000 Menschen in der Industrie beschäftigt. 1894 zog Albert Einsteins Vater nach Pavia, um ein Geschäft mit elektrischen Materialien zu gründen, das Einstein. Die Einsteins lebten in der Stadt im selben Gebäude (Palazzo Cornazzani), in dem Ugo Foscolo und Ada Negri gelebt hatten. Der junge Albert kam zwischen 1895 und 1896 mehrmals zur Familie. Während seiner Zeit in Italien schrieb er einen kurzen Aufsatz mit dem Titel „On the Investigation of the State of the Ether in a Magnetic Field“.
1943 wurde Pavia von der deutschen Armee besetzt. Im September 1944 führten die US-Luftstreitkräfte mehrere Bombenangriffe auf die Stadt durch, um die drei Brücken über den Tessin zu zerstören, die für die Versorgung (Waffen und Proviant) der deutschen Truppen von strategischer Bedeutung entlang der Gotenstellung waren. Diese Operationen führten zur Zerstörung der Ponte Coperto und kosteten 119 Zivilisten das Leben.

### Wappen und Logo
Die Symbole von Pavia sind das Wappen, das Banner und das Siegel, wie im Gemeindestatut berichtet. Das Banner, das von der modernen Stadt Pavia verwendet wird, reproduziert getreu das, das von der Gemeinde Pavia mindestens seit dem 13. Jahrhundert verwendet wurde: ein rotes Banner mit einem weißen Kreuz. 

Banner der Stadt Pavia

 Dieses Symbol, wahrscheinlich abgeleitet von der Blutfahne, der ursprünglichen Flagge des Kaisers des Heiliges Römisches Reich, hatte eine klare politische Bedeutung: Pavias Zugehörigkeit zur ghibellinischen Fraktion zu unterstreichen.
Das Wappen der Gemeinde zeigt auch das Kreuz, das ab dem Ende des 16. Jahrhunderts in ovaler Form und in einem reichen Rahmen dargestellt wurde. Darüber befindet sich eine Maske mit einem Kronenzähler und oft flankiert von zwei Engeln, die den Schild und die Buchstaben CO-PP (Comunitas Papie) halten.

## Sehenswürdigkeiten
Von den Baudenkmalen Pavias sind mehrere romanische und sämtliche der Gotik Backsteinbauten, ebenso der zur Renaissance gehörende Dom.

### Präromanische Bauwerke
Es handelt sich um Kirchen und religiöse Gebäude aus der Zeit der Langobarden, die trotz der Veränderungen in den folgenden Jahrhunderten Teile oder Elemente aus dem 7. bis 10. Jahrhundert bewahren.

#### Sant’Eusebio
Die Kirche wurde von König Rothari (636–652) im siebten Jahrhundert als arianische Kathedrale der Stadt gegründet. Die Kirche wurde 1923 abgerissen, aber die Krypta blieb erhalten. Das Gebäude, im 11. Jahrhundert wieder aufgebaut, enthält Teile der früheren langobardischen Kirche, wie die Kapitelle, sehr weit von der klassischen Kunst.

#### San Giovanni Domnarum

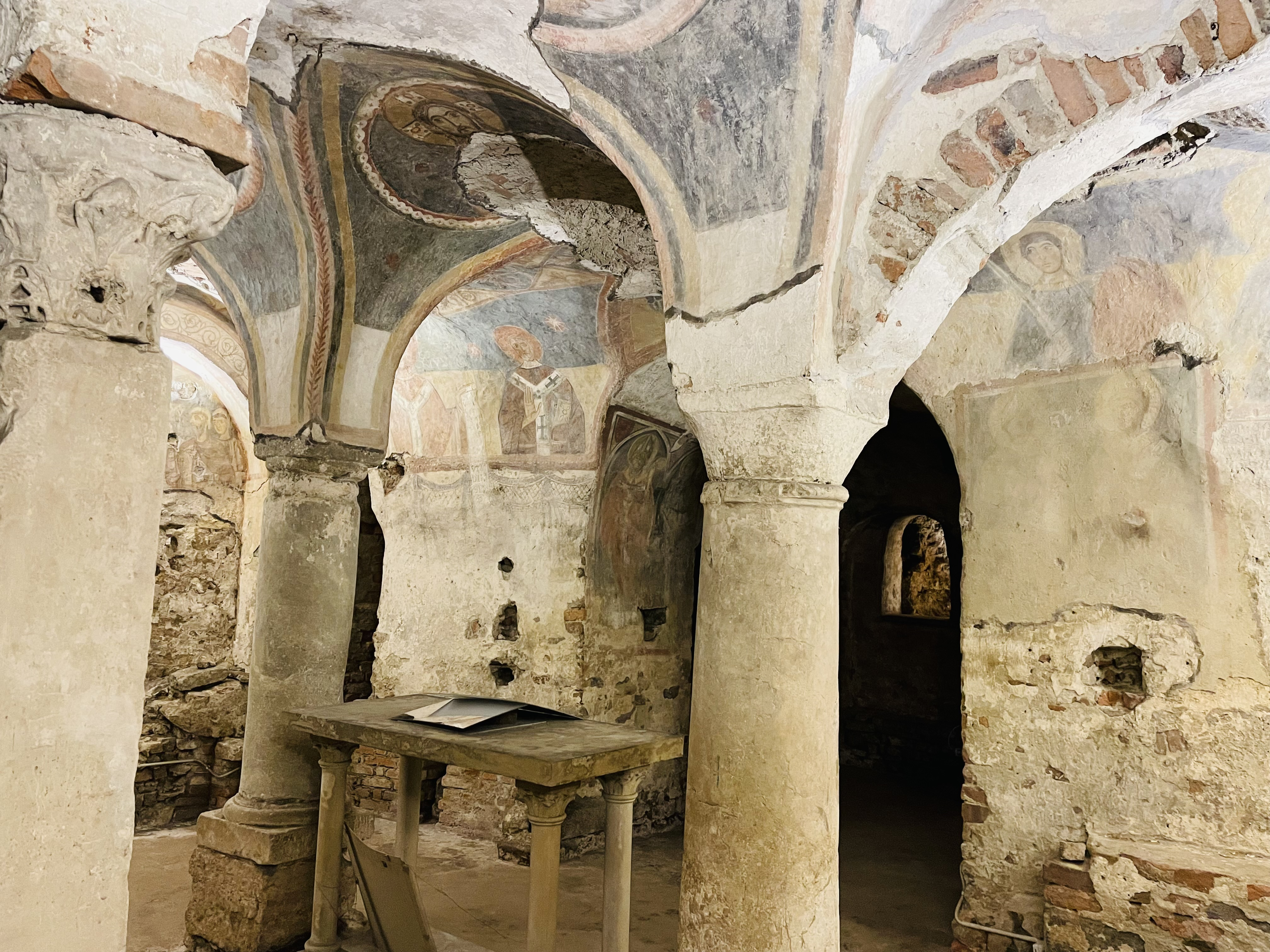
Die Krypta der Kirche San Giovanni Domnarum

Die Kirche wurde 654 von Königin Gundeberga, Ehefrau von Rothari, gegründet, die möglicherweise in der Kirche begraben wurde. Das auf römischen Bädern erbaute Gebäude wurde im 17. Jahrhundert fast vollständig umgebaut. Die Krypta (die römische und langobardische Überreste enthält) und der Glockenturm blieben von der ältesten Kirche.

#### Santa Maria Teodote
Die Kirche war Teil des Klosters Santa Maria Teodote, auch bekannt als Santa Maria della Pusterla, das eines der ältesten und wichtigsten Frauenklöster in Pavia war. Zwischen 679 und 700 von König Cunincpert gegründet, wurde es 1799 aufgehoben und beherbergt seit 1868 das Katholische Priesterseminar.

#### San Marino
Die Kirche wurde von König Aistulf (749–756) gegründet, der in der Kirche begraben wurde. Sie wurde im Laufe der Jahrhunderte mehrmals verändert, behielt aber Teile der Fassade und Apsis des ursprünglichen Gebäudes.

#### San Felice

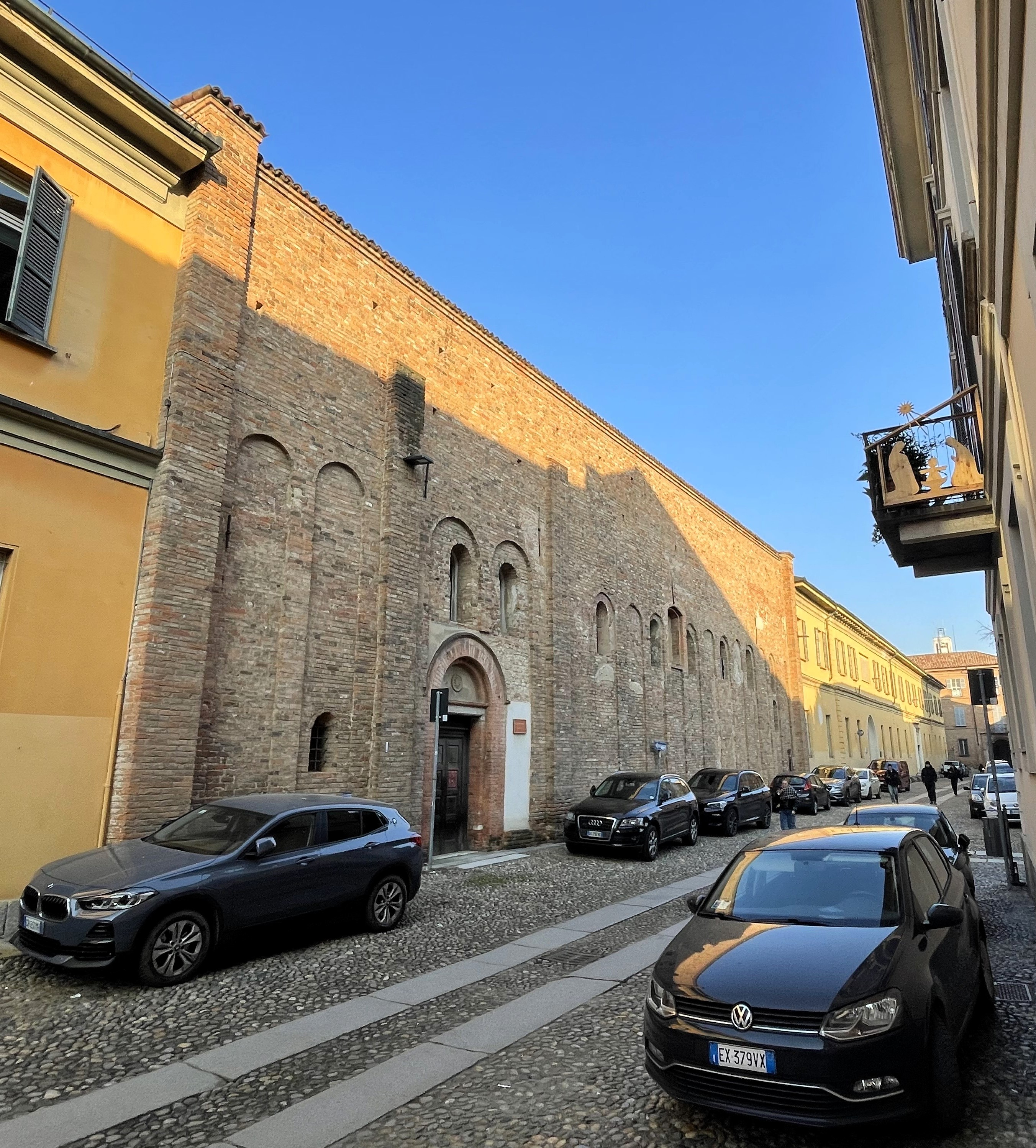
San Felice

Das Kloster wurde vom langobardischen König Desiderius im Jahre 760 gegründet. Es wurde im Jahre 1785 aufgehoben und beherbergt heute einige Abteilungen der Universität Pavia. Das Kloster wurde zwischen 1490 und 1500 umgebaut, aber die Kirche, die Krypta und einige bemalte Gräber aus der Langobardenzeit wurden bewahrt.

### Romanische Bauwerke
Die beiden großen romanischen Basiliken, gleichzeitig errichtet im ersten Drittel bzw. der ersten Hälfte des 12. Jahrhunderts, stehen am Anfang der Lombardischen Romanik.

#### San Michele Maggiore
Die Basilika San Michele Maggiore ist überwiegend aus einem recht empfindlichen Sandstein errichtet, im Gegensatz zu den überwiegend aus Backstein gemauerten meisten romanischen und gotischen Kirchen der Region. In ihrer während der langobardischen Periode (wurde zwischen 662 und 671 von König Grimoald gegründet) errichteten Vorgängerkirche wurde im Jahre 774 Karl der Große zum König gewählt und löste Desiderius als letzten Langobardenkönig ab. Das Gebäude wurde im Jahre 1004 bei einem Aufstand gegen die dort erfolgte Königswahl und Krönung Heinrichs II. durch einen Brand zerstört. Von ihr stammt noch der untere Teil des Glockenturms. Die Basilika war Schauplatz zahlreicher wichtiger Ereignisse, darunter die Krönungen von Berengar I. (888), Wido von Spoleto (889), Ludwig der Blinde (900), Rudolf II. (922), Hugo I. (926), Berengar II. und seinem Sohn Adalbert II. (950), Arduin von Ivrea (1002), Heinrich II. (1004) und Friedrich I. (1155).

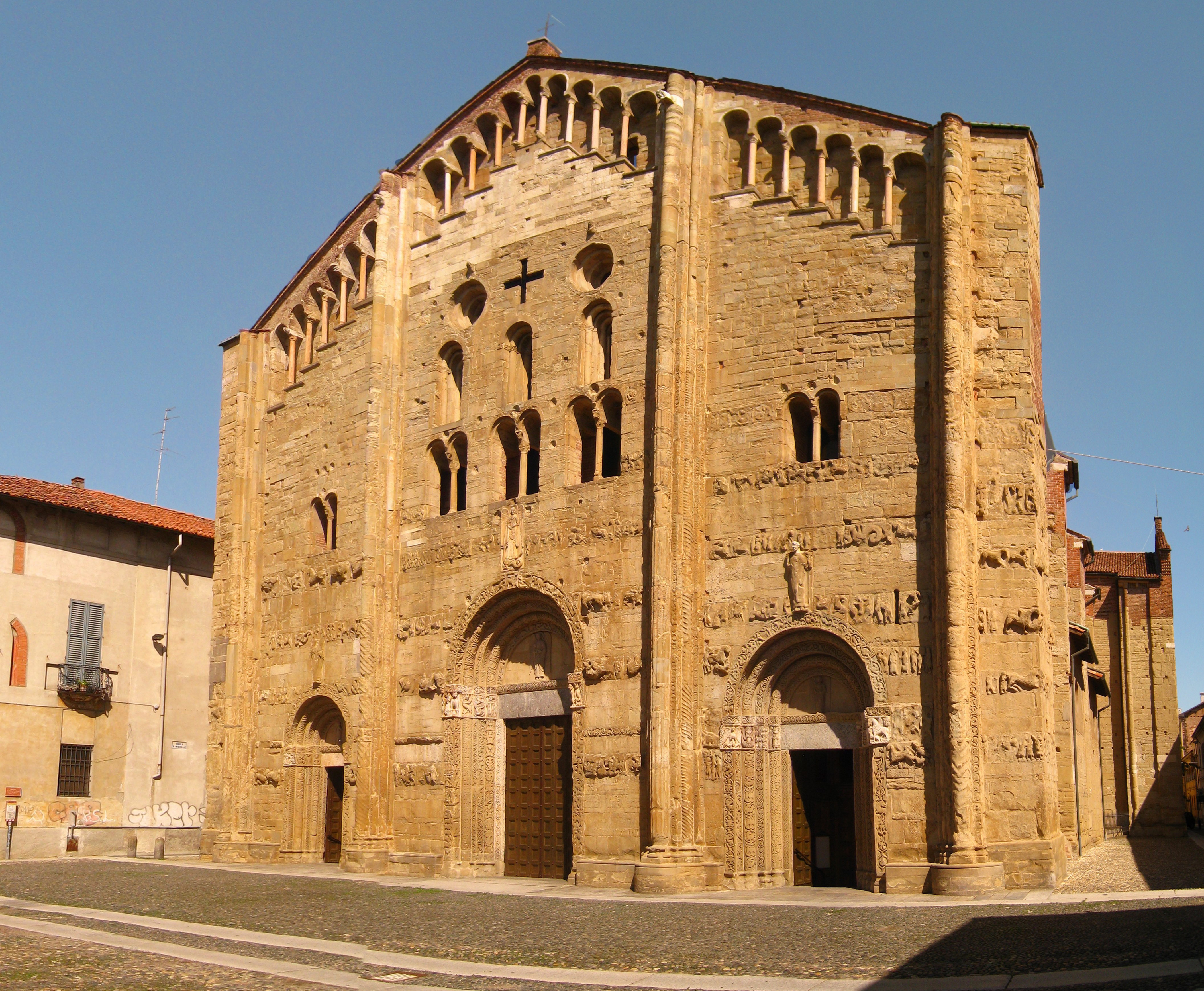
San Michele Maggiore
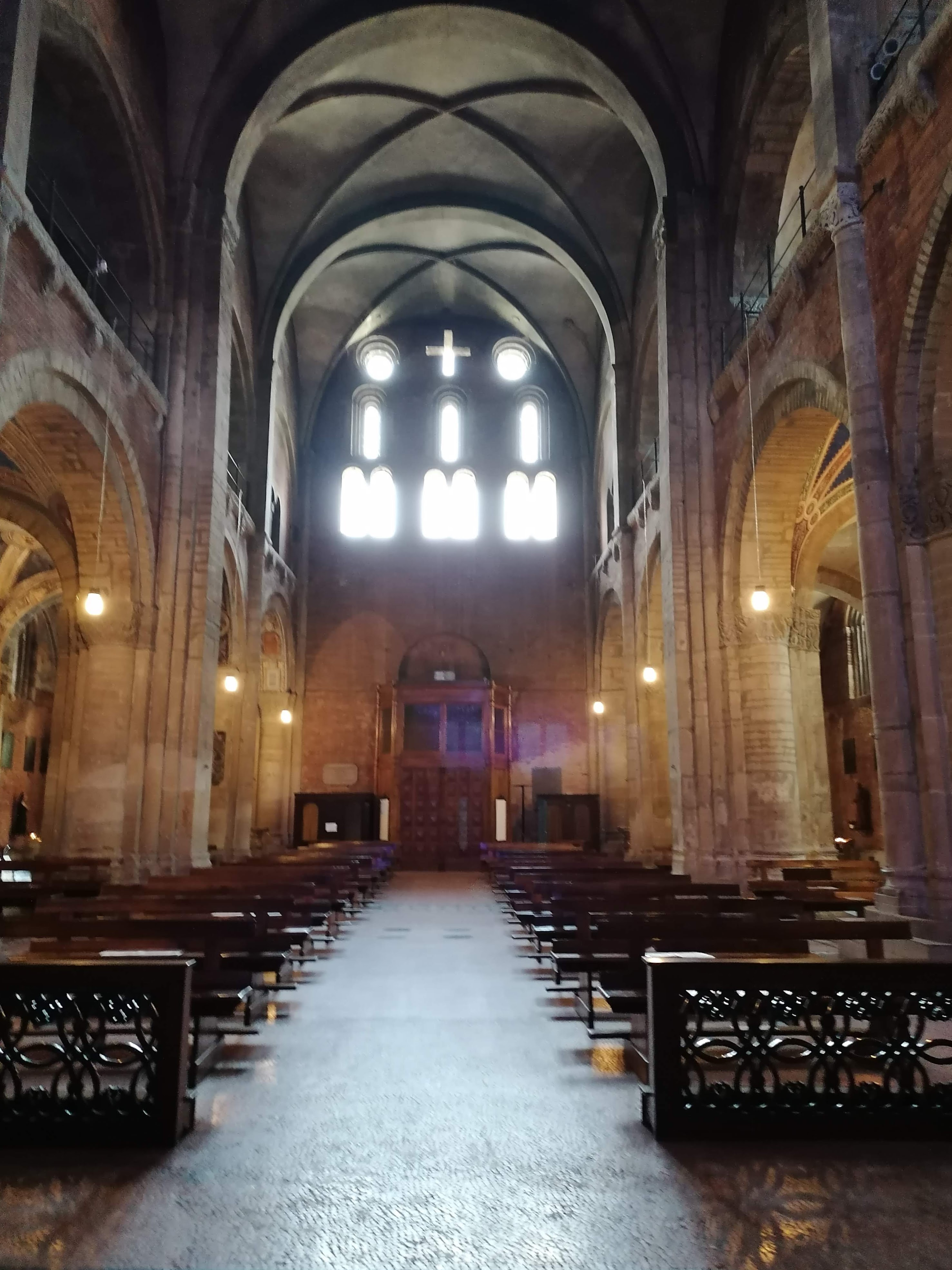
Das Innere der Basilika
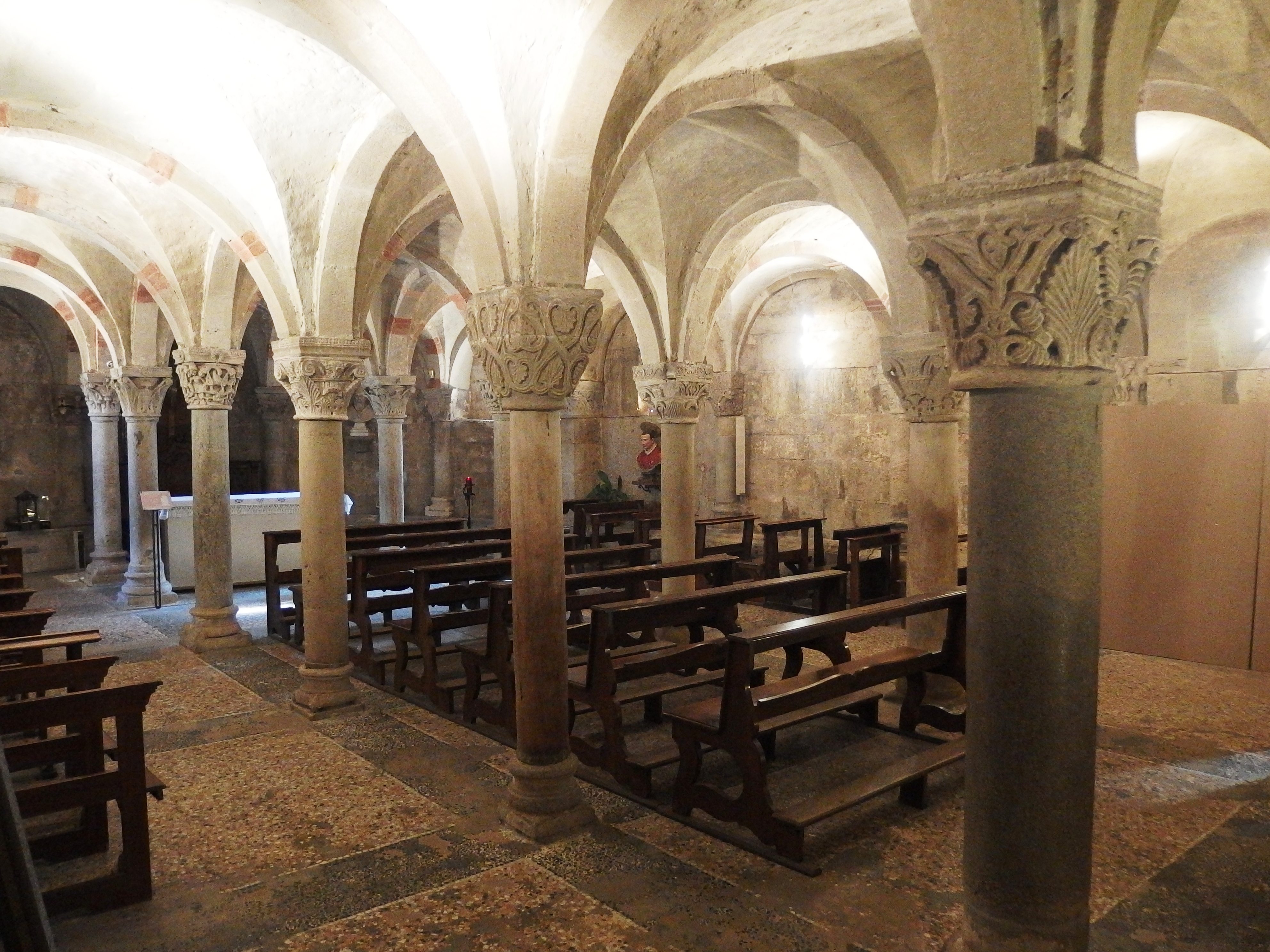
Krypta

#### San Pietro in Ciel d’Oro
Die großteils aus Backstein errichtete Basilica minor San Pietro in Ciel d’Oro (‚Sankt Peter im goldenen Himmel‘) ist über dem Grab des von Theoderich dem Großen hingerichteten Philosophen Boethius errichtet und birgt außerdem die Gebeine des Kirchenvaters Augustinus von Hippo. Die Basilika entstand um 604, wurde vom Langobardenkönig Liutprand (der in der Basilika begraben ist) zwischen 720 und 725 wieder in romanischem Stil im Jahre 1132 umgebaut.

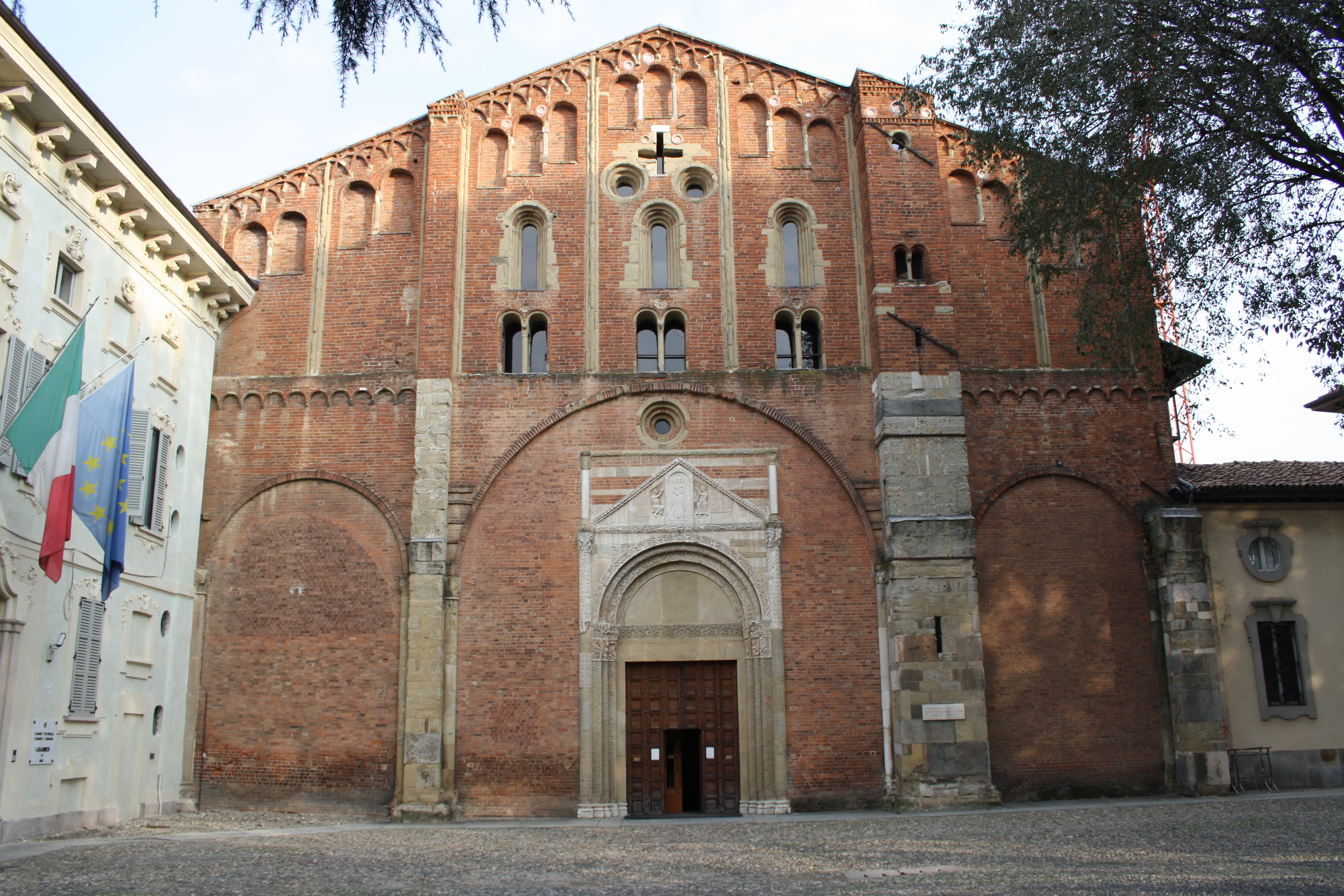
San Pietro in Ciel d’Oro
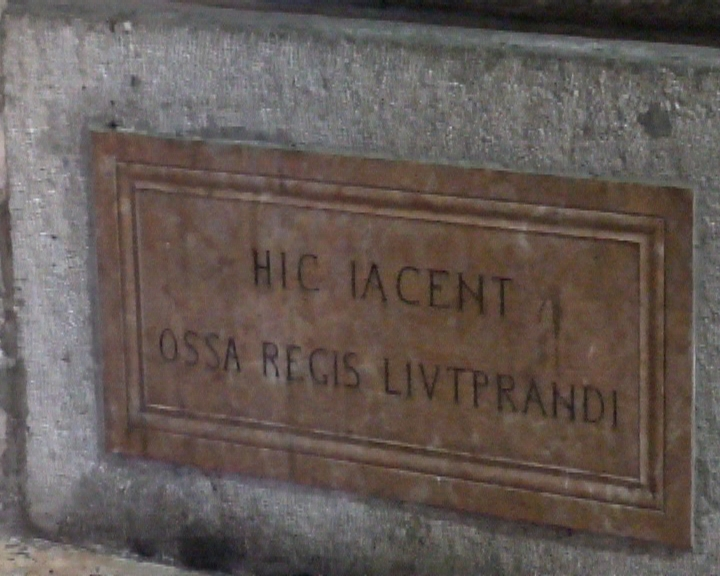
Grabmal des Langobardenkönigs Liutprand (auch: Luitprand)
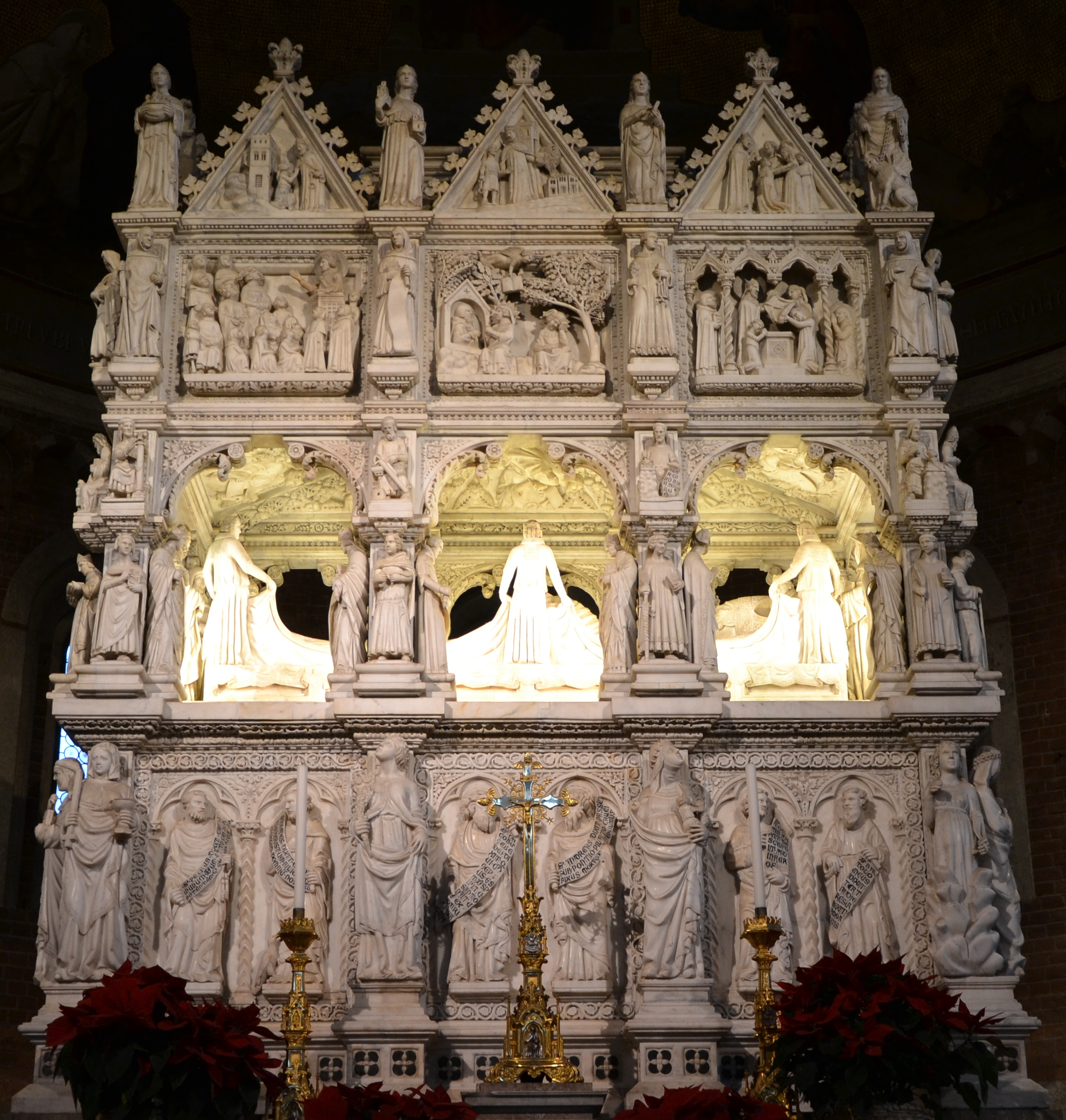
San Pietro in Ciel d’Oro, Giovanni di Balduccio, Grabmal des Heiligen Augustinus

#### San Teodoro

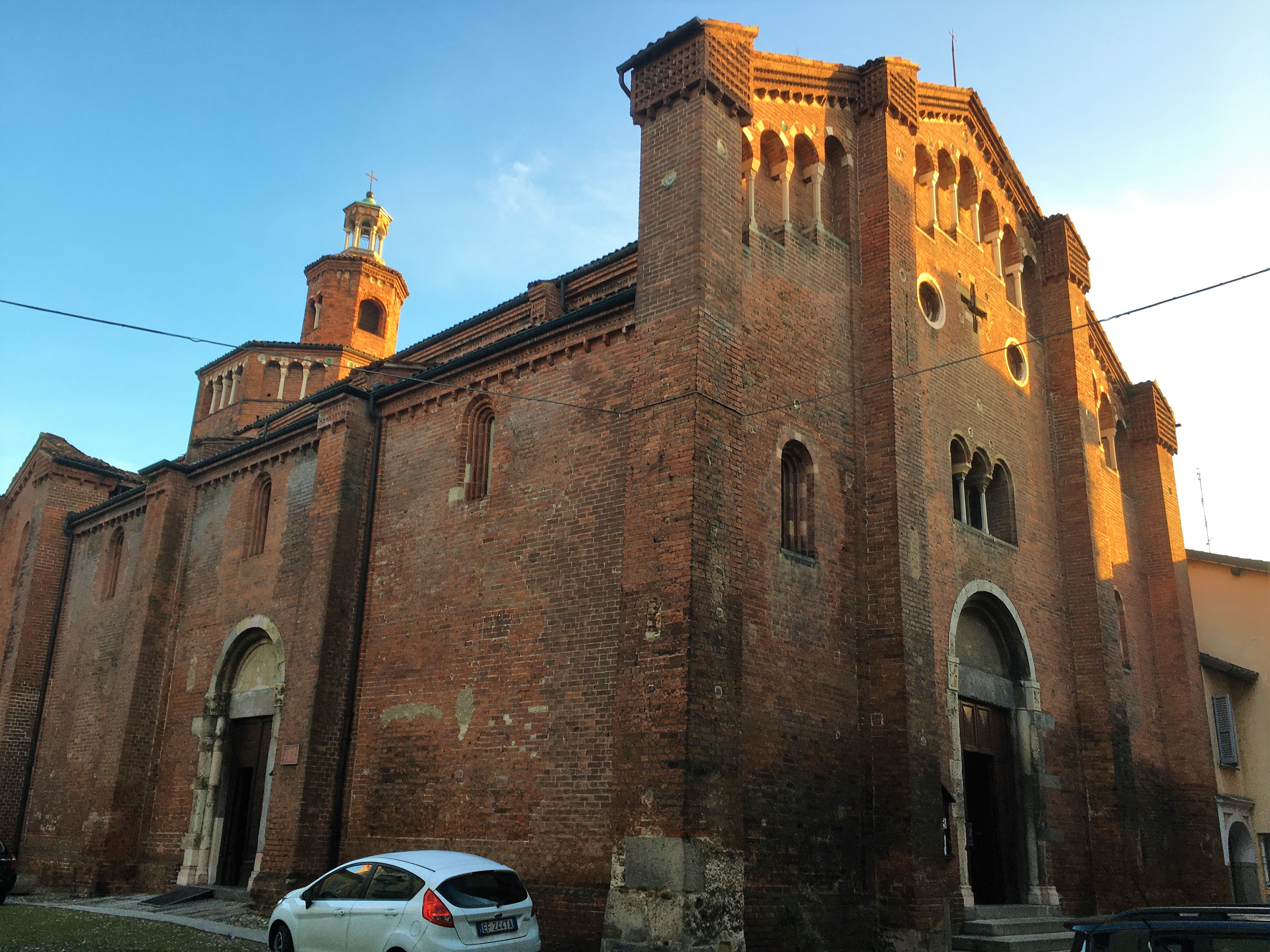
San Teodoro

Diese Kirche wurde zur Zeit der Langobarden im Jahre 752 erbaut und 1117 wieder aufgebaut und Theodor von Pavia, einem mittelalterlichen Bischof der Diözese Pavia, gewidmet. Die kleine romanische Basilika, die an den Hängen des Flusses Tessin liegt, diente den Fischern. Die Apsiden und das dreistöckige Tiburium stehen für die effektive Einfachheit der romanischen Dekoration. Im Inneren befinden sich zwei herausragende Fresken aus der Vogelperspektive der Stadt (1525), die Bernardino Lanzani zugeschrieben werden. Letzteres, die endgültige Veröffentlichung, wurde entfernt, um die unvollendete erste zu offenbaren. Beide sind beeindruckend detailliert und zeigen, wie sich das Stadtbild von Pavia in 500 Jahren kaum verändert hat.

#### Santa Maria in Betlem

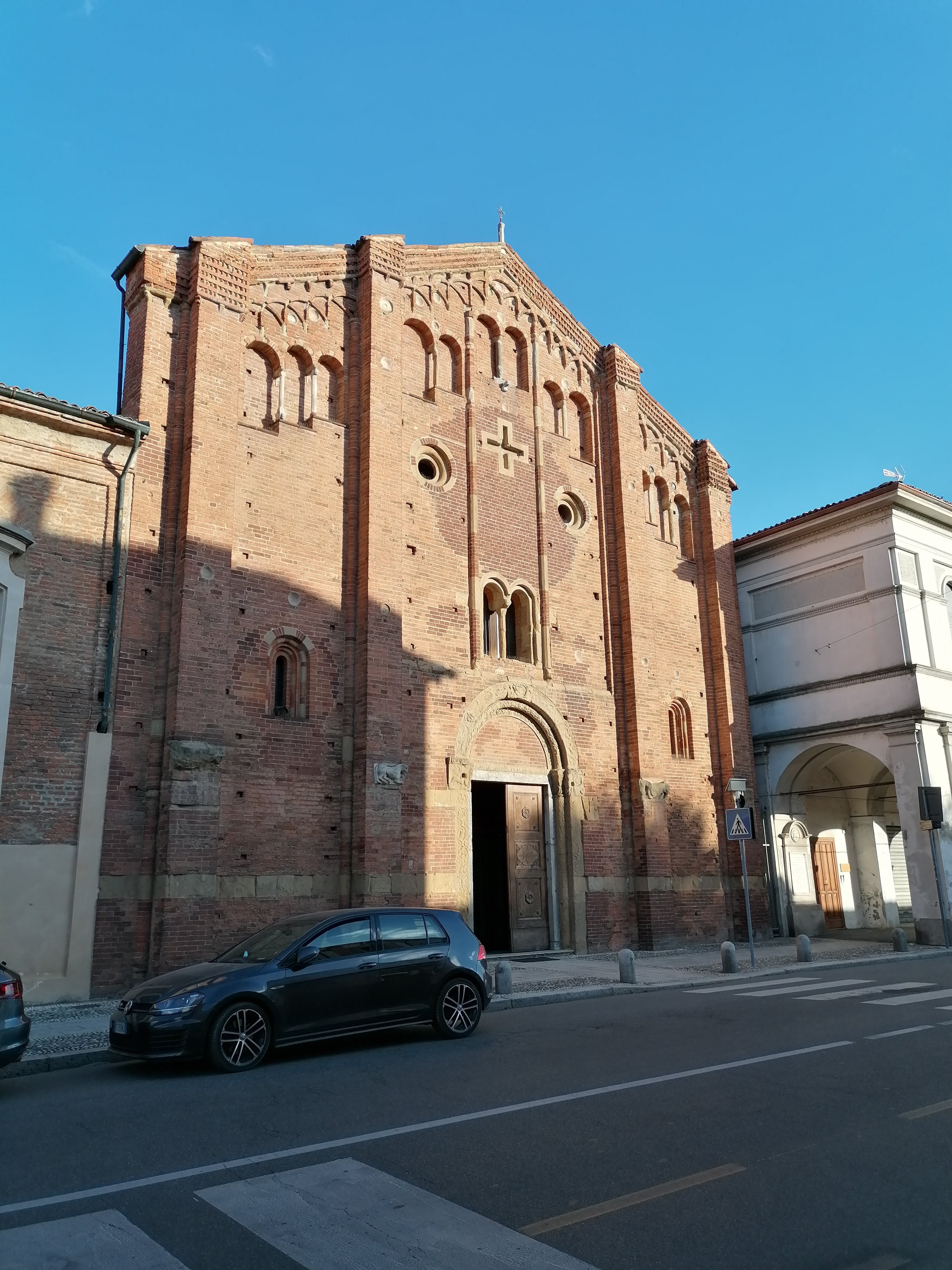
Santa Maria in Betlem

Die Kirche Santa Maria in Betlem wurde 1130 an der Stelle eines Oratoriums aus karolingischer Zeit erbaut, dessen Überreste unter dem Boden der heutigen Kirche erhalten sind. Die Kirche, in deren Nähe sich ein Krankenhaus befand, in dem Pilger auf dem Weg ins Heilige Land und Kranke versorgt wurden, war dem Bischof von Bethlehem unterstellt und weist romanische Formen auf.

#### San Lanfranco
Sie wurde im 11. Jahrhundert gegründet und in den ersten Jahrzehnten des 13. Jahrhunderts im romanischen Stil umgebaut. Ihr Inneres bewahrt die Marmorarche, die 1489 von Giovanni Antonio Amadeo geschaffen wurde, um die Reliquien von San Lanfranco Beccari zu enthalten.

#### Santi Primo e Feliciano
Sie wurde im 12. Jahrhundert auf den Überresten römischer Gebäude erbaut. Die Kirche gehörte bis 1810 zum Orden der Serviten und wurde in eine Pfarrei umgewandelt. Es bewahrt die langobardische romanische Fassade und Struktur aus dem 12. Jahrhundert, während das Innere in der Renaissance und im 18. Jahrhundert verändert wurde.

#### Santa Maria Gualtieri

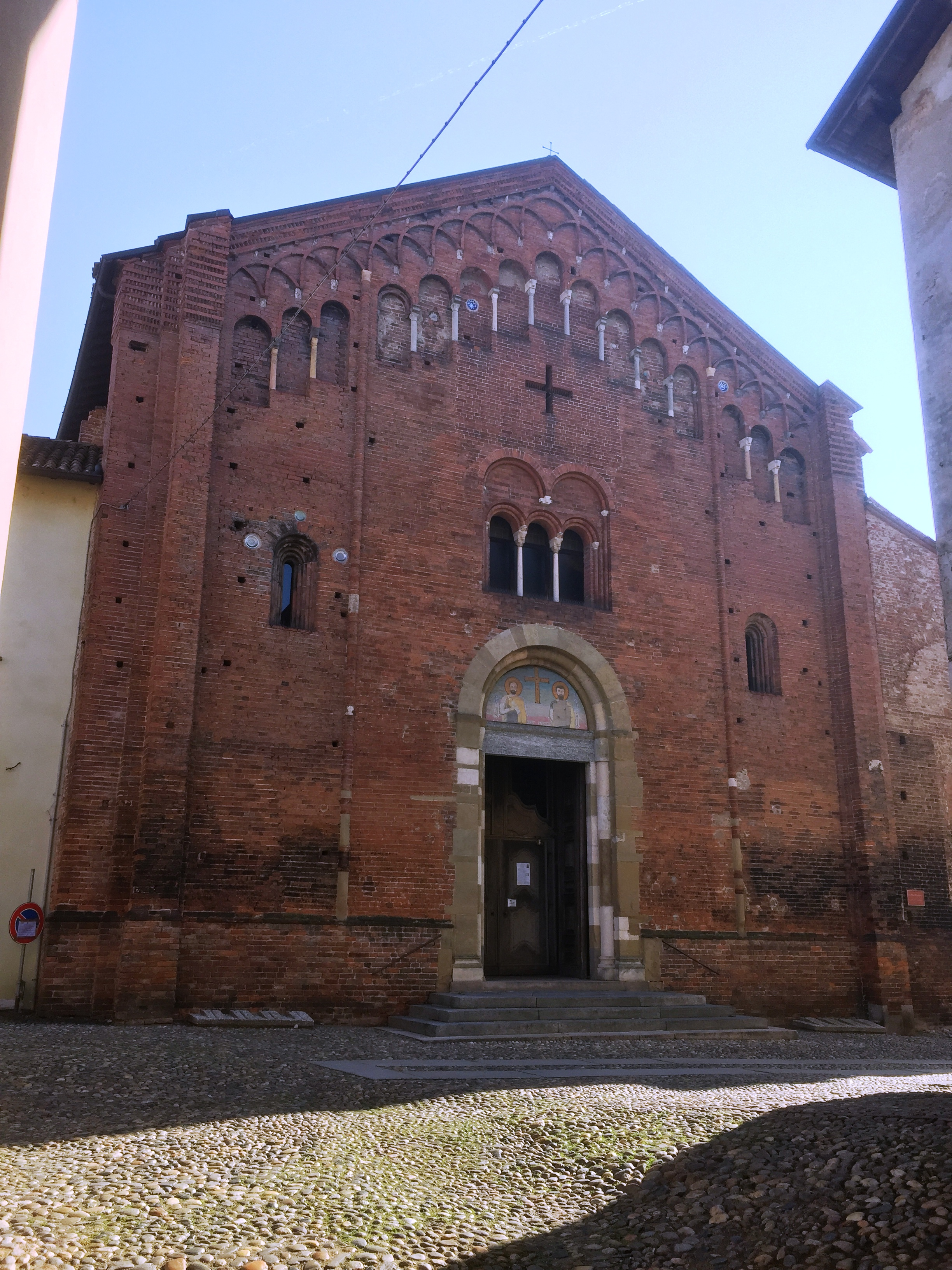
Santi Primo e Feliciano

Die Kirche wurde 989 vom Richter und Königsbote Walterius gegründet. Sie wurde im 11. Jahrhundert wieder aufgebaut und 1096 von Papst Urban II. wieder geweiht. 1788 wurde es entweiht und in Geschäfte und Wohnungen umgewandelt. Es wurde von der Gemeinde Pavia gekauft und 1991 restauriert. Es wird heute für Konzerte, Ausstellungen und Konferenzen genutzt.

#### San Lazzaro
Die Kirche wurde 1157 von der Adelsfamilie Salimbene außerhalb der Stadtmauern und entlang der Via Francigena gegründet. In der Kirche gab es auch ein Krankenhaus für die Behandlung von Pilgern und Aussätzigen. Die Kirche ist romanisch und bewahrt Fresken aus dem 13. Jahrhundert.

#### Torre Civica
Der Torre Civica, also der Stadtturm, wurde im 11. Jahrhundert errichtet. 1583–1585 setzte der Architekt Pellegrino Tibaldi ihm ein Glockengeschoss auf. Hier wurden die Glocken des Doms aufgehängt, der keinen eigenen Campanile bekam. Am 17. März 1989 stürzte der Turm ein, vier Menschen kamen dabei ums Leben.

#### Broletto
Im 12. Jahrhundert als Bischofspalast errichtet, diente der Broletto später als Palazzo Comunale (Rathaus). Im 20. Jahrhundert hatten zeitweise die Faschisten in dem Gebäude ihre örtliche Zentrale.

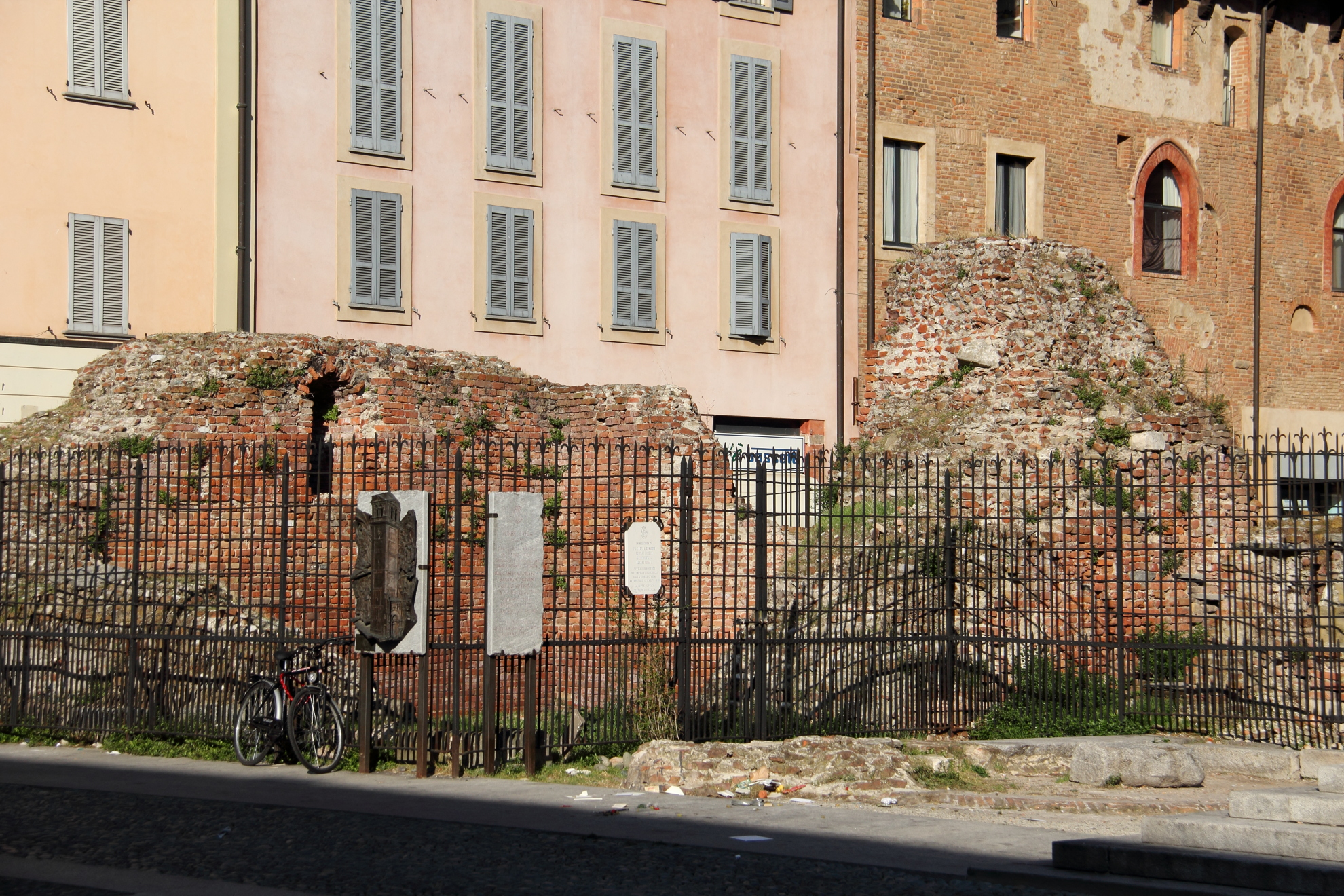
Reste der Torre Civica
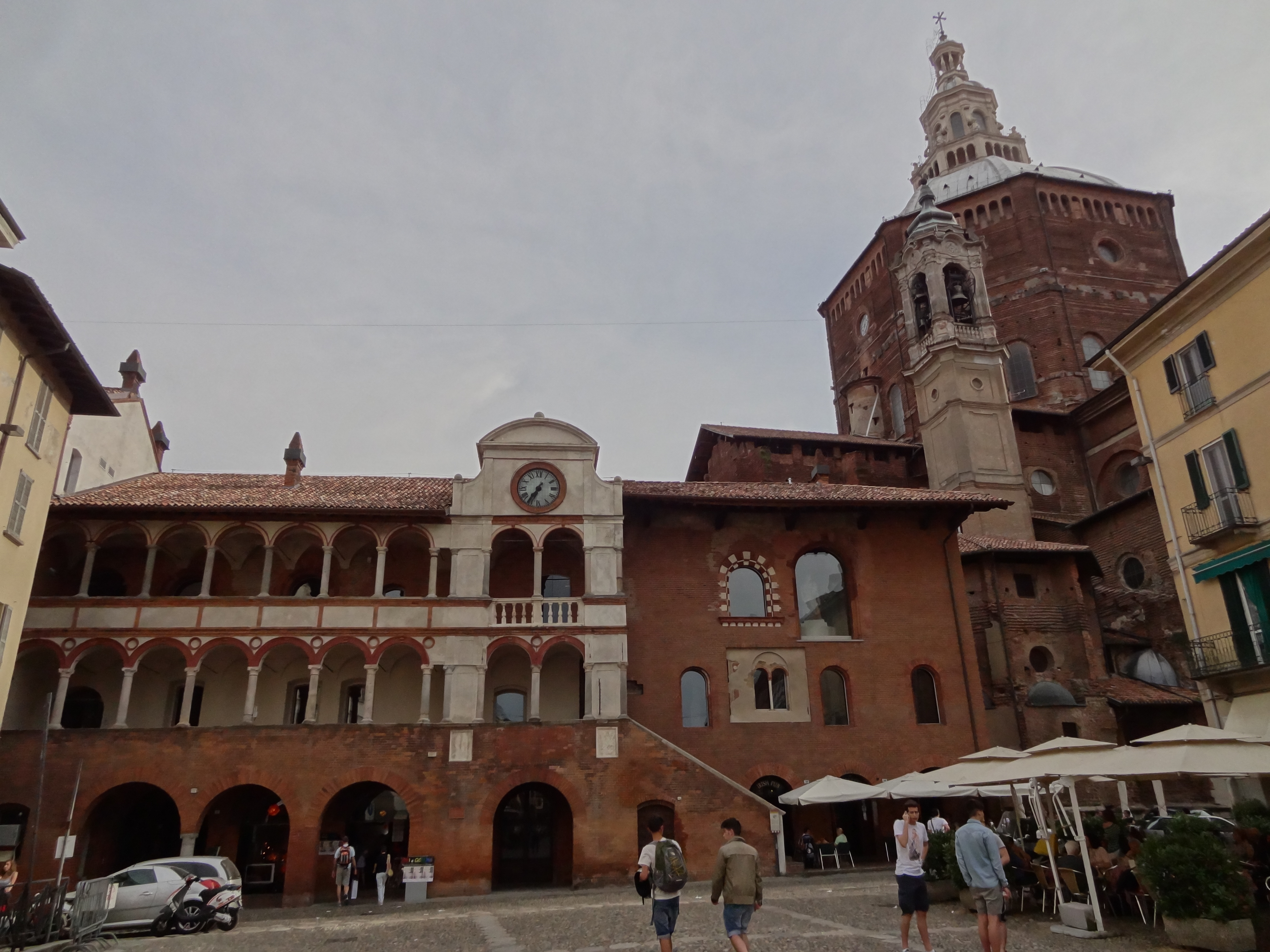
Der Broletto, rechts dahinter der Dom
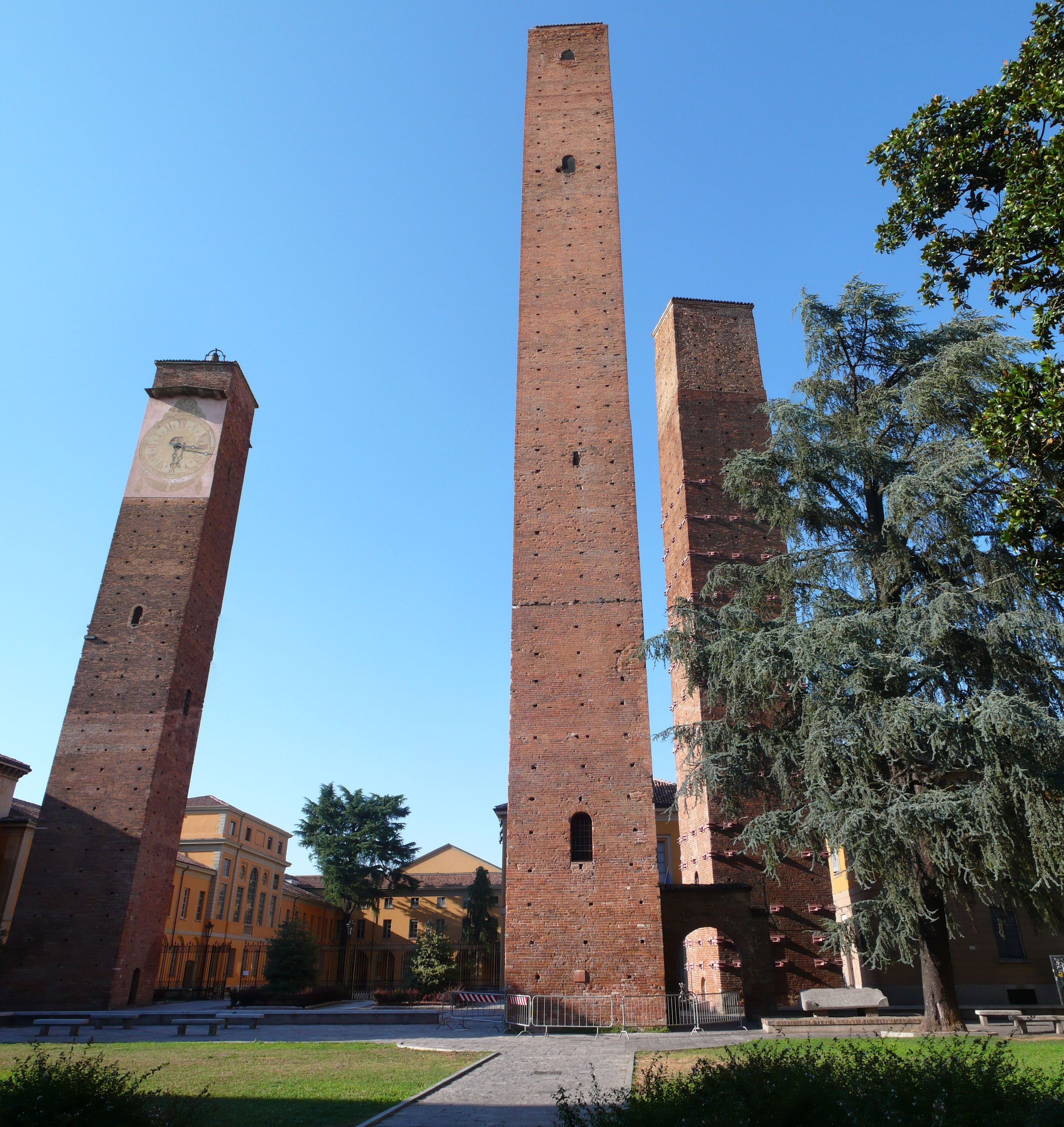
Geschlechtertürme
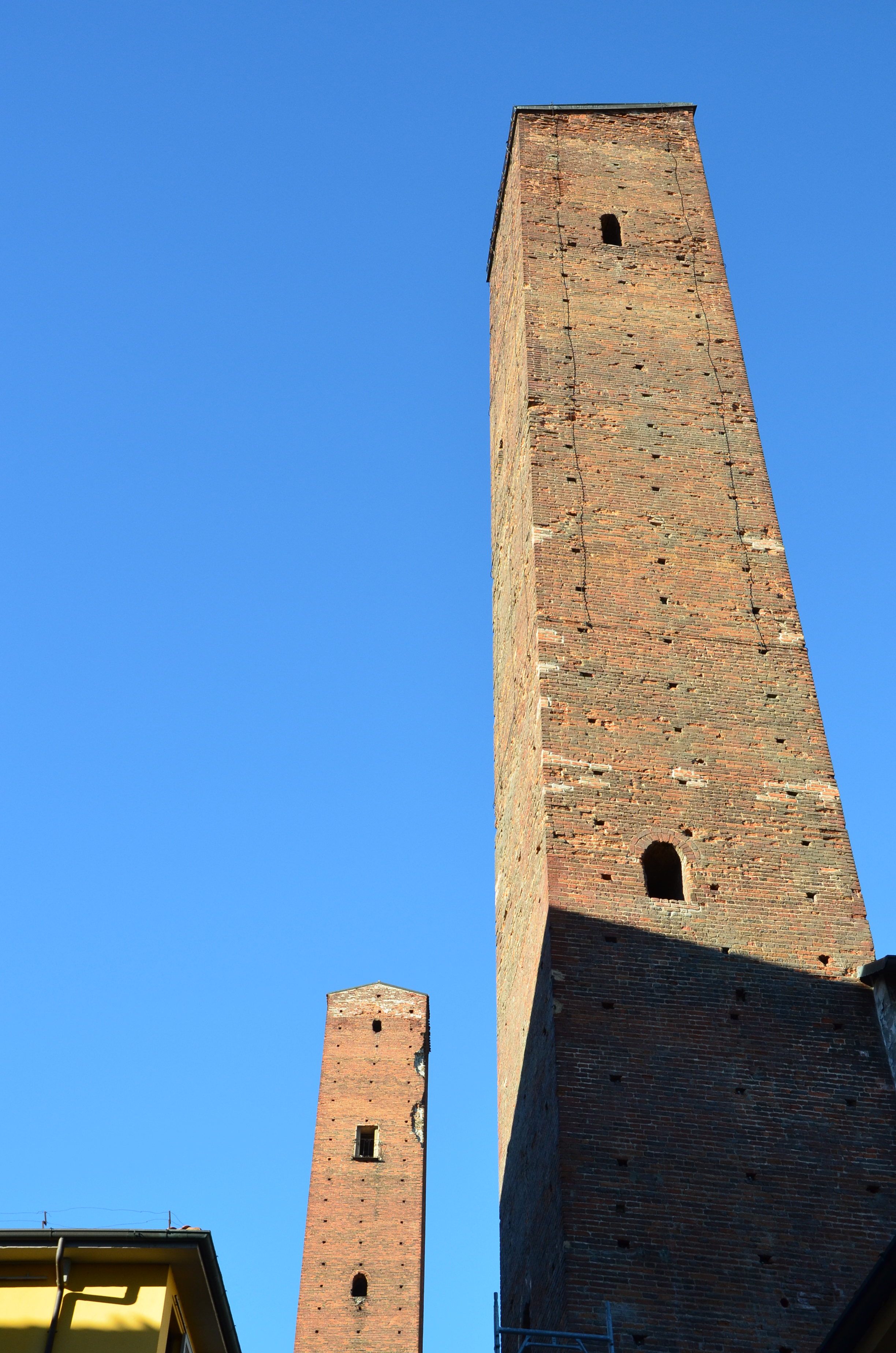
Geschlechtertürme
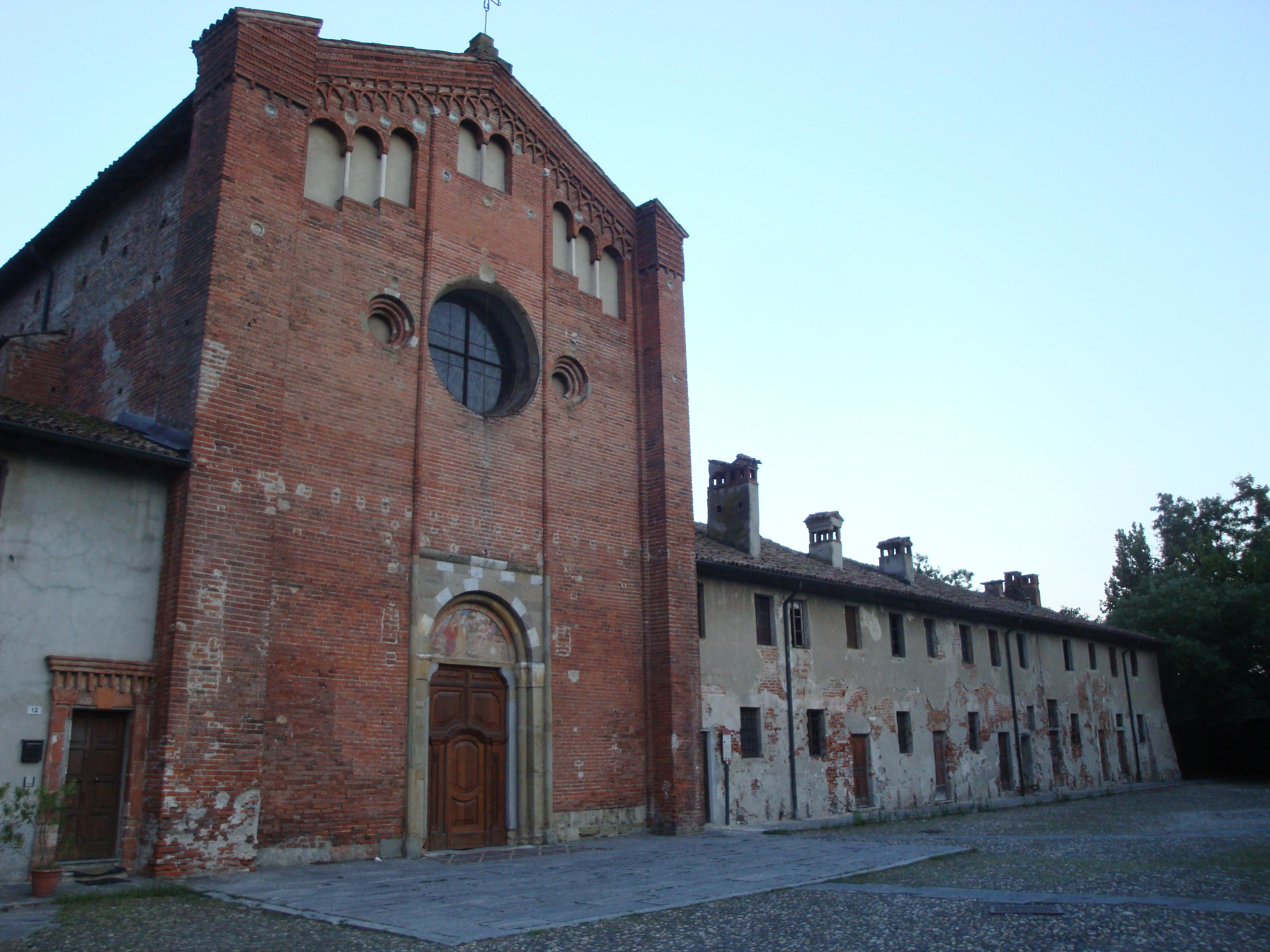
San Lanfranco
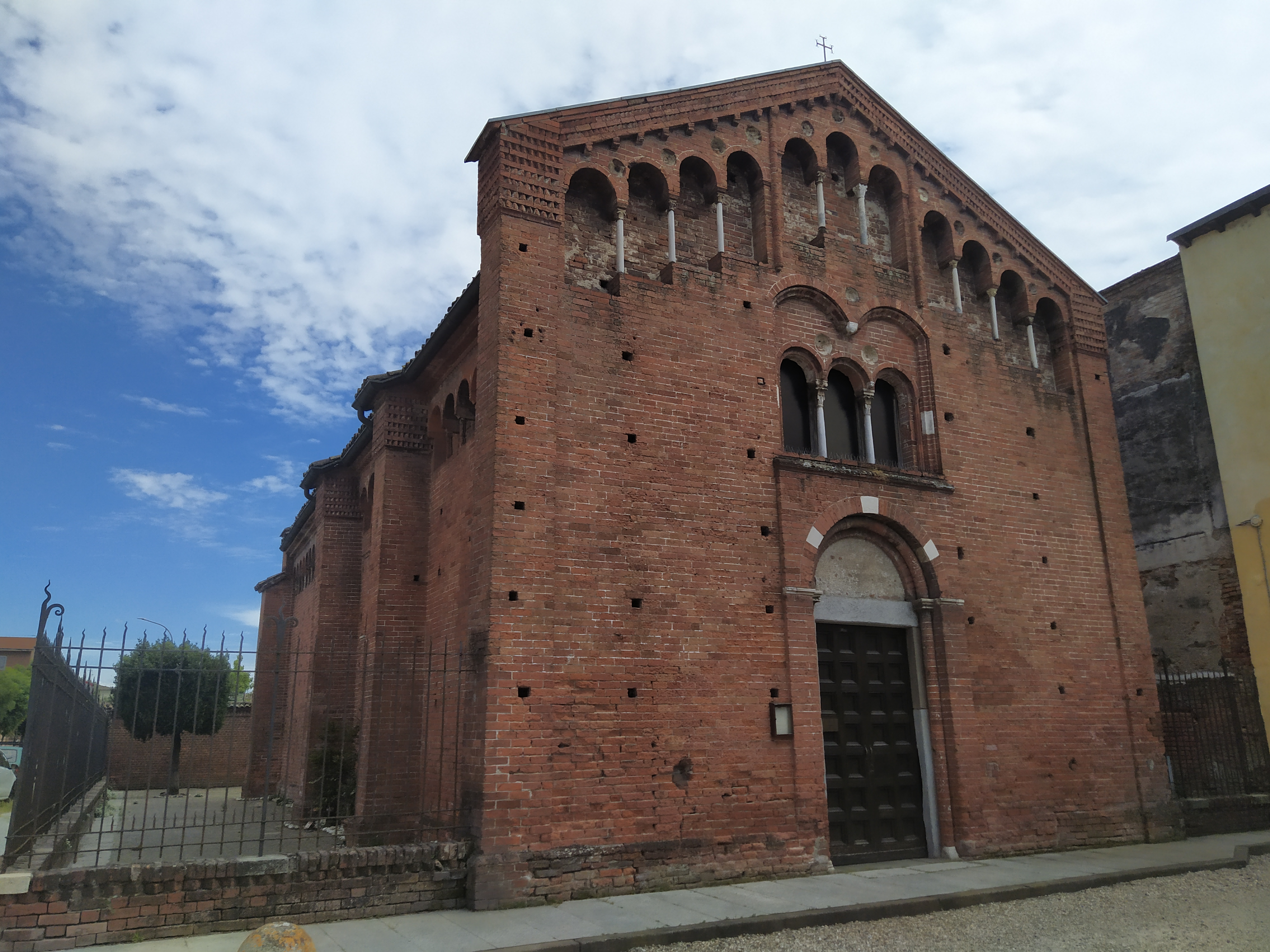
San Lazzaro

#### Geschlechtertürme
Im 12. Jahrhundert wurden in Pavia etwa fünfzig Geschlechtertürme errichtet, von denen noch drei als freistehende Türme erhalten sind. Reste mehrerer weiterer Türme sind heute in Häusern verbaut.

### Gotische Bauwerke

#### Castello Visconteo
Das Castello Visconteo wurde 1360 von Galeazzo II. Visconti errichtet. Heute ist im Schloss das Städtische Museum untergebracht. Der das Schloss umgebende Park erstreckte sich einstmals über zehn Kilometer bis zur Certosa di Pavia. Heute noch sind Teile davon unter dem Namen Parco della Vernavola erhalten.

#### Santa Maria del Carmine
Diese Kirche ist ein gut erhaltenes Beispiel der gotischen Ziegelarchitektur in Norditalien. Sie wurde zwischen 1374 und 1461 auf dem Grundriss des lateinischen Kreuzes erbaut und ist die zweitgrößte pavianische Kirche nach dem Dom mit einem Umfang von 80 m × 40 m (260 ft × 130 ft) aus einem Kirchenschiff und zwei Schiffen. Die charakteristische Fassade hat eine große Rosette und sieben Spitzen. Die Kirche wurde von Galeazzo II. Visconti gewollt und wurde von Bernardo da Venezia entworfen. Sie wurde von den Karmelitern bis 1799 genutzt.

#### San Francesco d’Assisi
Die ihrem Ordensgründer geweihte Franziskanerkirche ist die zweite große gotische Backsteinkirche der Stadt. im gotischen Stil zwischen 1228 und 1298 erbaut, bewahrt es Werke von großer Bedeutung, wie das Altarbild mit San Matteo von Vincenzo Campi und wurde von den Visconti verwendet, um die Gräber von Familienmitgliedern oder wichtigen Persönlichkeiten zu beherbergen; tatsächlich wurden Isabelle de Valois, Carlo und Azzone (Sohn von Gian Galeazzo Visconti und Isabelle de Valois), Markgraf von Saluzzo Manfred V., Baldus de Ubaldis und später Facino Cane hier begraben.

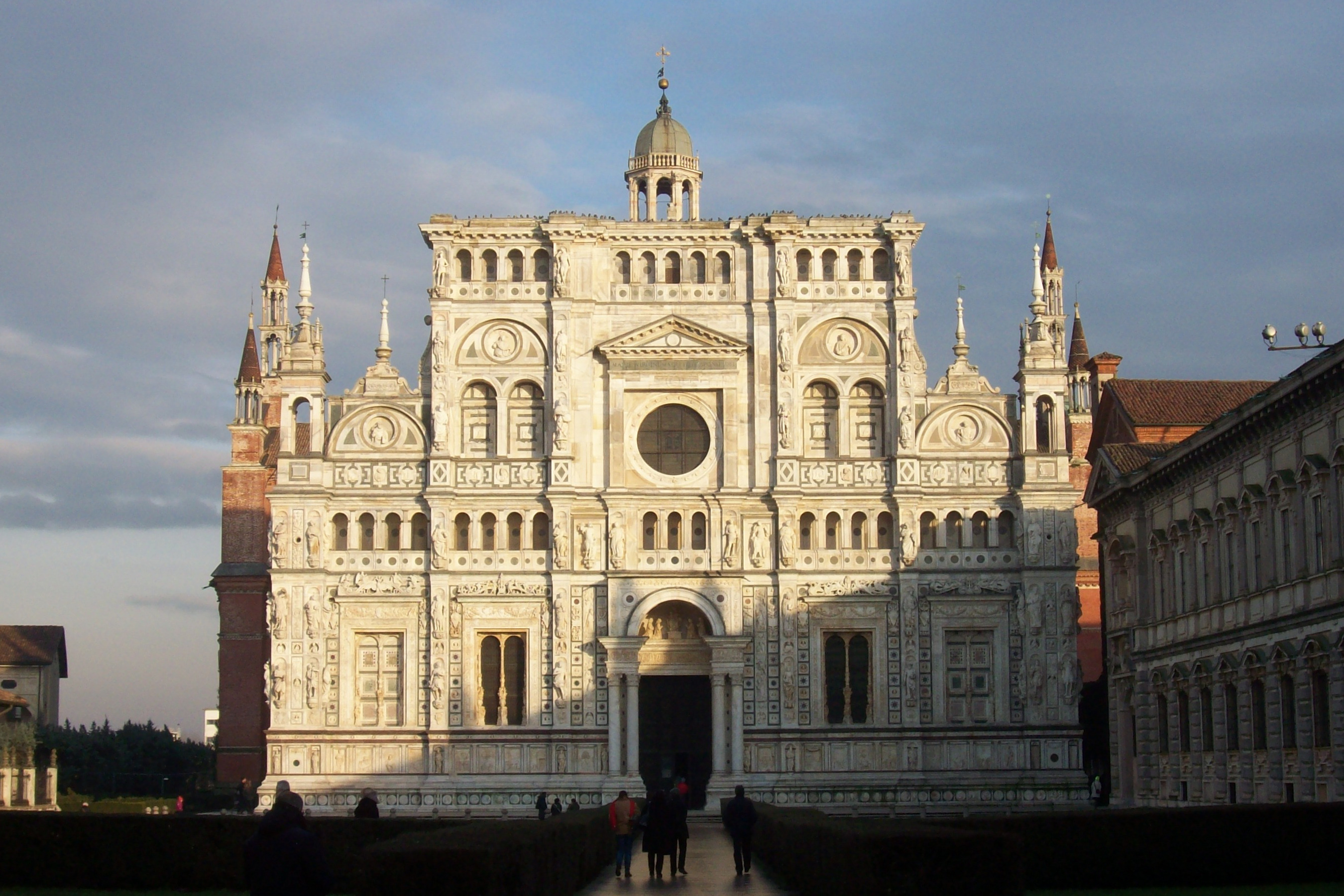
Certosa di Pavia
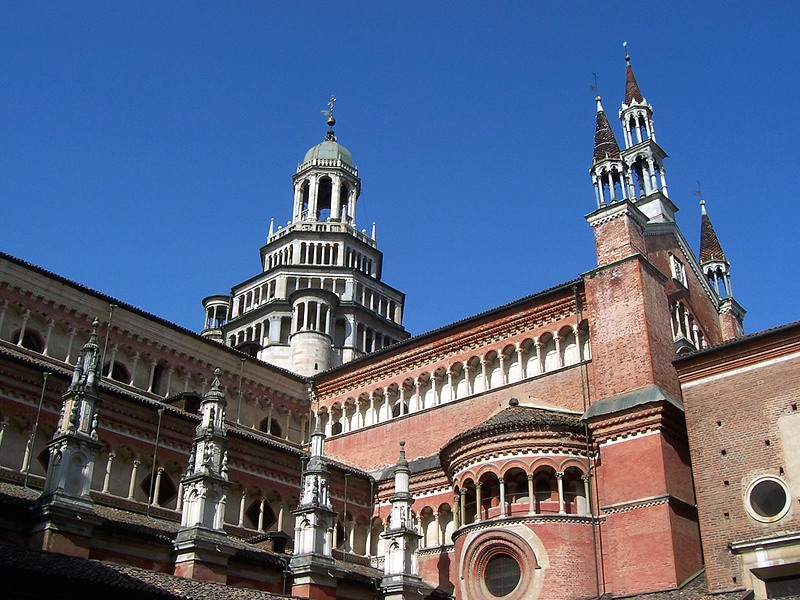
Certosa di Pavia
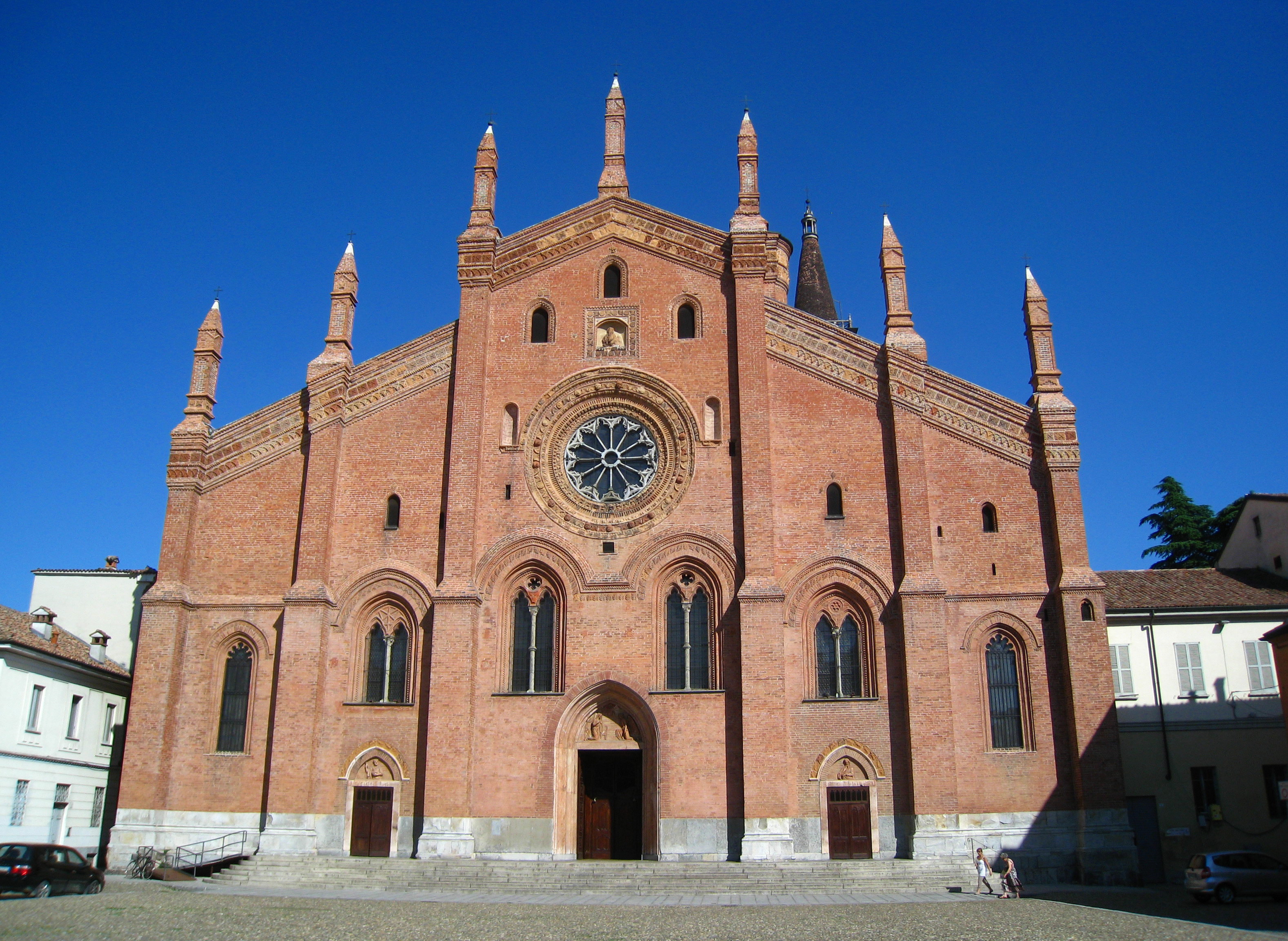
Santa Maria del Carmine.
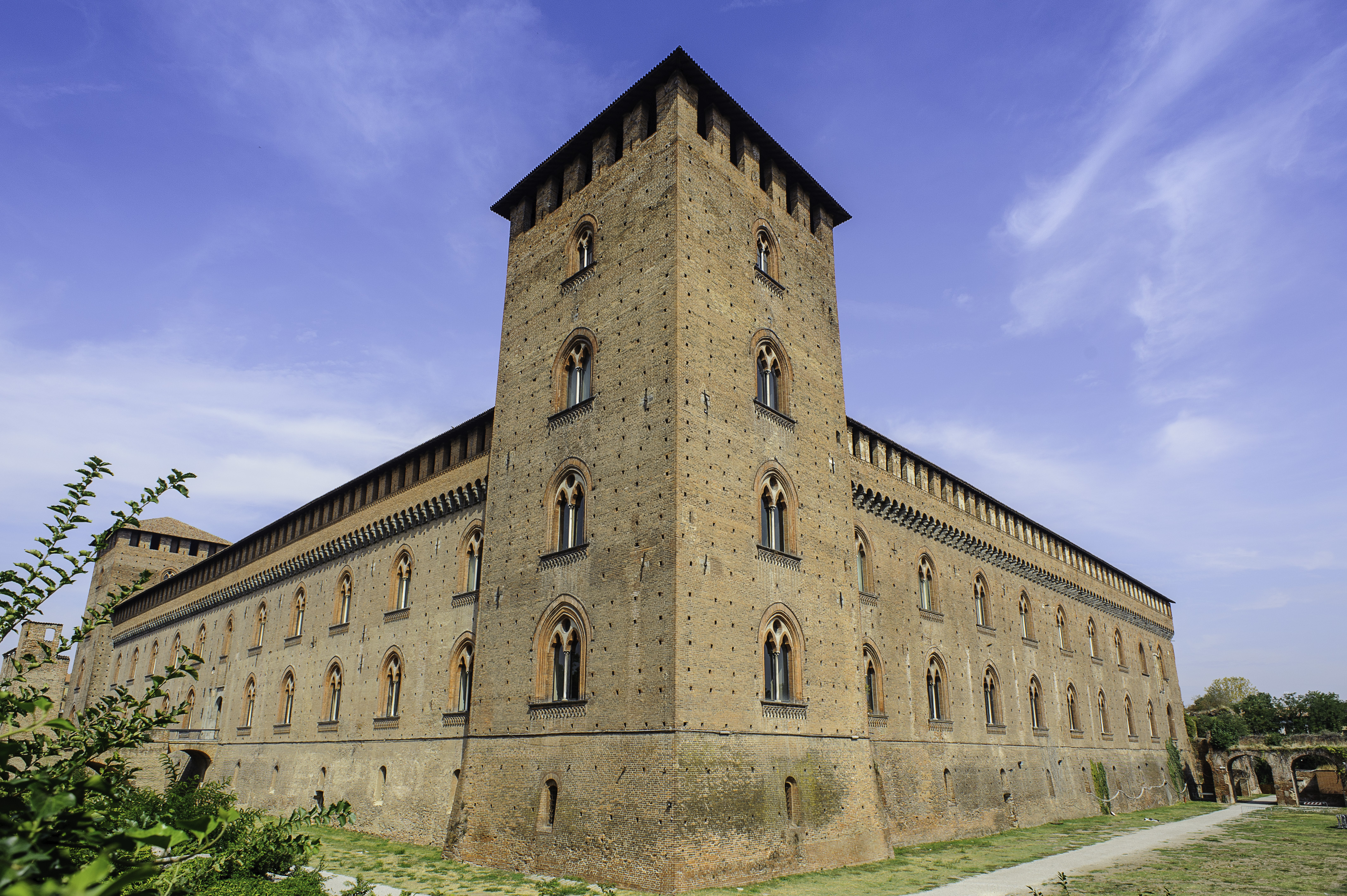
Castello Visconteo.
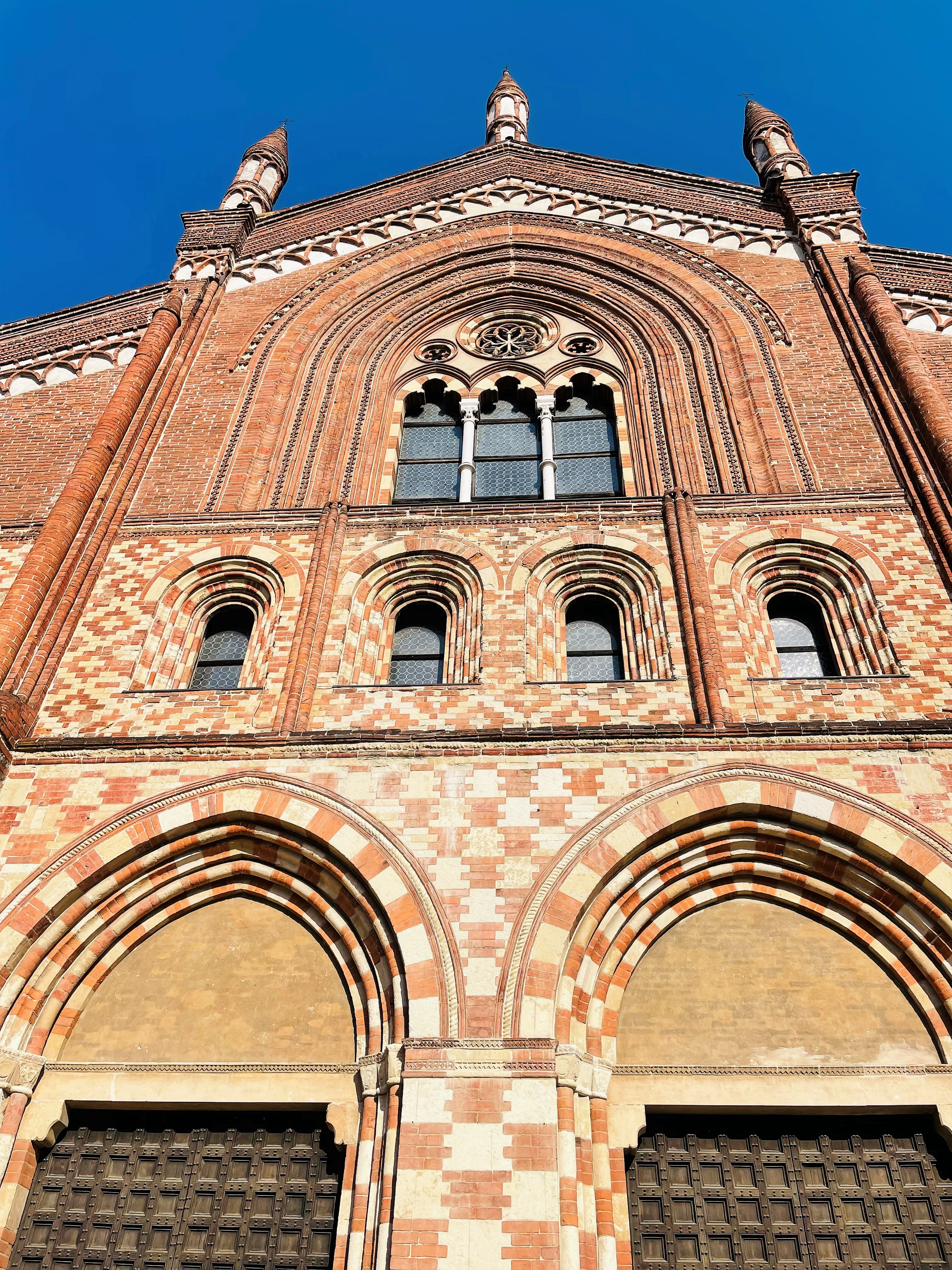
San Francesco d’Assisi
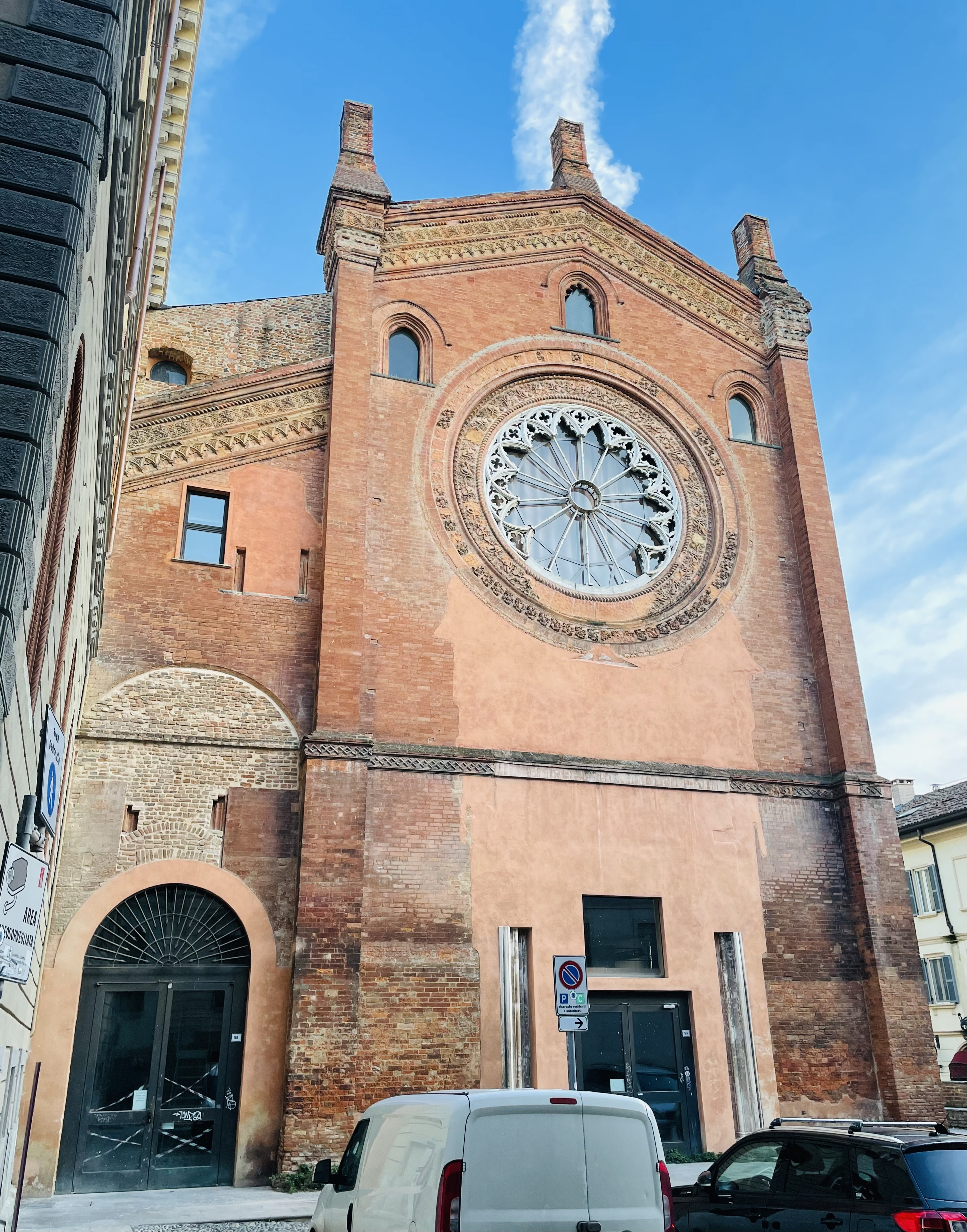
San Tommaso

#### San Tommaso
Auf den Überresten römischer Bäder erbaut, wird es zum ersten Mal in einem Kaiserdiplom von Arnulf von Kärnten von 889 erwähnt. Die Kirche wurde 1302 Sitz der Dominikaner. Ab 1320 begannen die Arbeiten für den Bau der neuen und größeren Kirche im gotischen Stil, die erst 1478 fertiggestellt wurde. 1786 wurde das Kloster von Joseph II. unterdrückt und in das Generalseminar für die österreichische Lombardei umgewandelt. Giuseppe Piermarini, beauftragt mit der Anpassung des Komplexes an das neue Ziel, hat die Kirche stark modifiziert. Einige Jahre später, 1791, wurde das Seminar geschlossen und der Komplex wurde zu einer Kaserne, und das blieb es bis in die 1980er Jahre, als es an die Universität von Pavia verkauft wurde.

#### Certosa di Pavia
Die Kartause von Pavia ist ein beeindruckender Klosterkomplex acht Kilometer nördlich von Pavia. Im Kern gotischen Stils, weist sie auch Bauteile der Renaissance und des Barock auf. Die Anlage wurde von Gian Galeazzo Visconti gestiftet und im Jahre 1396 wurde mit dem Bau begonnen. Bis ins 18. Jahrhundert wurde sie mehrmals erweitert und umgestaltet. Das Kloster wird heute von Zisterziensermönchen bewirtschaftet und kann täglich (außer montags) besichtigt werden.

#### Collegio Castiglioni Brugnatelli
Das Kolleg wurde 1429 von Kardinal Branda Castiglioni gegründet. Das Gebäude im gotischen Stil bewahrt in einer Kapelle Fresken von Bonifacio Bembo im Jahre 1475.

#### Casa degli Eustachi
Es ist ein kleines Backsteingebäude im gotischen Stil, das in den ersten Jahrzehnten des 15. Jahrhunderts von Pasino Eustachi, Kapitän der Flotte von Gian Galeazzo und Filippo Maria Visconti, erbaut wurde.

#### Palazzo Cornazzani
Es ist ein gotisches Gebäude aus dem 15. Jahrhundert, das zu verschiedenen Zeiten von Ugo Foscolo, Ada Negri und zwischen 1895 und 1896 von Albert Einstein bewohnt wurde.

#### Ponte Coperto
Das historische Zentrum der Stadt befindet sich nördlich des Flusses Ticino, direkt gegenüber liegt der Stadtteil Borgo Ticino, der ursprünglich außerhalb der Stadtbefestigung lag. Beide Seiten wurden von der 1351 bis 1354 errichteten Ponte Coperto verbunden. Im Zweiten Weltkrieg wurde diese mittelalterliche Brücke zerstört. Die heutige Brücke ist eine Rekonstruktion aus den 1950er-Jahren und steht einige Meter östlich des ursprünglichen Standortes. Von den Resten der alten Brücke sind die meisten nur noch bei Niedrigwasser sichtbar.

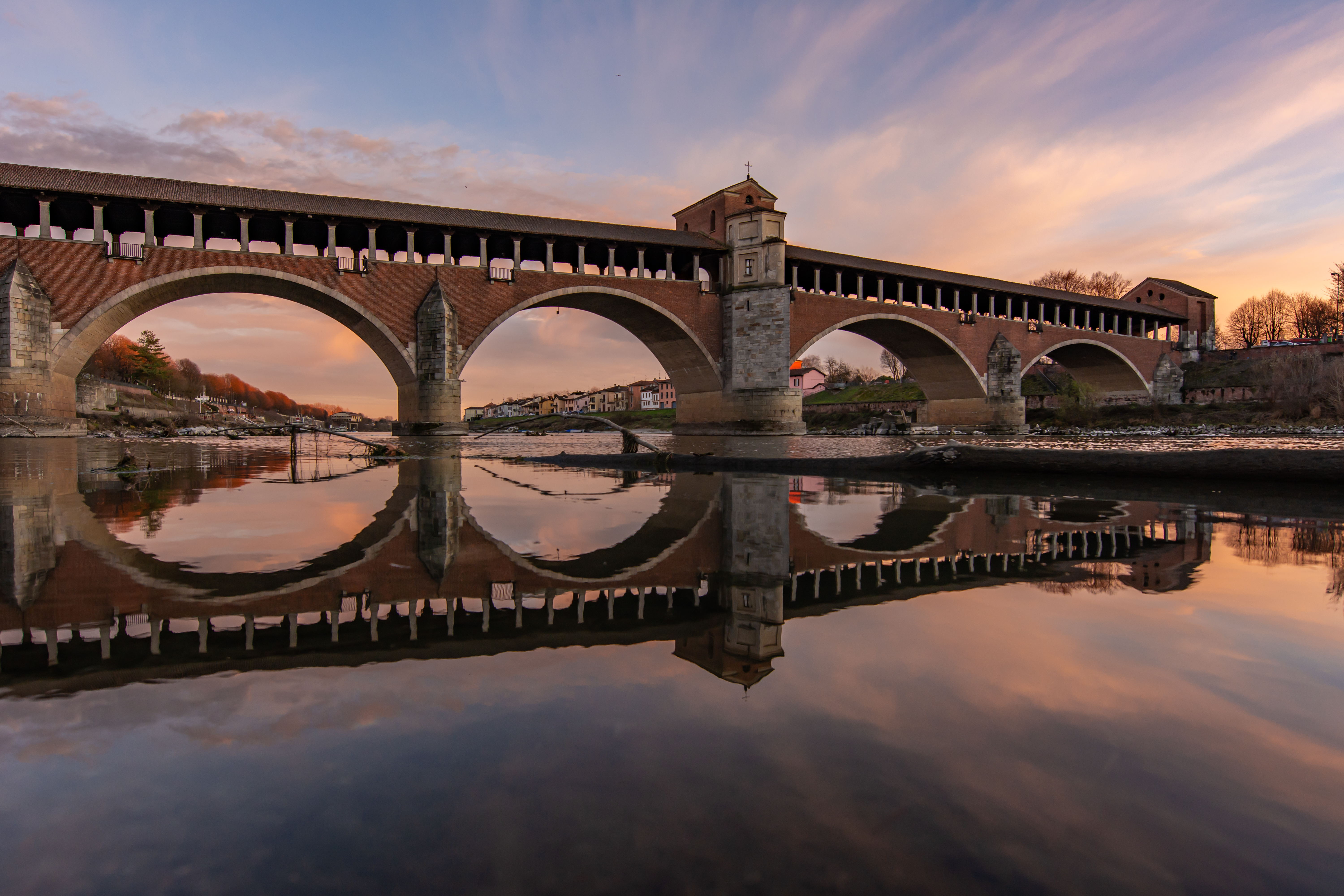
Ponte Coperto
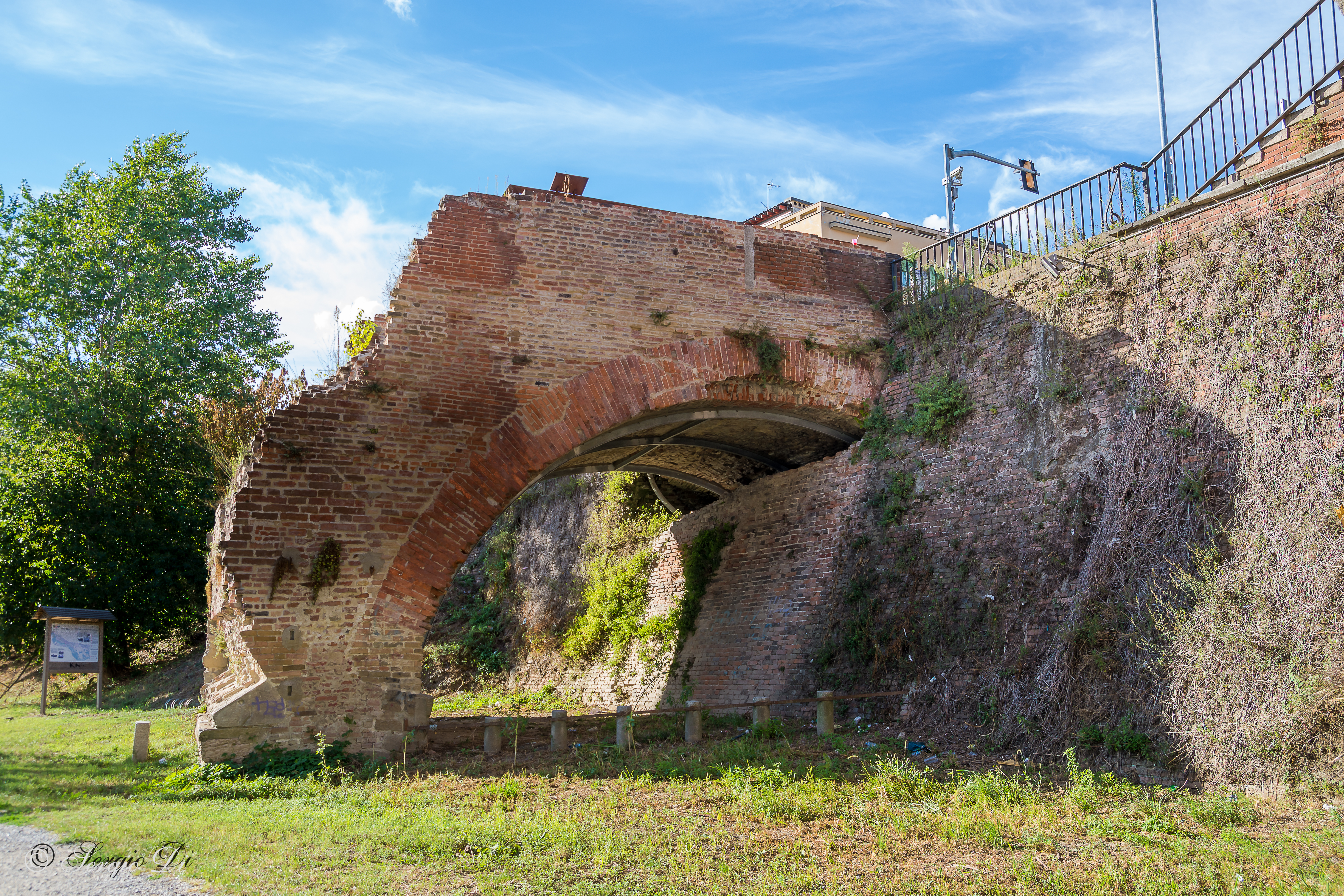
Rest des alten Ponte Coperto
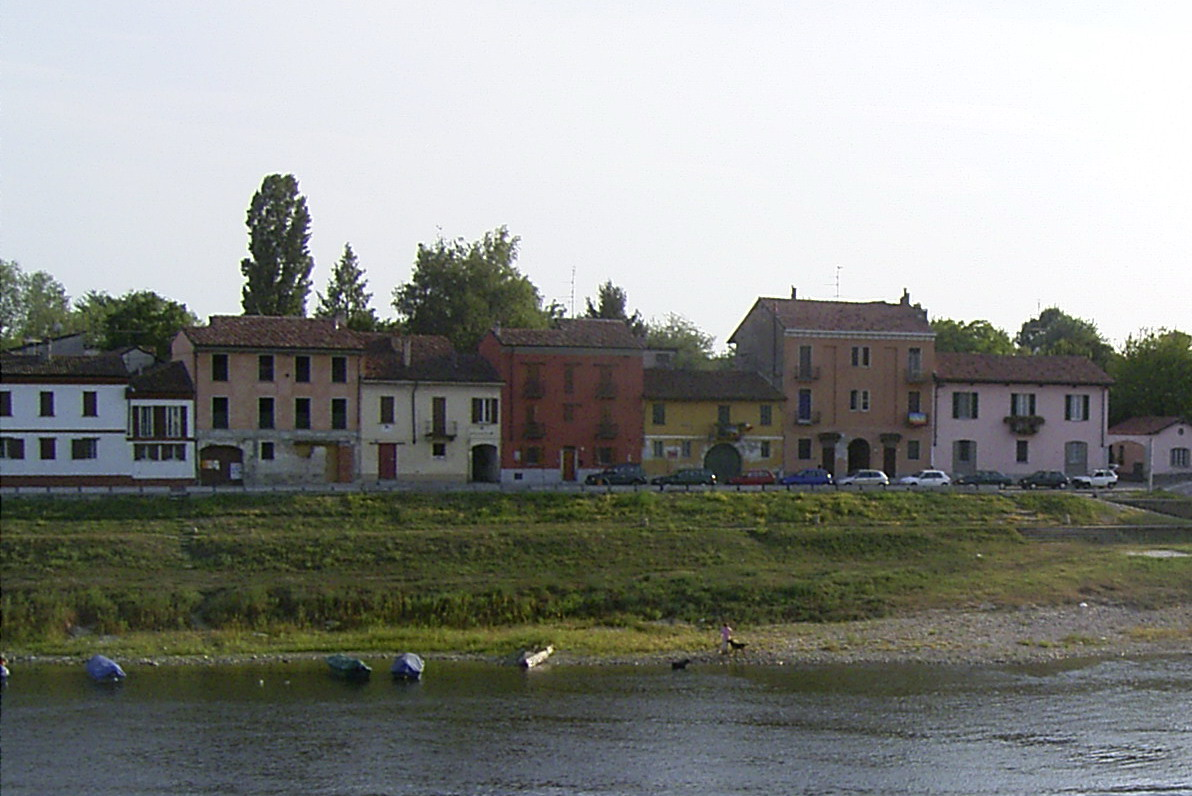
Stadtteil Borgo Ticino
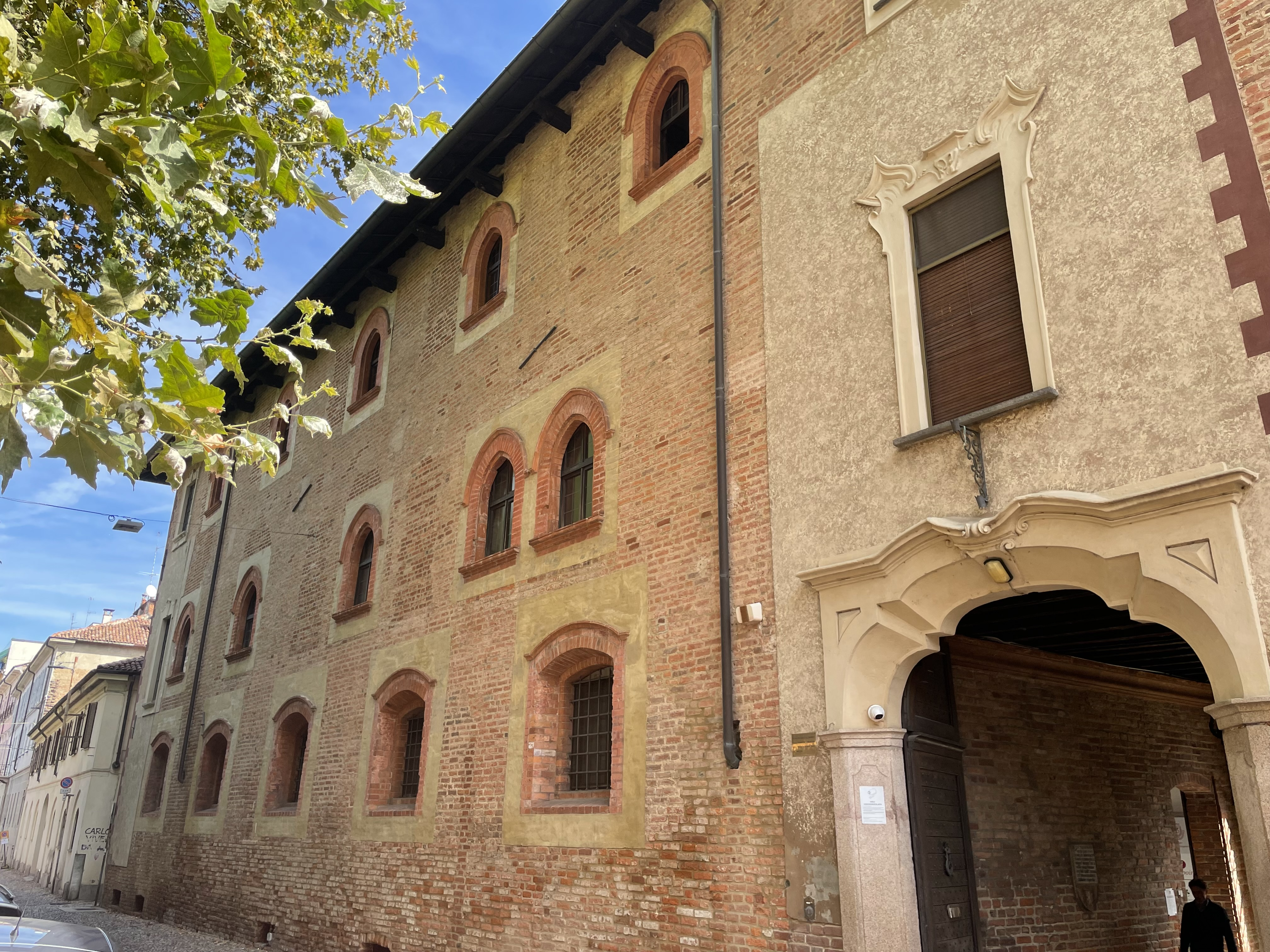
Collegio Castiglioni-Brugnatelli (1429)
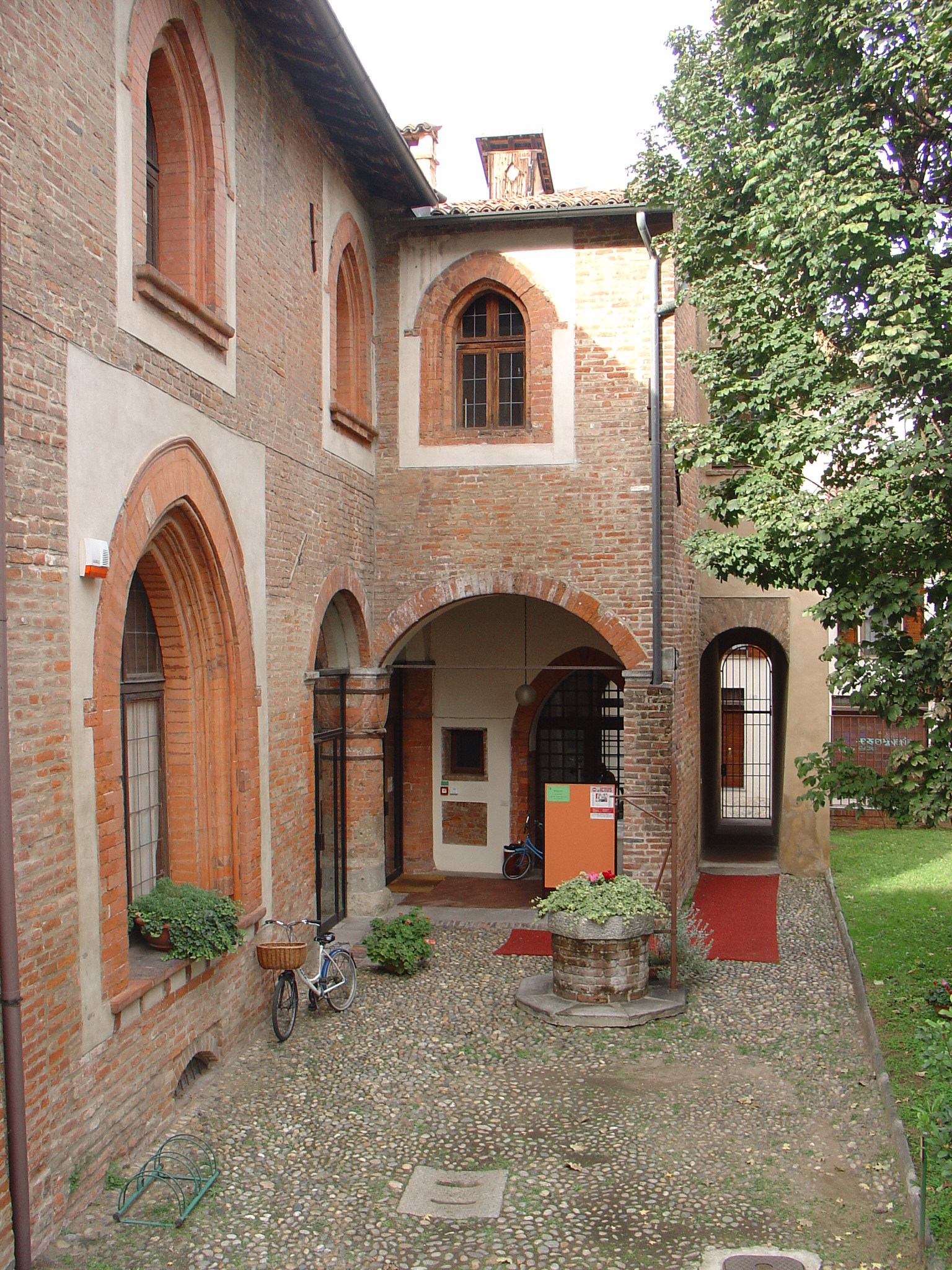
Casa degli Eustachi
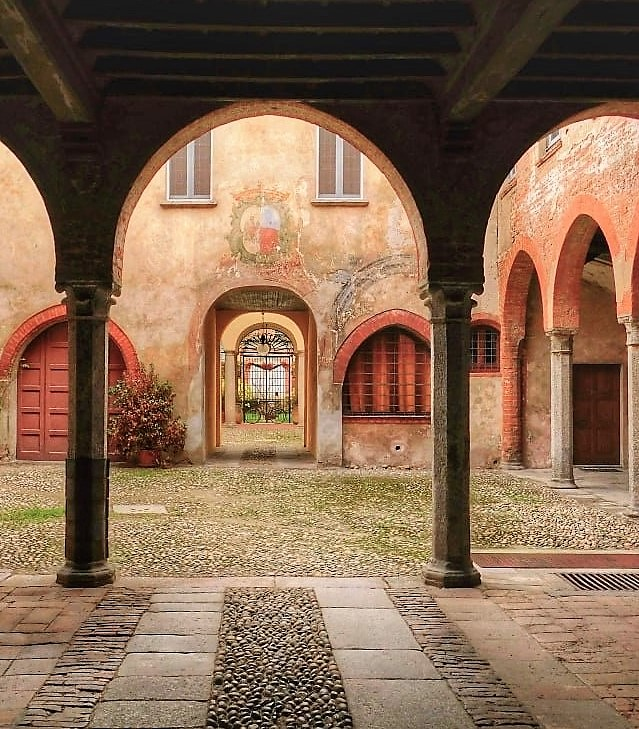
Palazzo Cornazzani

### Renaissance und später

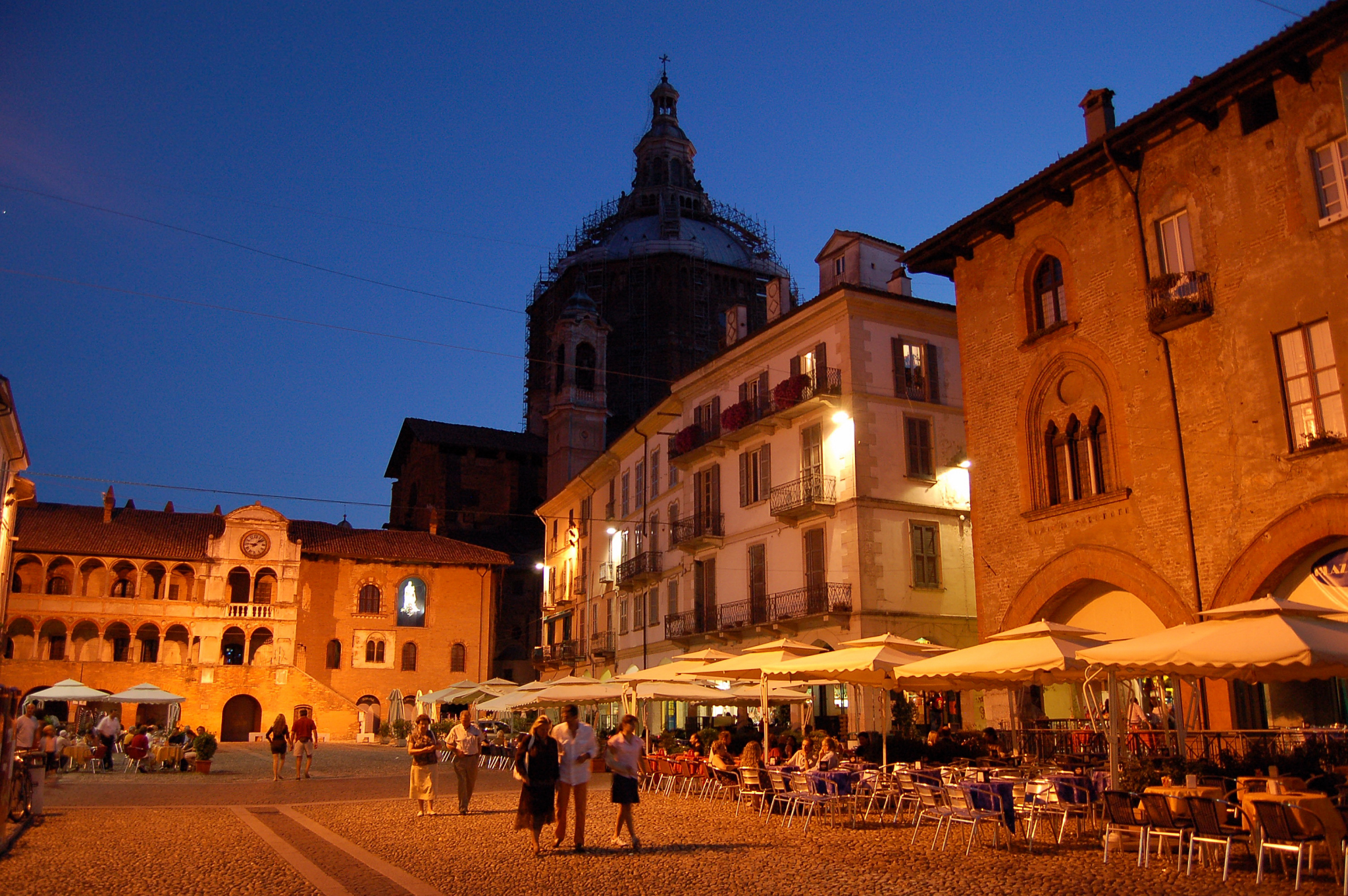
Piazza Vittoria mit Blick auf die Kuppel des Doms

#### Dom von Pavia

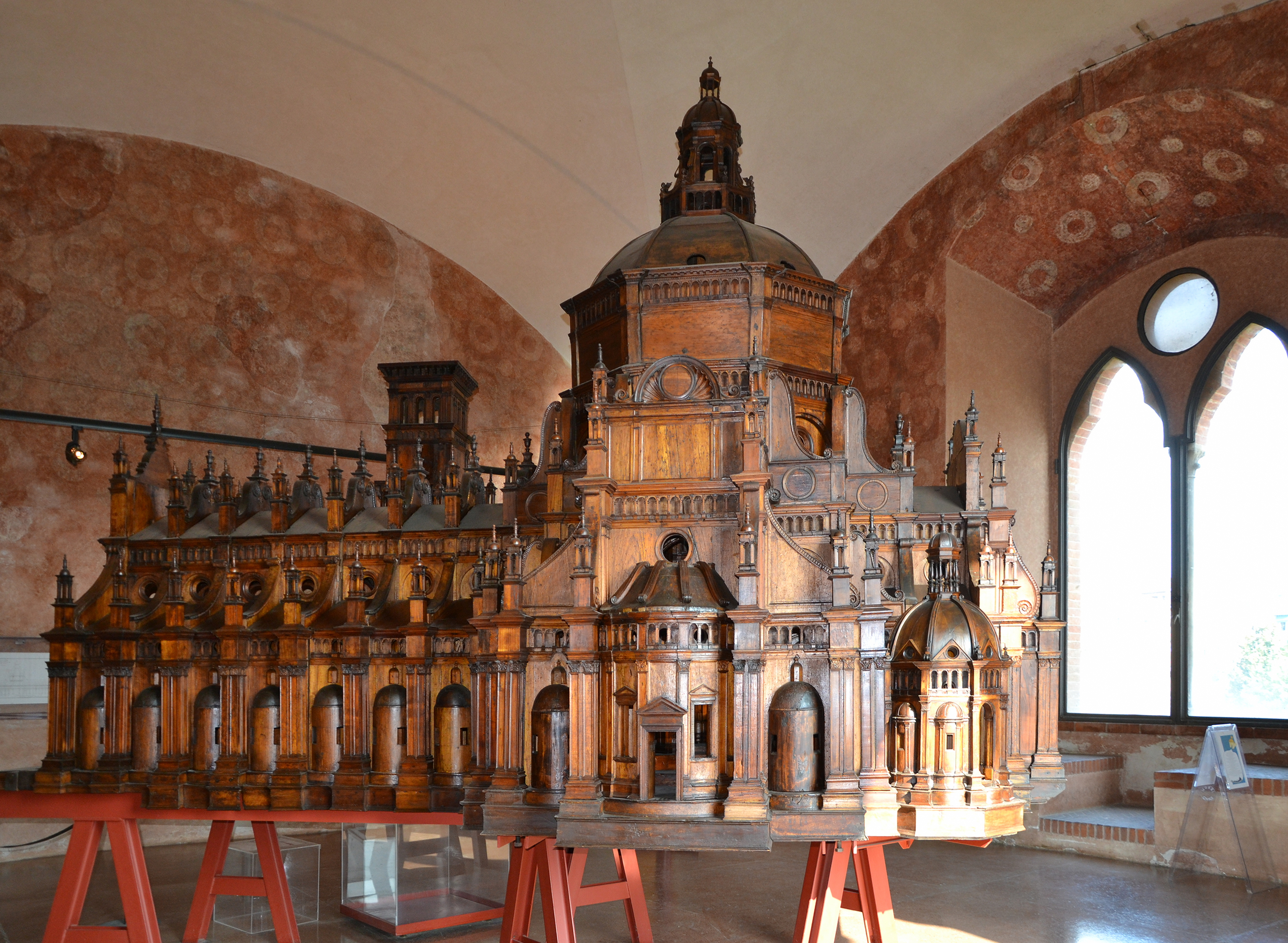
Stadtmuseen von Pavia. Modell des Doms von Pavia, geschnitzt aus Zypressen-, Eichen- und Nussbaumholz, das Gian Pietro Fugazza ab 1497 zugeschrieben wird, basierend auf dem Entwurf von Giovanni Antonio Amadeo und Gian Giacomo Dolcebuono, hergestellt von dem Schnitzer Cristoforo Rocchi († 1497)

Der Bau der Kathedrale begann im Jahre 1488, hauptsächlich von Giovanni Antonio Amadeo, Gian Giacomo Dolcebuono entworfen; aber erst 1898 wurden die Fassade und die Kuppel nach dem ursprünglichen Entwurf fertiggestellt. Die zentrale Kuppel hat einen achteckigen Grundriss, ist 97 m (318 ft) hoch und wiegt etwa 20.000 Tonnen (22.000 short tons).
Diese Kuppel ist die drittgrößte in Italien, nach dem Petersdom und der Kathedrale von Florenz. Neben dem Dom befand sich der Stadtturm (der mindestens seit 1330 besteht und 1583 von Pellegrino Tibaldi erweitert wurde): sein Fall am 17. März 1989 war die letzte motivierende Kraft, die die Bemühungen des letzten Jahrzehnts zur Rettung des Schiefen Turms von Pisa vor einem ähnlichen Schicksal begann.

#### Santissimo Salvatore
Die Basilika wurde 657 vom langobardischen König Aripert I. als Mausoleum für Könige der bayerischen Dynastie gegründet, sie wurden dort Aripert I., Perctarit, Cunincpert, Liutpert und Aripert II. beigesetzt. Nach dem Willen von Adelheid von Burgund gründete Majolus von Cluny 971 ein Kloster in der Nähe der Kirche. Es wurde zwischen den Formen der Spätgotik oder Renaissance 1453 und 1511 umgebaut.

#### Palazzo Carminali Bottigella
Der Palazzo Carminali Bottigella ist ein Adelspalast, der von der alten Familie Beccaria aus Pavia erbaut wurde. Das ursprüngliche Gebäude aus der Sforza-Ära wurde zwischen 1490 und 1499 erbaut. Die Fassade, die die ursprünglichen Terrakotta-Dekorationen bewahrt, ist eines der wichtigsten Beispiele für den Renaissance-Zivilbau in Pavia.

#### Santa Maria di Canepanova
Die Kirche Santa Maria di Canepanova wurde im Renaissancestil zwischen 1500 und 1557 nach Plänen von Giovanni Antonio Amadeo erbaut. Die Kirche hat einen Zentralbau, der von einer Kuppel überragt wird. Im Inneren befinden sich zahlreiche Gemälde von Guglielmo Caccia, Camillo Procaccini, Giulio Cesare Procaccini und Alessandro Tiarini.

#### Palazzo Centrale der Universität
Der Palast wurde von Ludovico il Moro zwischen 1485 und 1490 geschaffen, er wurde auf Geheiß von Maria Theresia und ihrem Sohn Joseph II. von 1771 bis 1787 nach einem Projekt von Giuseppe Piermarini und Leopold Pollack wieder aufgebaut und vergrößert. Zwischen 1819 und 1850 kamen weitere Höfe und Klassenzimmer hinzu. 1932 erhielt die Universität das ehemalige Krankenhaus San Matteo, das ab 1451 erbaut wurde.

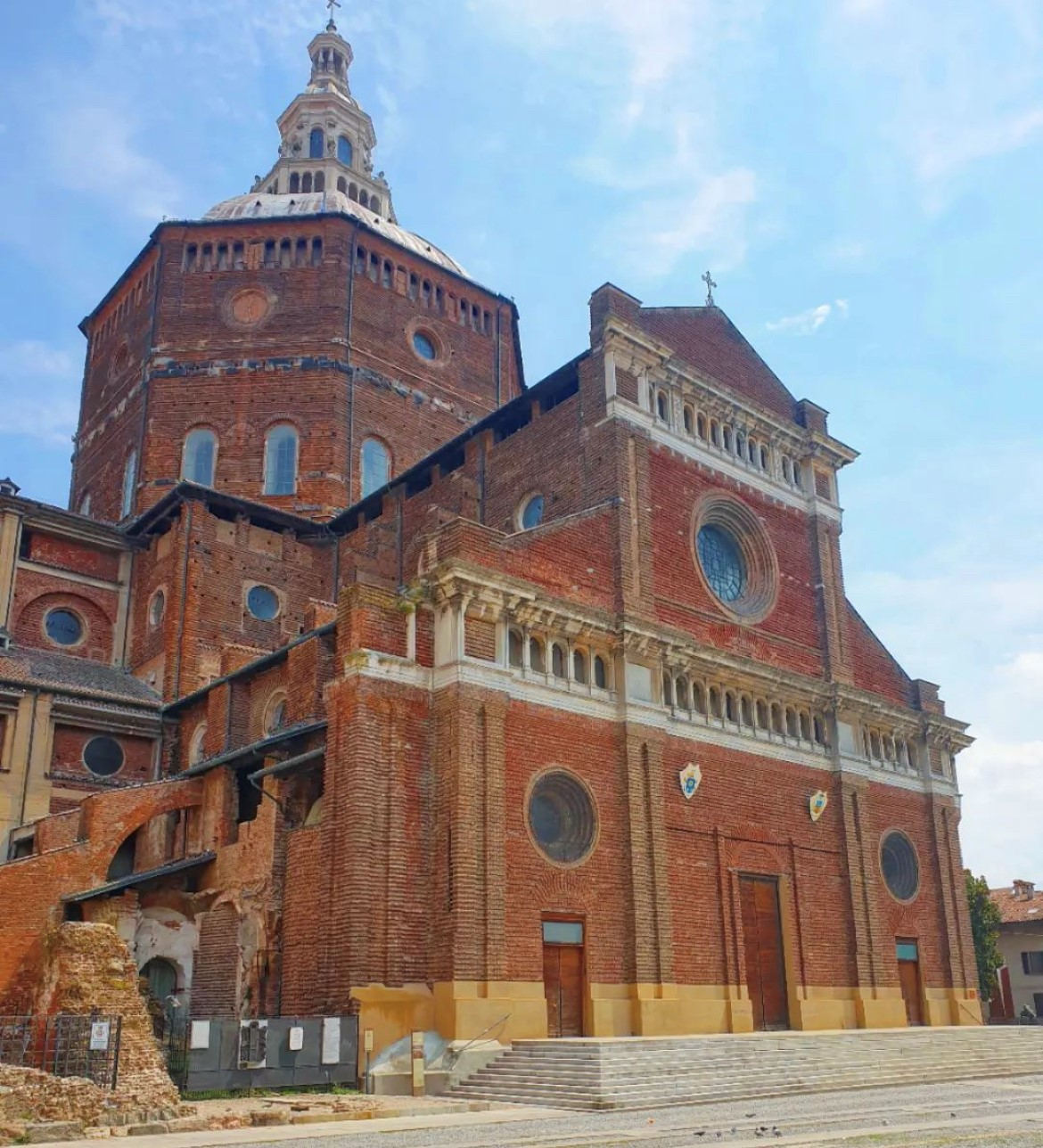
Dom von Pavia
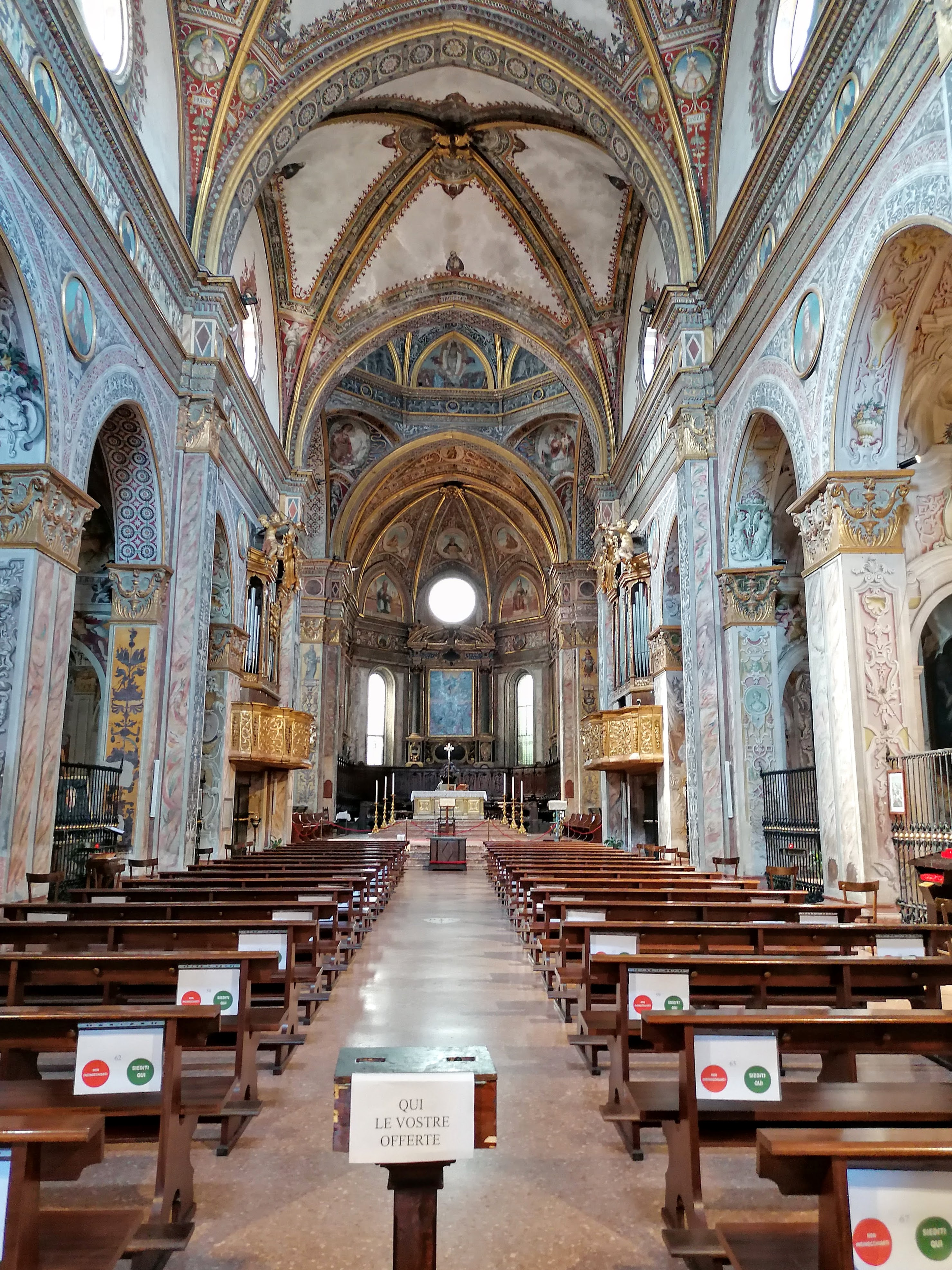
Santissimo Salvatore
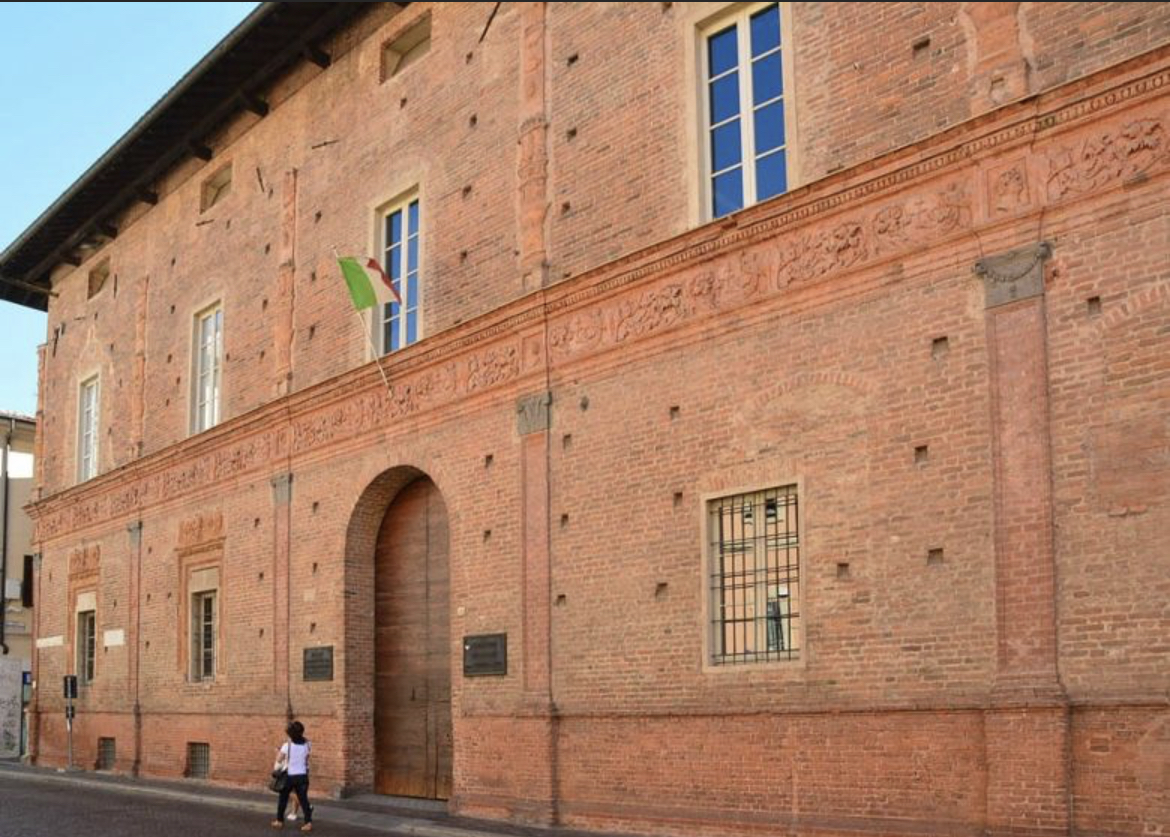
Palazzo Carminali Bottigella (1490–1499)
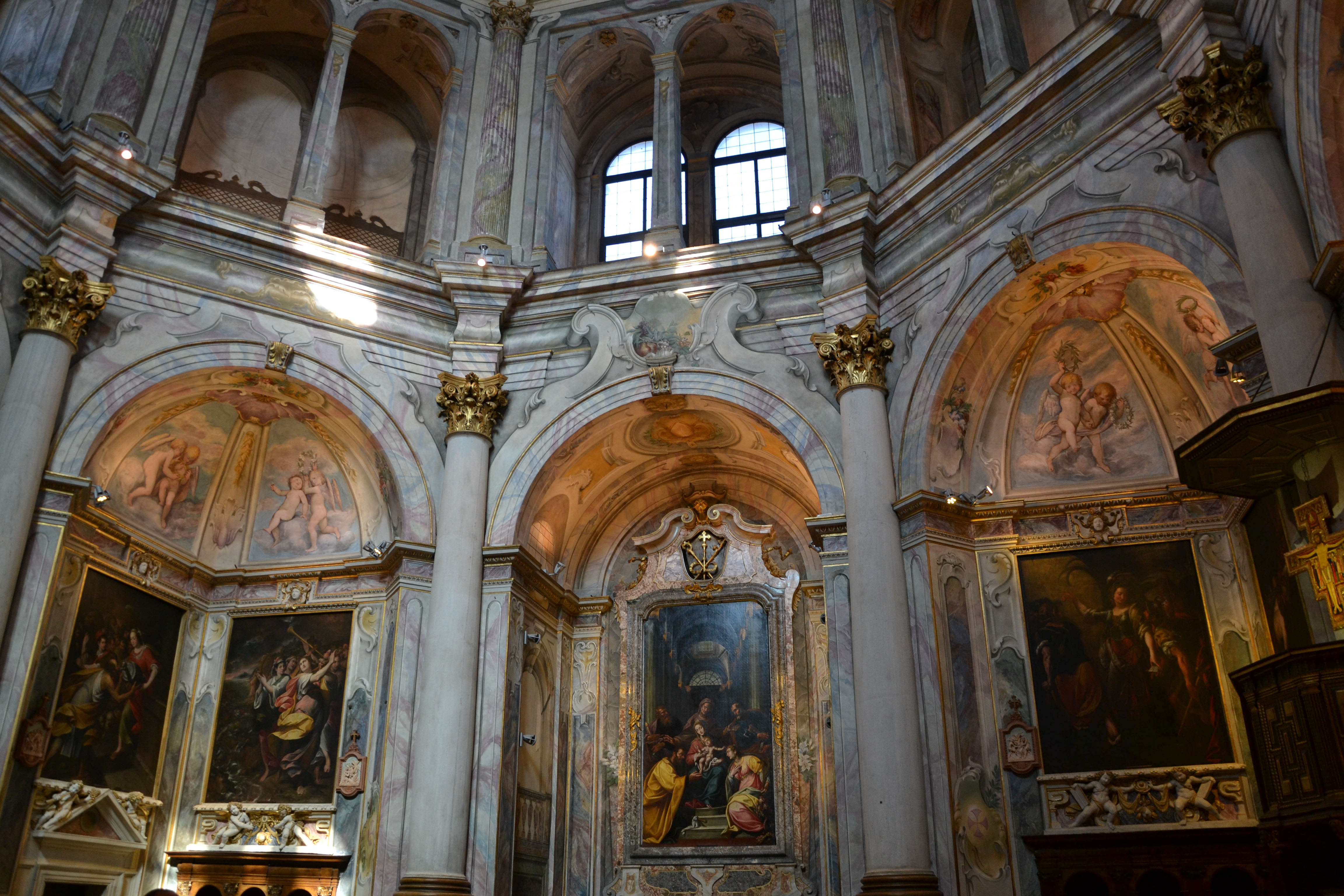
Santa Maria di Canepanova
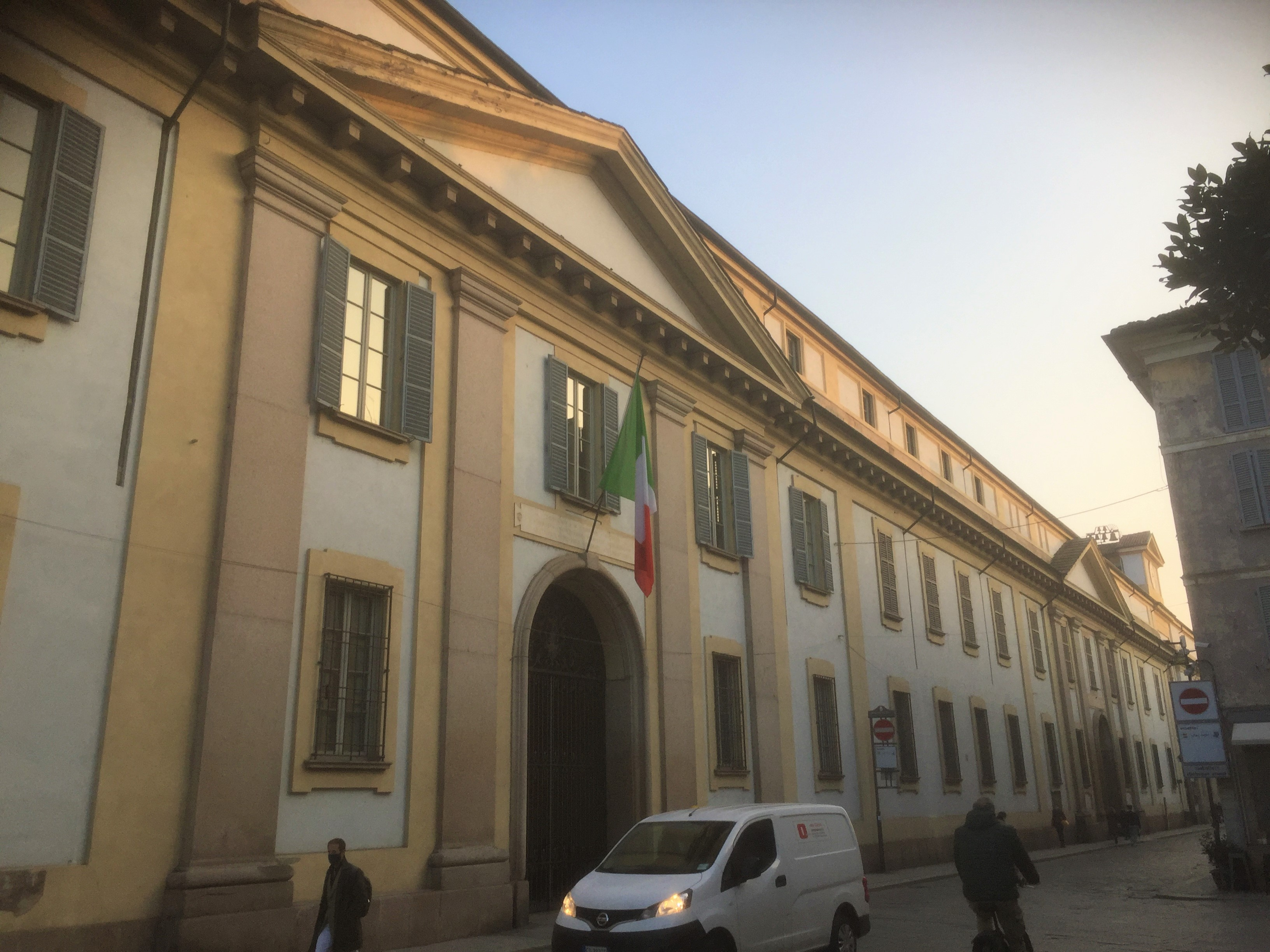
Giuseppe Piermarini, Universität (1771–1773)
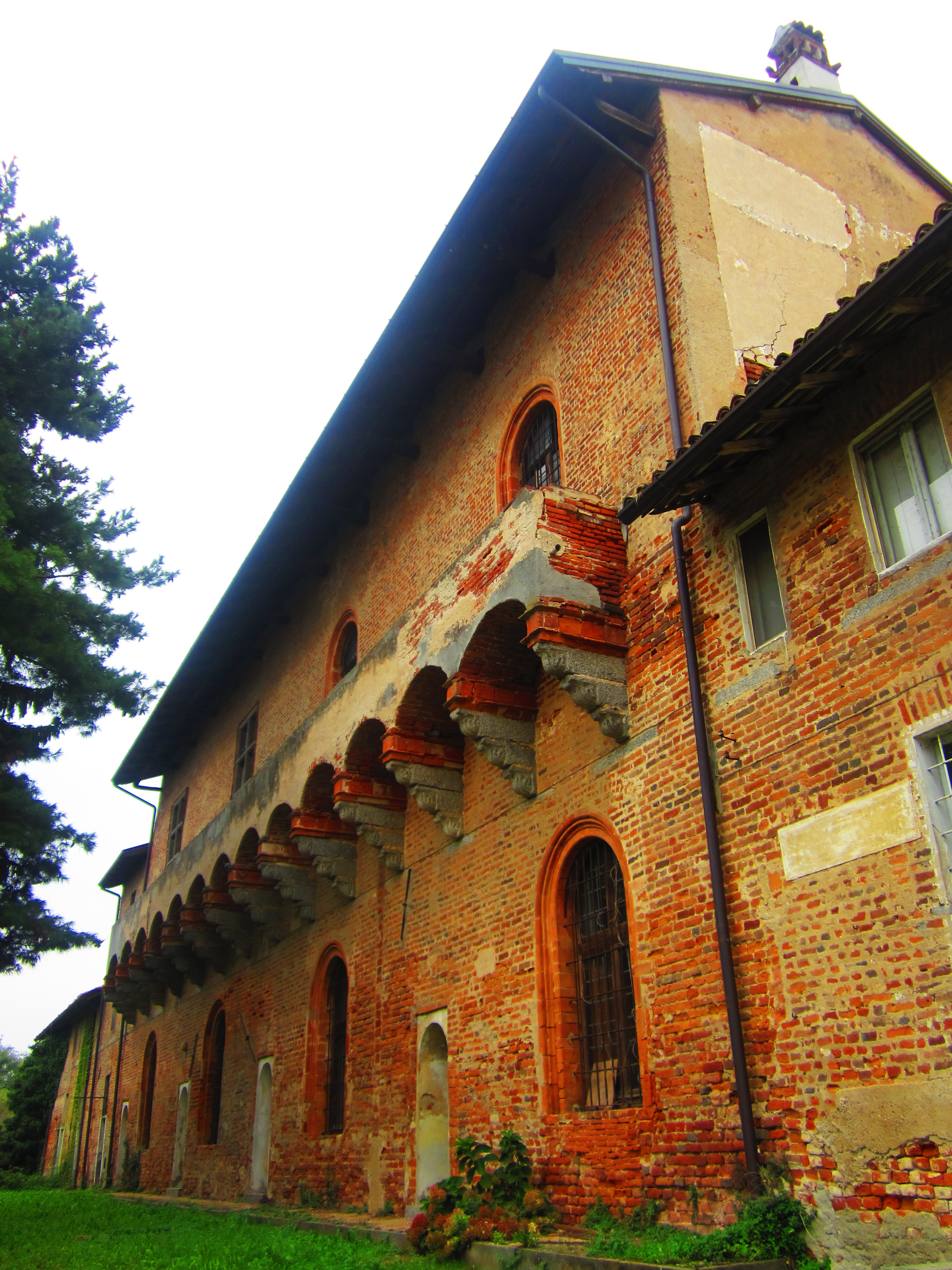
Castello di Mirabello

#### Castello di Mirabello
Das Schloss liegt im ehemaligen Parco Visconteo, in der Nähe von Mirabello di Pavia. Zwischen dem 14. und 16. Jahrhundert war es der Sitz des Kapitäns des Parks, der den Parco Visconteo im Auftrag der Familien Visconti und Sforza verwaltet. Nur ein Flügel der ursprünglichen Burg ist erhalten geblieben.

#### Collegio Borromeo
Das Collegio Borromeo wurde von Karl Borromäus gegründet und wurde nach einem manieristischen Entwurf von Pellegrino Tibaldi zwischen 1564 und 1588 realisiert. Das Internat verfügt über Säle, einige mit Fresken von Cesare Nebbia und Federico Zuccari und zwei Giarni: ein italienisches Zimmer im frühen 17. Jahrhundert von Francesco Maria Richini und ein englisches aus dem 19. Jahrhundert.

#### Collegio Ghislieri
Das Collegio Ghislieri wurde 1567 von Papst Pius V gegründet, es ist das zweite Internat von Pavia, das andere erste ist Almo Collegio Borromeo, und einer der ältesten Colleges in Italien. Das Gebäude wurde von Pellegrino Tibaldi entworfen und entstand zwischen 1571 und 1585.

#### Palazzo Mezzabarba
Der Palazzo Mezabarba wurde zwischen 1726 und 1732 nach Plänen von Giovanni Antonio Veneroni im Rokoko-Stil erbaut. Seit 1875 ist es Sitz des Rathauses von Pavia.

#### Palazzo Bellisomi Vistarino
Der von Francesco Croce entworfene Palazzo Bellisomi Vistarino wurde zwischen 1745 und 1753 von Markgraf Gaetano Annibale Bellisomi im Rokokostil umgebaut und das alte Familienhaus abgerissen. Seit 2013 ist es die Heimat der Alma Mater Ticinensis Stiftung der Universität Pavia.

#### Teatro Fraschini
Das Teatro Fraschini ist ein Opernhaus, das von vier Aristokraten von Pavia bis Antonio Galli da Bibbiena zwischen 1771 und 1773 in Auftrag gegeben wurde. Im Jahre 1869 wurde es von der Gemeinde Pavia erworben und wurde dem Pavese Tenor Gaetano Fraschini gewidmet.

#### Palazzo Botta Adorno
Der Palazzo Botta Adorno wurde auf einem alten mittelalterlichen Gebäude erbaut, das der Adelsfamilie Beccaria gehörte und zwischen dem 17. und 18. Jahrhundert von den Botta Adornos wieder aufgebaut wurde. Es wurde von Antoniotto Botta Adorno bewohnt, einem hohen Offizier der Habsburgermonarchie und Bevollmächtigten der österreichischen Niederlande. Das Gebäude wurde 1887 von der Universität Pavia gekauft und beherbergt heute das Naturhistorische Museum von Pavia.

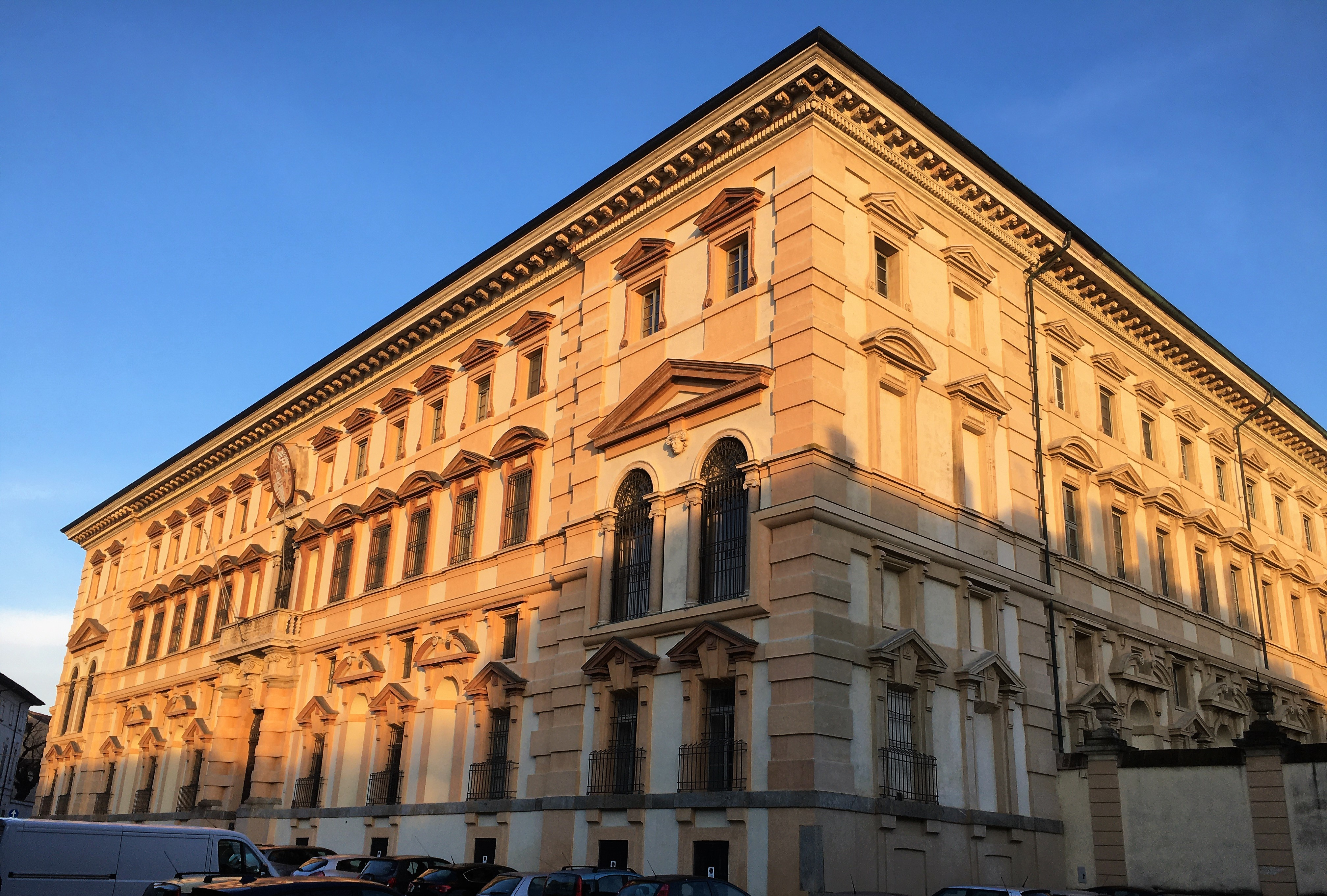
Pellegrino Tibaldi, Collegio Borromeo (1564–1588).
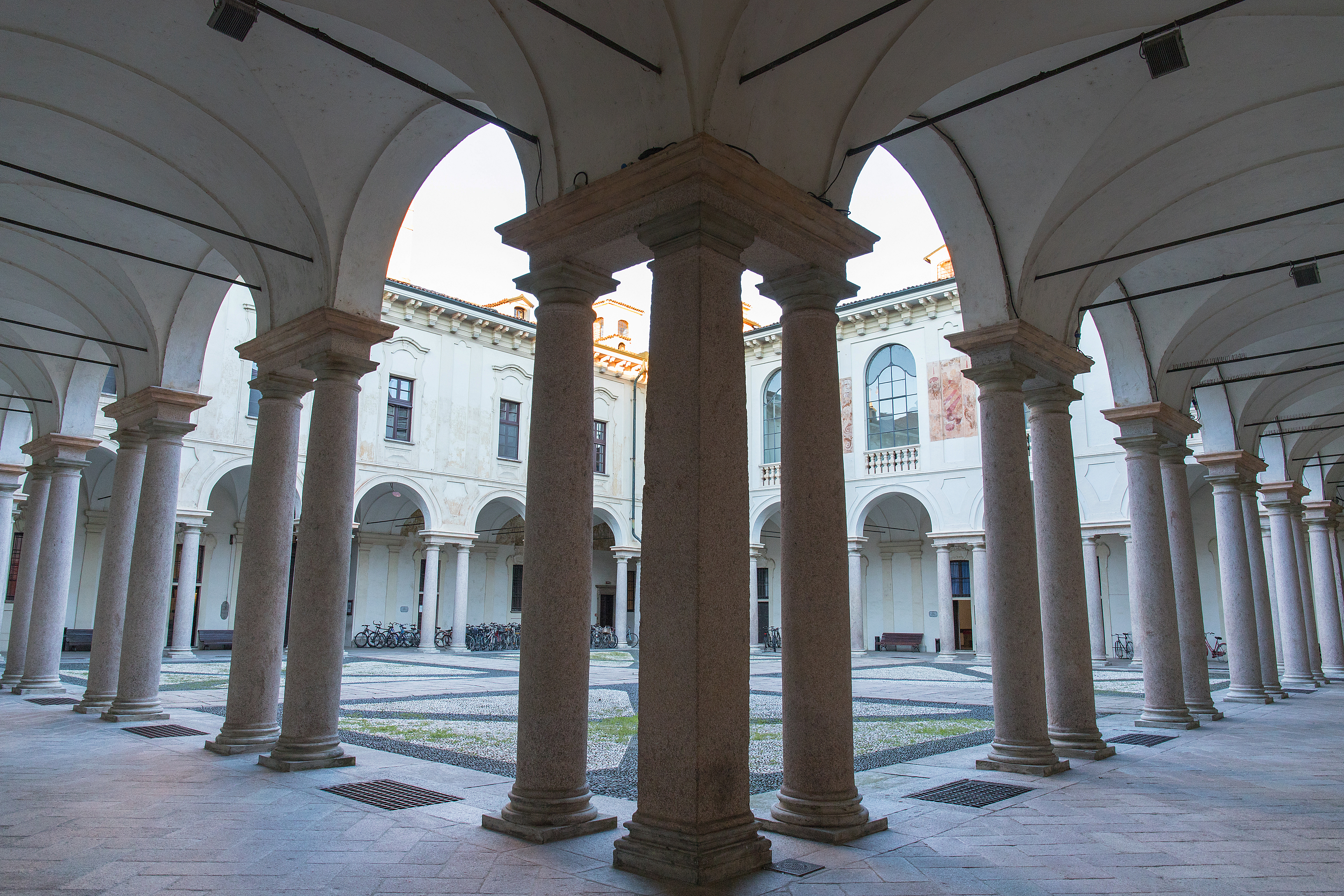
Pellegrino Tibaldi, Collegio Ghislieri (1571–1585).
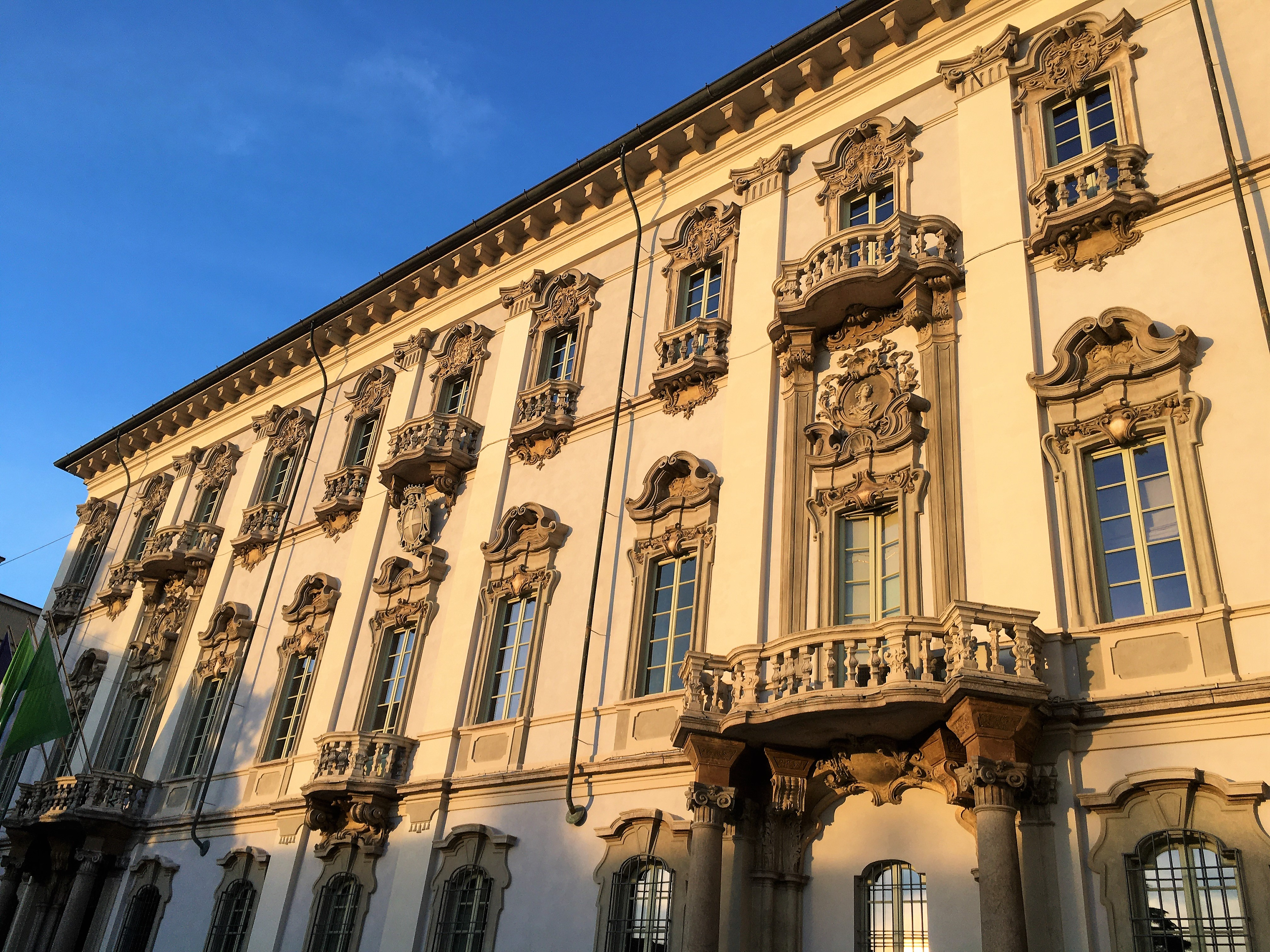
Palazzo Mezzabarba (1726)
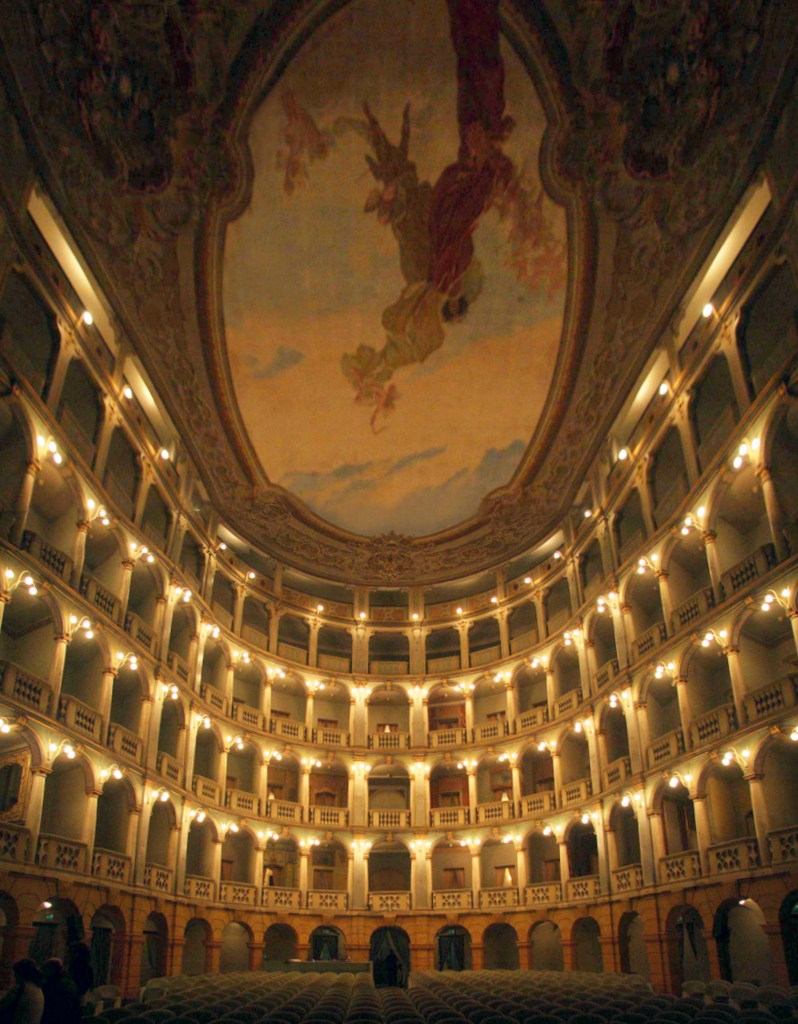
Antonio Galli da Bibiena, Teatro Fraschini (1771–1773)

## Kunst und Kultur

### Museen
Pavia besitzt einen bemerkenswerten Kunstschatz, ein Erbe der prestigeträchtigen Vergangenheit der Stadt, das in mehrere Museen unterteilt ist.
Die Stadtmuseen von Pavia (im Castello Visconteo) sind in verschiedene Bereiche unterteilt: Archäologie, die eine der reichsten Sammlungen von römischem Glas in Norditalien und wichtige Artefakte und archäologische Funde aus der Langobarden-Zeit bewahrt, wie die Plutei von Teodota und die Sammlung (die größte in Italien) von Langobarden-Epigraphiken, von denen einige zu den Gräbern von Königen oder Königinnen gehören. Dann gibt es die romanische und Renaissance-Abteilung, die skulpturale, architektonische und Mosaik zeigt. Die romanische Sammlung ist sehr reich, eine der größten in Norditalien, die auch wichtige orientalische architektonische Gerichte aus dem islamischen und byzantinischen Osten bewahrt, die die Fassaden von Kirchen und Gebäuden schmückten. Auch Werke von Jacopino da Tradate, Giovanni Antonio Amadeo, Cristoforo und Antonio Mantegazza und Annibale Fontana werden ausgestellt. Die städtischen Museen beherbergen auch das Risorgimento-Museum, das dem sozialen, wirtschaftlichen und kulturellen Leben von Pavia zwischen dem 18. und 19. Jahrhundert einen besonderen Raum widmet, die Sammlung afrikanischer Objekte, die Luigi Robecchi Bricchetti während seiner Erkundungen gesammelt hat, und die numismatische Sammlung, die mehr als 50.000 Münzen enthält, von denen die meisten Camillo Brambilla gehören, die einen chronologischen Zeitraum zwischen den klassischen griechischen Ausgaben und der Prägung der Neuzeit abdecken.

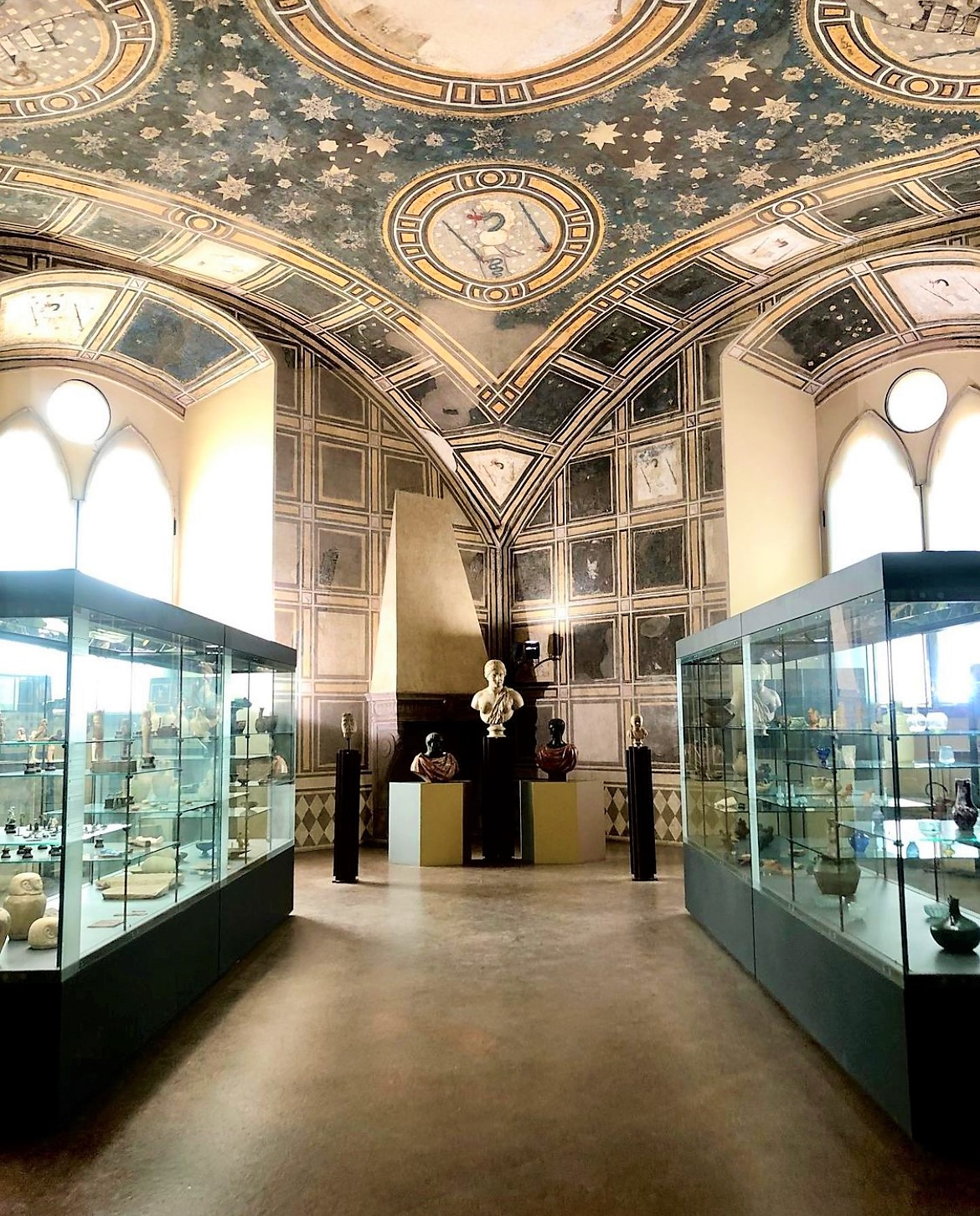
Einer der Räume des Stadtmuseen von Pavia

Die Pinacoteca Malaspina (die Teil der Pavia Stadtmuseen ist) von dem Markgraf Luigi Malaspina di Sannazzaro (Pavia 1754–1834) gegründet, beherbergt Werke von wichtigen Künstlern der italienischen und internationalen Szene, vom 13. bis zum 20. Jahrhundert, wie Gentile da Fabriano, Vincenzo Foppa, Giovanni Bellini, Antonello da Messina, Bernardino Luini, Antonio da Correggio, Paolo Veronese, Guido Reni, Francesco Hayez, Giovanni Segantini und Renato Gottuso. Das monumentale Holzmodell der Kathedrale von Pavia aus dem Jahr 1497 ist auch in der Bildergalerie ausgestellt.
Das Museumsnetz der Universität ist sehr groß, bestehend aus dem Universitätshistorischen Museum der Universität Pavia, aufgeteilt auf die Abteilung für Medizin, wo auch anatomische und pathologische Präparate, chirurgische Instrumente ausgestellt sind (die chirurgischen Utensilien von Giovanni Alessandro Brambilla) und lebensgroße anatomische Wachse, hergestellt vom Florentiner Ceroplasten Clemente Susini und der Physikabteilung, die den Physikschrank von Alessandro Volta beherbergt (wo Hunderte von wissenschaftlichen Instrumenten aus dem 18. und 19. Jahrhundert ausgestellt sind, einige von Alessandro Volta).

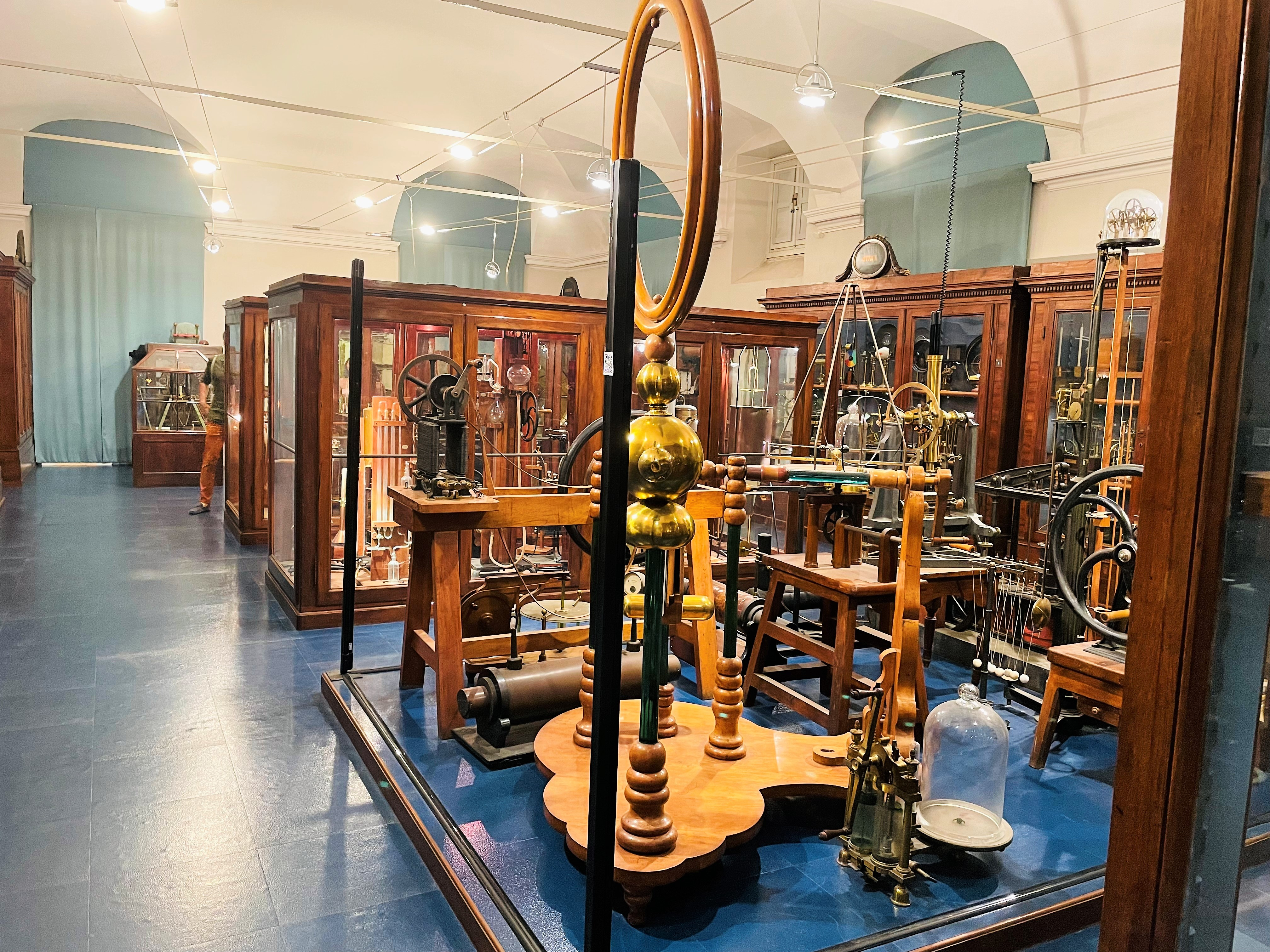
Museumsnetz der Universität, Sammlung von Instrumenten für das Studium der Chemie und Physik, 18. und 19. Jahrhundert, einige von Alessandro Volta

Das Archäologische Museum der Universität wurde 1819 von Pier Vittorio Aldini gegründet und beherbergt prähistorische, ägyptische, griechische, etruskische (einschließlich einer Sammlung von Tonvotivgaben, die von Papst Pius XI. gestiftet wurden) und römische (einige aus Pompeji).
Das Naturhistorische Museum der Universität (Kosmos) im Palazzo Botta Adorno ist eines der ältesten in Italien, es wurde 1771 von Lazzaro Spallanzani gegründet und bewahrt ein naturalistisches Erbe von hohem wissenschaftlichen und historischen Wert, darunter fast 400,000 Funde, aufgeteilt in die Sammlungen der Zoologie, vergleichenden Anatomie und Paläontologie.
Dann gibt es das Golgi-Museum, das sich in den gleichen Umgebungen befindet, in denen Camillo Golgi und seine Studenten arbeiteten, Räume und Laboratorien, die sowohl die ursprünglichen Möbel als auch die wissenschaftlichen Instrumente der Zeit bewahren, um dem Besucher den Eintritt in ein Jahrhundert Forschungszentrum zu gewähren; während das 2007 erbaute Museum für Elektrotechnik die Geschichte der Elektrotechnik in fünf Abschnitten veranschaulicht.

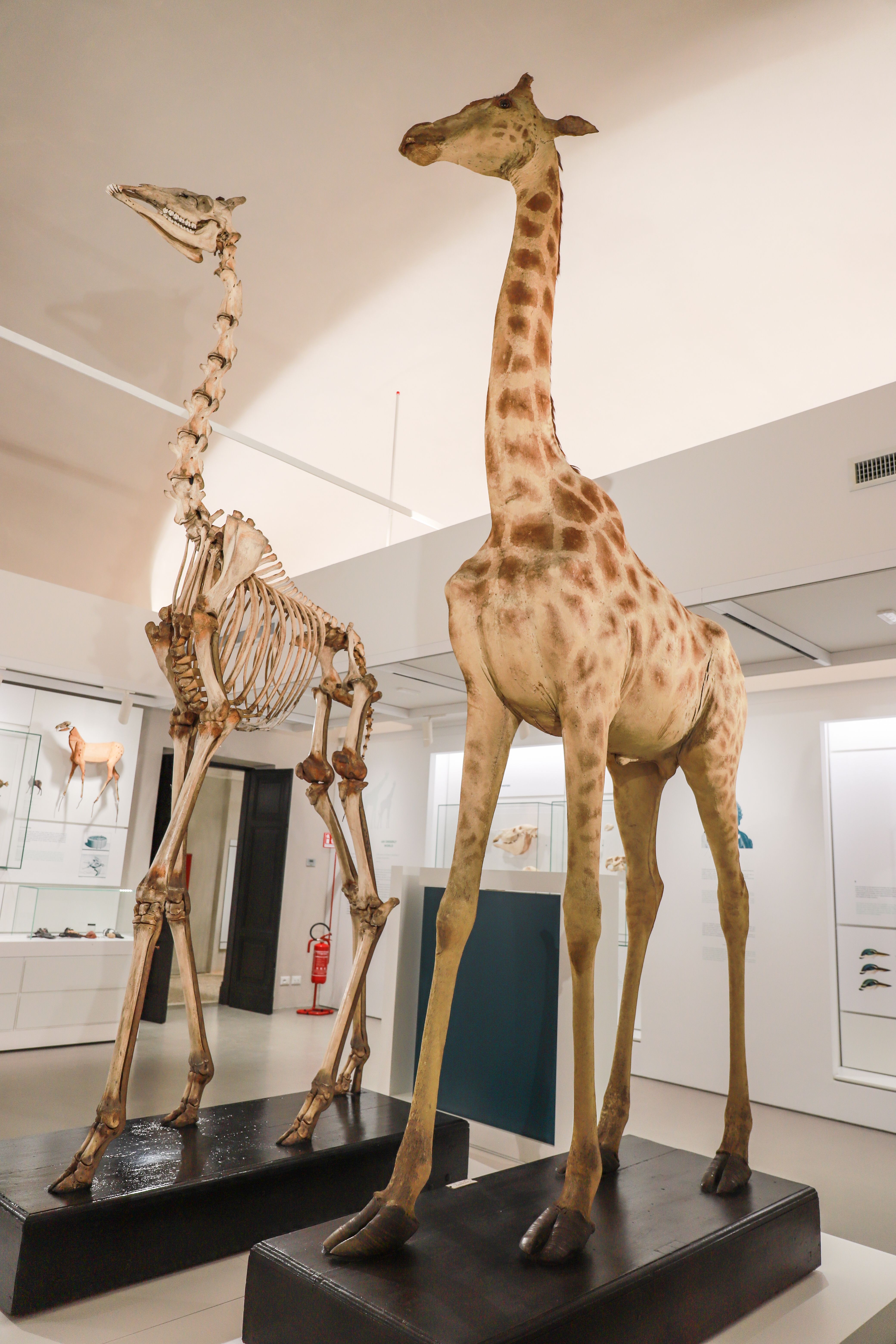
Einer der Räume des Naturhistorische Museum der Universität (Kosmos)

Dann kommt das Museum für Chemie, das der Physik und das Mineralogische Museum, gegründet von Lazzaro Spallanzani.
Neben der Kathedrale, in der Krypta der alten Kathedrale von Santa Maria del Popolo (11. Jahrhundert), befindet sich das Diözesanmuseum von Pavia, das 2023 eingeweiht wurde und Besteck und liturgische Gegenstände sammelt (darunter ein Krummstab aus elefantischem Elfenbein geschnitzt, von einer sizilianischen Werkstatt von arabischen Handwerkern bemalt und vergoldet und stammt aus dem Ende des 12. Jahrhunderts), Skulpturen und Gemälde, wie die Tafel der Madonna della Misericordia von Lorenzo Fasolo (1490).

### Archive und Bibliotheken
Die Geschichte der Gemeinde Pavia, vom 10. bis zum 20. Jahrhundert, kann durch die Menge der Dokumentation im Archivio Storico Civico (gegründet 1895) erzählt werdenEs enthält auch Sammlungen, die die Archive vieler Adelsfamilien aus Pavia und von Persönlichkeiten der Stadt enthalten.
Das Archivio di Stato (gegründet 1959) sammelt auch Gelder aus edlen Archiven (Beccaria, Bottigella, Belcredi, Malaspina) und mehr, wie die Mori-Sammlung, die die Papiere von Cesare Mori sammelt. Im Archiv sind auch die Akten der Notare von Pavia (1256–1907), die Karten des teresischen Katasters des Pavia-Gebiets (18.–19. Jahrhundert) und die Archive der Universität (1341–1897), des Krankenhauses von San Matteo (1063–1900) die Präfektur, das Polizeipräsidium und das Gericht. Ebenso wichtig ist das Archivio Storico Diocesano, das die Dokumentation der Diözese Pavia seit dem zehnten Jahrhundert beherbergt.

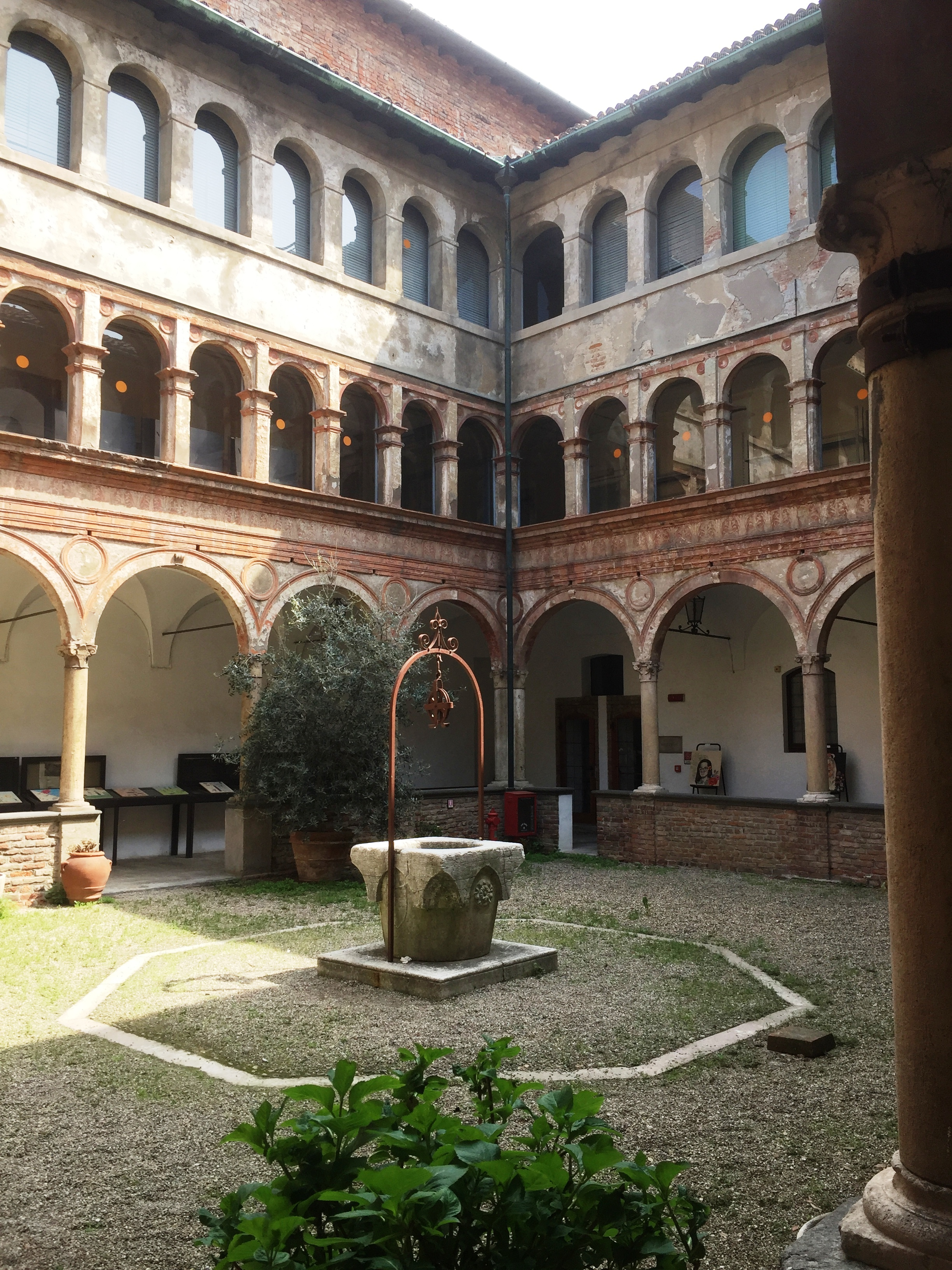
Das Archivio di Stato befindet sich im ehemaligen Kloster San Maiolo, das im 10. Jahrhundert gegründet und Ende des 15. Jahrhunderts wieder aufgebaut wurde.

Das Centro per gli studi sulla tradizione manoscritta di autori moderni e contemporanei (ehemals das „Forschungszentrum für die Manuskripttradition moderner und zeitgenössischer Autoren“, auch bekannt als das „Manuskriptzentrum“), das 1980 von Maria Corti gegründet wurde, ist für die Erhaltung und die Erforschung des modernen und zeitgenössischen archivischen und bibliographischen Erbes verantwortlich. Das Zentrum, eines der wichtigsten seiner Art in Italien, bewahrt Sammlungen von dokumentarischem Material (Manuskripte, Schreibschriften, Briefe, Erstausgaben, Bibliotheken, Fotografien, Zeichnungen, Möbel, Gemälde und andere Objekte) in Bezug auf Schriftsteller, Intellektuelle, Verleger, Künstler und Wissenschaftler der letzten zwei Jahrhunderte. Unter den erhaltenen Archivsammlungen erinnern wir uns an die von Alberto Arbasino, Riccardo Bacchelli, Romano Bilenchi, Emilio De Marchi, Ennio Flaiano, Tonino Guerra, Claudio Magris, Luigi Meneghello, Eugenio Montale, Indro Montanelli, Salvatore Quasimodo, Mario Rigoni Stern, Amelia Rosselli, Umberto Saba und Roberto Sanesi.
Die Tradition der Bibliothek von Pavia stammt aus der Visconteo Sforzesca Bibliothek, die in der zweiten Hälfte des vierzehnten Jahrhunderts von Gian Galeazzo Visconti im Castello Visconteo gegründet wurde, wo die wertvollen illuminierten Manuskripte der Herzöge von Mailand aufbewahrt wurden. 1499, mit dem Fall von Ludovico il Moro, nahm der König von Frankreich Ludwig XII. die meisten Manuskripte aus dem Schloss und sie werden jetzt in der Bibliothéque Nationale de France in Paris aufbewahrt. Von den fast eintausend Handschriften, die die Bibliothek bildeten, blieb nur ein Codex in Pavia: I Trionfi di Francesco Petrarca in der Biblioteca Universitaria.
In der zweiten Hälfte des 16. Jahrhunderts entstanden in der Stadt drei historische Bibliotheken: die des Bischofsseminars und die Bibliotheken des Borromeo und Ghislieri Kollegiums, die jeweils von Karl Borromäus und Papst Pius V. gegründet wurden, um den Zugang zur Universität zu ermöglichen (damals das einzige Herzogtum Mailand) für vielversprechende junge Menschen, aber mit knappen wirtschaftlichen Ressourcen.

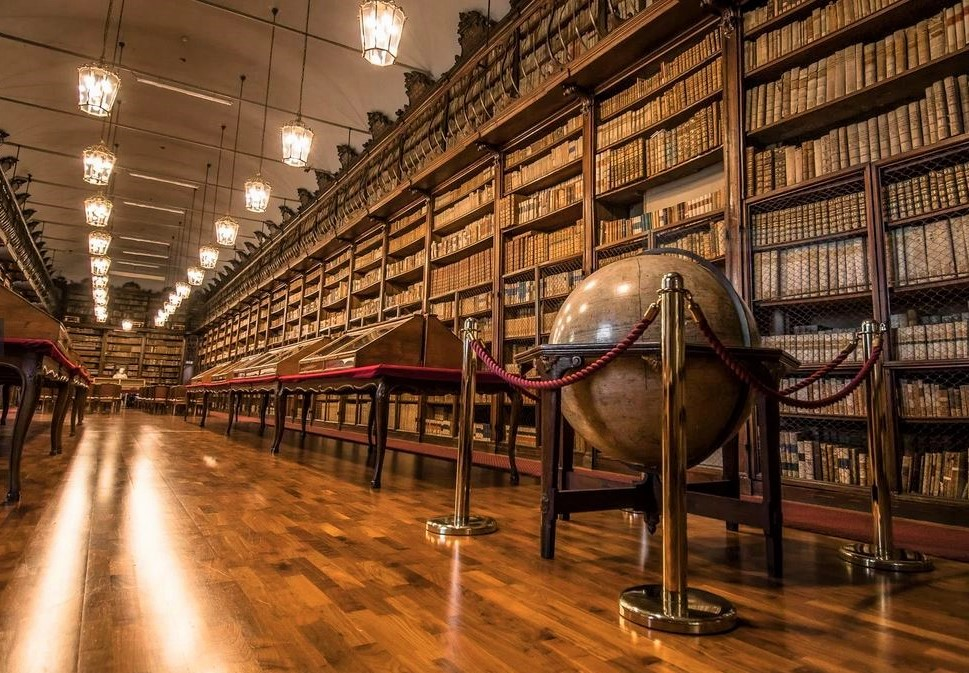
Biblioteca Universitaria, der von Giuseppe Piermarini entworfene Salon, 1771

1754 wurde durch den Willen von Kaiserin Maria Theresia die Biblioteca Universitaria geschaffen, die wichtigste in Bezug auf das Büchererbe in der Stadt, die auch 1.404 Manuskripte, 702 Inkunabeln, 1.153 Pergamente (von 1103 bis 1787), die 3.592 alten Drucke bewahrt, und 1.287 alte geografische Karten.
1887 wurde die Biblioteca Civica Carlo Bonetta gegründet, der Hauptsitz des Bibliothekssystems der Stadt, das in acht Leih- und Lesestellen aufgeteilt ist, die gleichmäßig über das gesamte Stadtgebiet verteilt sind.
Unter den Universitätsbibliotheken sollten wir die Bibliothek der Humanistischen Studien erwähnen, die aus dem Zusammenschluss mehrerer Bibliotheken der humanistischen Fakultäten der Universität entstand, wie die der Archäologie (erbaut 1819), der Bibliothek der Wissenschaft und Technologie, wo die Bibliothek auch aus dem Botanischen Garten (gegründet 1773), der Juristischen Bibliothek (1880), der Wissenschaftlichen Bibliothek, die auch die Bände der Medizinischen und Chirurgischen Gesellschaft von Pavia (gegründet von Camillo Golgi 1885), der Bereichsbibliothek Medica Adolfo Ferrata, die Politikwissenschaftliche Bibliothek (erbaut 1925), die Wirtschaftswissenschaftliche Bibliothek und die Giasone del Maino College Library (geboren 2000).

### Kulinarisches

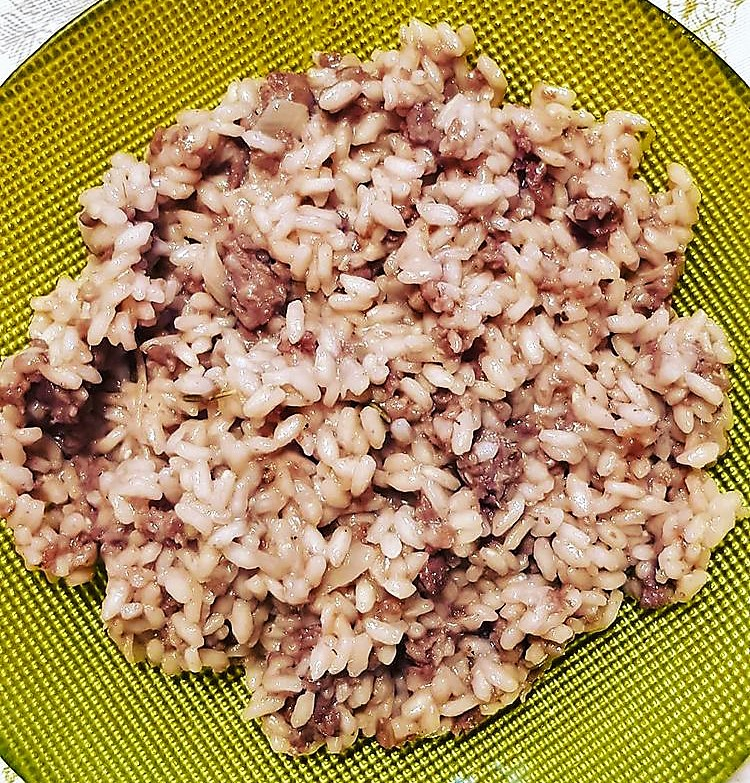
Risotto mit Wurst und Rotwein

Hauptstadt einer Provinz in Form eines Traubenbündels, wie es von Gianni Brera definiert wurde, gibt es viele Früchte, die dieses Land bietet und die der Ursprung verschiedener lokaler Gerichte sind. Der Reichtum an Quellen und Wasserstraßen hat Pavia und sein Gebiet zu einem der wichtigsten italienischen Zentren für die Reisproduktion gemacht. Daher ist es kein Zufall, dass es zahlreiche Reis-Rezepte gibt. Beispiele sind das Kartäuser-Risotto nach der Legende der Mönche der Certosa, basierend auf Flusskrebsen, Karotten und Zwiebeln weiterhin Risotto mit Augenbohnen oder das mit Wurst und Bonarda oder Risotto mit gewöhnlichem Hopfen (ürtis in Paveser Dialekt). Bekannt unter den ersten Gängen ist neben Reis auch die Zuppa alla pavese, die der Tradition nach von einer Bäuerin mit den wenigen Zutaten (Brühe, Eier und Käse) geschaffen wurde, um den König von Frankreich Franz I. nach der Schlacht bei Pavia zu ernähren.
Unter den zweiten Gängen ist das Ragò alla pavese erwähnenswert, eine lokale Variante der berühmteren Cassöla (typisches lombardisches Wintergericht mit Wirsing und Schweinefleisch), leichter, weil es nur mit Schweinerippen gekocht wird, der Eintopf alla pavese, die Büseca (Kalbsrücken alla pavese), Knochenmark mit Erbsen (os büš cum erbion) und entflohenen Vögeln (üslin scapà) Kalbsscheiben gefüllt mit Speck und Salbei. Nach lokaler Tradition wird Fleisch, besonders wenn es gekocht wird, zusammen mit zwei Arten von Saucen serviert: die Peverata (bereits von Opicinus de Canistris im vierzehnten Jahrhundert erwähnt) auf der Basis von Paprika, Sellerie, Sardellen und Eiern und der Bagnet Verd, mit Petersilie zubereitet, Sardellen, Knoblauch und Kapern.
Neben Fleischgerichten zeichnet sich die Küche von Pavia auch durch zahlreiche Gerichte mit Süßwasserfisch aus, wie z. B. Aal alla borghigiana (der seinen Namen von dem alten Vorort der Stadt auf der anderen Seite des Tessins hat, nach der Ponte Coperto), Forellen in Weißwein und Omelette mit Ukelei, ohne die Frösche zu vergessen, die in Risotto eingelegt oder in Eintopf serviert werden, und Schnecken, die mit Steinpilzen gekocht werden.

San Sirini

Bekannte Desserts sind neben dem bekannten „Kuchen des Paradieses“ die Kürbiskuchen (turtâ d'sücâ), die „San Sirini“, kleine runde Kuchen aus Biskuit, reichlich mit Rum getränkt und mit dunkler Schokolade überzogen. Sie werden hergestellt in den Wochen um den 9. Dezember, dem Tag des San Siro, und „Sfâsö“, typische Pfannkuchen, die an Karneval bereitet werden.
Natürlich muss jeder Gang mit den passenden Weinen aus dem nahe gelegenen Oltrepò Pavese gepaart werden. Schließlich findet sich, obwohl es sich um ein typisches Mailänder Dessert handelt, der älteste und sicherste Beleg für den Panettone in einem Spesenregister des Collegio Borromeo aus dem Jahr 1599: Am 23. Dezember dieses Jahres erschienen in der Liste der Mittagskurse auch die Weihnachtskosten für 5 Pfund Butter, 2 Pfund Rosinen und 3 Unzen Gewürze, die dem Bäcker gegeben wurden, um 13 „Brote“ herzustellen, die den Studenten am Weihnachtstag gegeben werden.

## Parks und Gärten
Die Gemeinde Pavia ist Teil des Naturparks Tessiner Tal und bewahrt zwei Wälder (Streng Naturschutzgebiet Bosco Siro Negri und Bosco Grande Naturschutzgebiet), dass sie uns den ursprünglichen Zustand der Natur des Po-Tals vor der Ankunft der Römer zeigen, vor menschlicher Besiedlung. Im Norden und Osten der Stadt führt ein kleiner Bach, der aus Quellen, dem Vernavola, entspringt, zu einem tiefen Tal, das aus der Urbanisierung entkommen ist, die Heimat des Vernavola-Parks, während im Westen der grüne Ring um Pavia vom Sora-Park geschlossen ist. 9 % der Fläche der Gemeinde Pavia ist von Naturgebieten, Parks oder Gärten (etwa 594 Hektar, von denen 312 Hektar mit Laubwäldern bedeckt sind) besetzt.
- Naturpark Tessiner Tal (Parco naturale lombardo della Valle del Ticino): Regionalpark am Ufer des Tessins vom Lago Maggiore bis zum Fluss Po. Es bildet einen grünen Gürtel um die Stadt.[143]

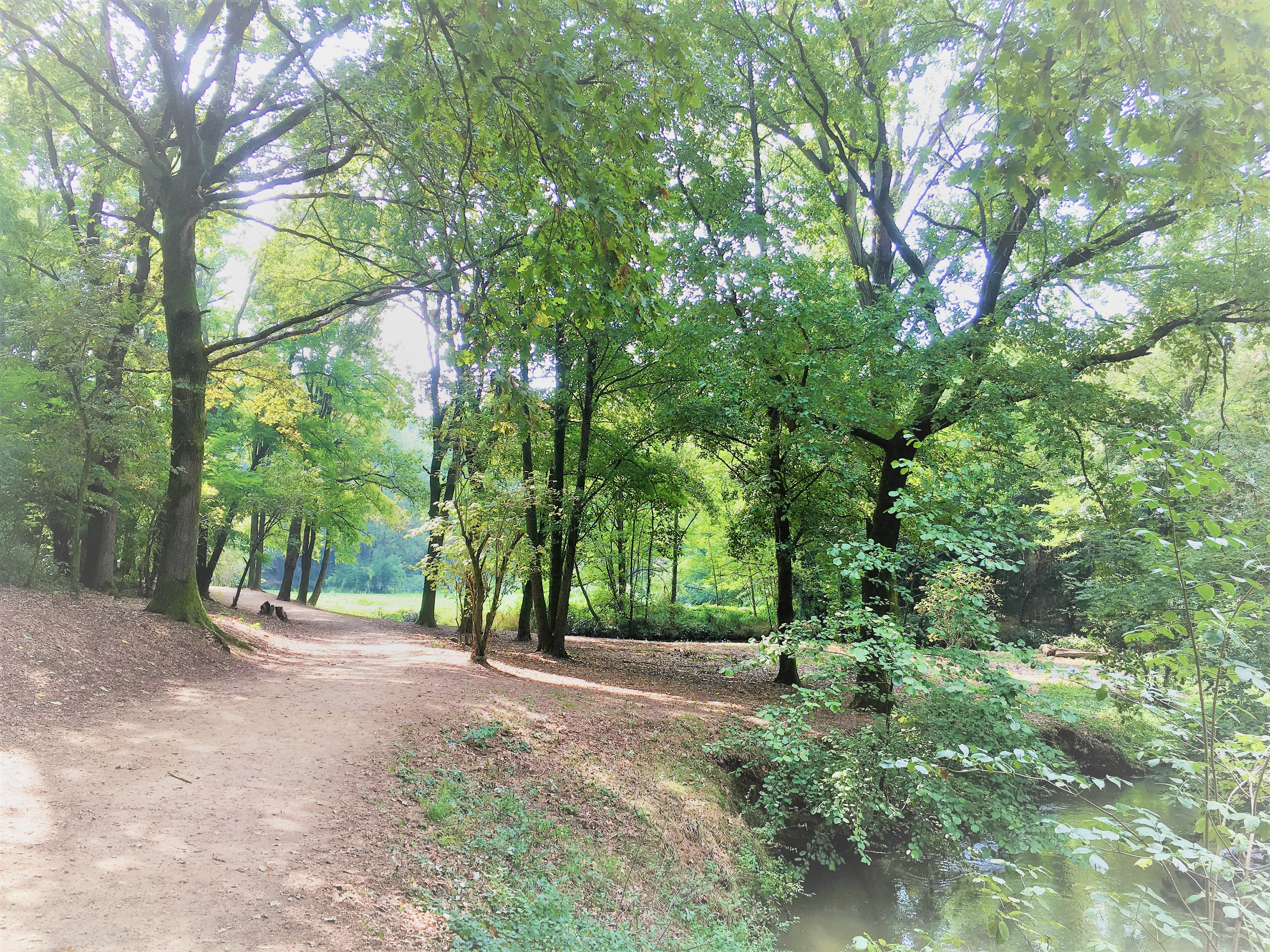
Vernavola Park

- Vernavola ParkVernavola Park: großer Park, Erbe des Visconti Park, mit einer Ausdehnung von 35 Hektar nördlich der Stadt. Die Schlacht bei Pavia 1525 wird im Park ausgetragen.[144]
- Naturschutzgebiet Bosco Grande: Der Bosco Grande erstreckt sich über eine Fläche von etwa 22 Hektar südwestlich von Pavia, es stellt eines der letzten Überbleibsel des Tieflandwaldes dar, der in der Vergangenheit die Poebene vollständig bedeckte und von dem ein wichtiges Zeugnis im Naturpark Tessiner Tal erhalten geblieben ist.[145]
- Strenges Naturschutzgebiet Bosco Siro Negri: Das Naturschutzgebiet ist ein kleiner Streifen der Po-Ebene, der 1967 von Giuseppe Negri, einem Holzhändler und großen Naturliebhaber, der Universität von Pavia geschenkt wurde. Das Naturschutzgebiet liegt in der Nähe des Tessins, nur wenige Kilometer vom Zentrum von Pavia entfernt.[146] Der Wald zeigt uns den ursprünglichen Zustand der Natur vor der Ankunft der Römer, vor der menschlichen Besiedlung. Das Reservat umfasst eine Fläche von 34 Hektar.[146]

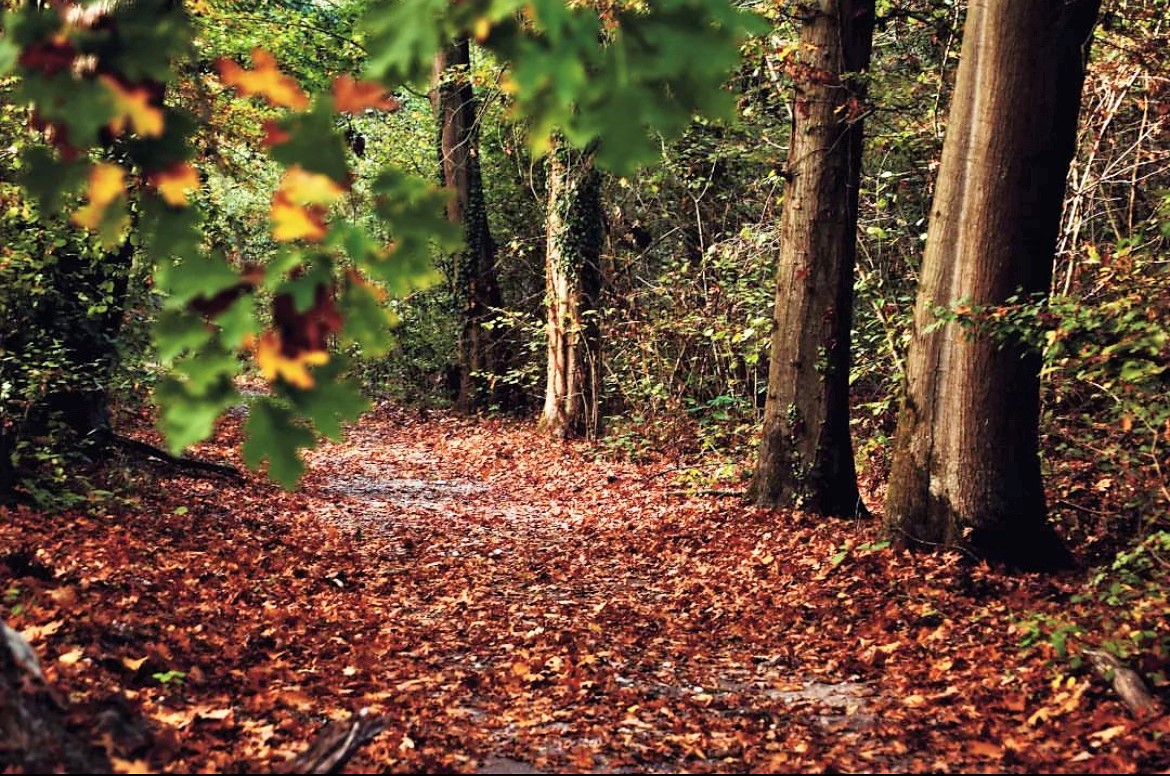
Strenges Naturschutzgebiet Bosco Siro Negri

- Strenges Naturschutzgebiet Bosco Siro NegriSora Park: entlang des Tessins, im Nordwesten, in der Nähe der Kirche von San Lanfranco ist der Sora Park, der sich über etwa 40 Hektar erstreckt, in dem sich mehrere Mikroumgebungen von hohem ökologischen Wert befinden.[144]
- Horti Borromaici: Der Horti ist ein weitläufiger Stadtpark, der sich auf einer Fläche von etwa 3,5 Hektar innerhalb des historischen Zentrums von Pavia zwischen dem Collegio Borromeo (dem es gehört) und dem Tessin befindet, wo der natürliche Lebensraum auf zeitgenössische Kunst, Wissen und soziale Inklusion trifft. Der Park umfasst ein weitläufiges Naturgebiet, in dem über 3.000 einheimische Bäume und Sträucher gepflanzt wurden, und einen Ausstellungsbereich für zeitgenössische Kunst, in dem Werke von: Arnaldo Pomodoro, Luigi Mainolfi, Mauro Staccioli und David Tremlett.[147]

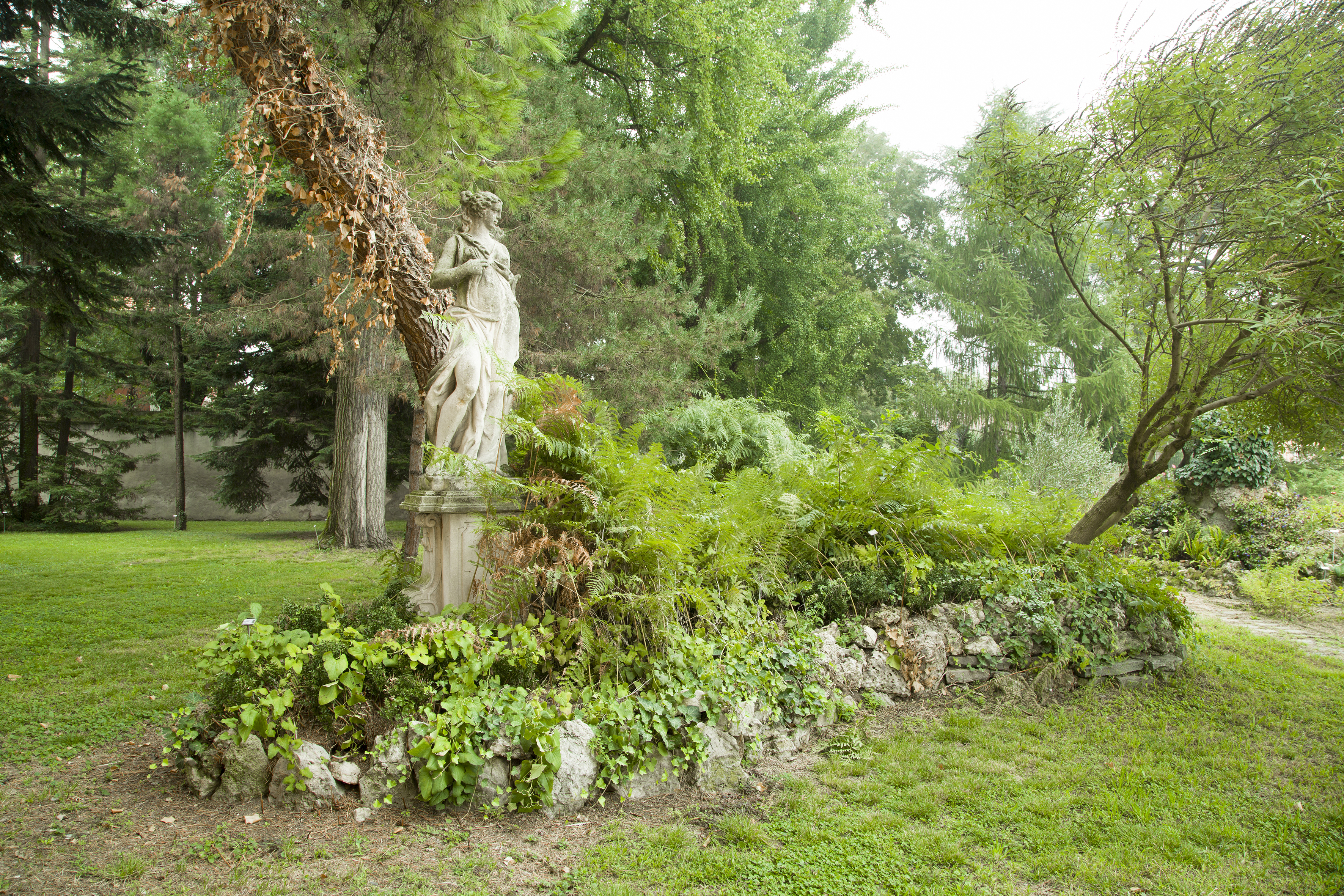
Orto Botanico dell'Università di Pavia (1773)

- Orto Botanico dell'Università di Pavia (1773) Malaspina Gärten: öffentliche Gärten im historischen Zentrum der Stadt (Piazza Petrarca), zwischen 1838 und 1840, vom Markgraf Luigi Malaspina als englischer Garten seines Palastes und ein Ort für Konzerte und kulturelle Veranstaltungen und behalten einen kleinen Tempel und einige neoklassische Skulpturen.[148]
- Orto Botanico dell'Università di Pavia: 1773 gegründet, umfasst es eine Fläche von 2 Hektar. Es ist hauptsächlich in lebenden Sammlungen von Pflanzen wie Rosengarten, Teebeet, Orchideen-Gewächshaus, tropisches Gewächshaus, Nutzpflanzengewächshaus (entworfen 1776 von Giuseppe Piermarini), Arboretum, Platanen, Blumenbeete von einheimischen Pflanzen der lombardischen Ebene organisiert, lebende Sammlungen von Samen und Sammlungen von Trockenmitteln.[149]

## Verkehr
Pavia besitzt mit den Autobahnen A53 und A54 zwei Stadtumfahrungen, die an die Autobahn A7 (Mailand–Genua) angeschlossen sind. Die Benutzung der beiden Umfahrungen ist kostenfrei.
Der Bahnhof Pavia ist der wichtigste Bahnhof von Pavia.

## Wissenschaft und Bildung
Pavia ist eine wichtige italienische Universitätsstadt mit mehreren Instituten, Universitäten und Akademien, darunter die ehemalige Universität von Pavia. Hier ist eine unvollständige Liste der wichtigsten Institutionen in der Stadt:

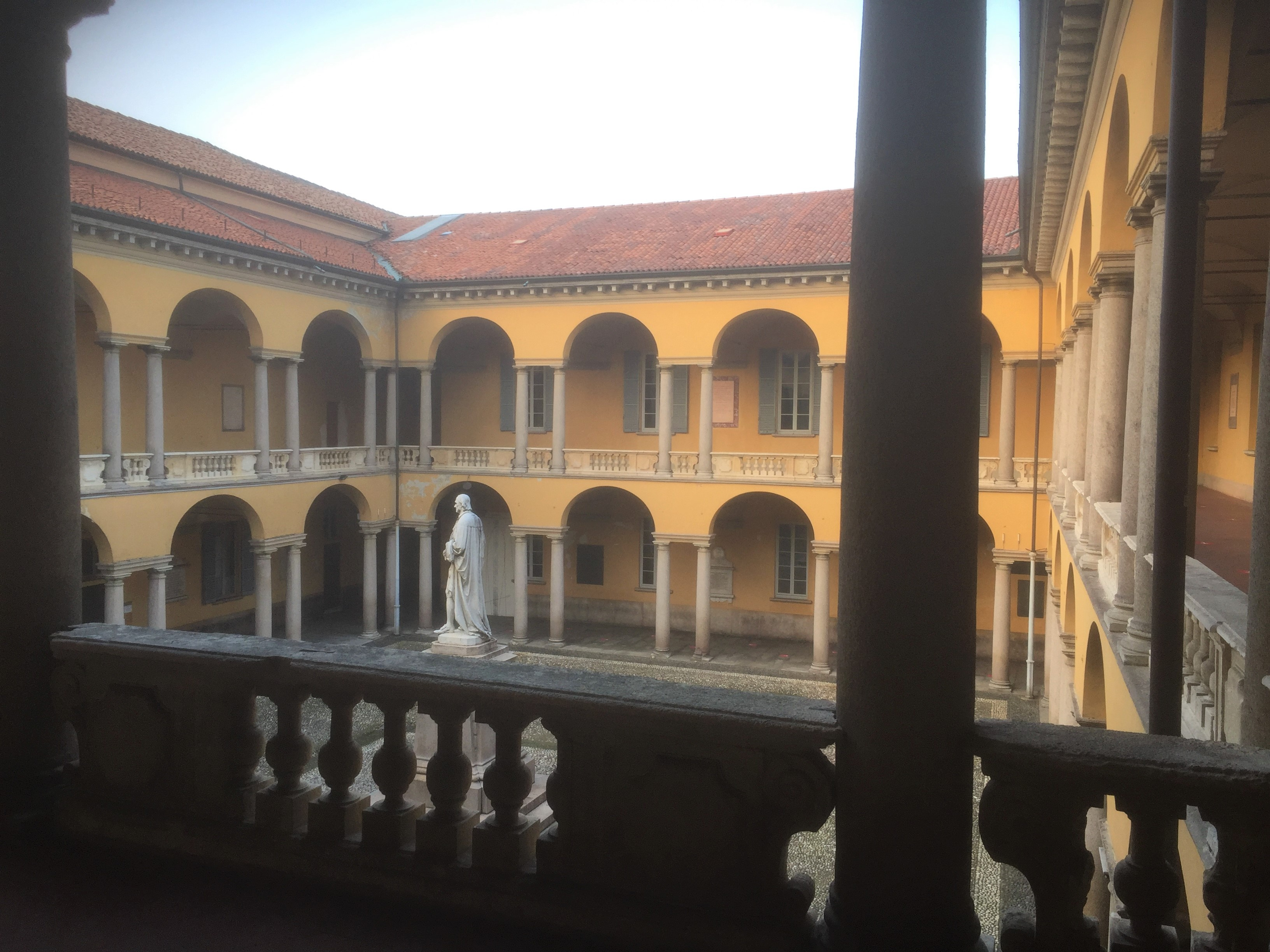
Einer der Höfe des alten Gebäudes der Universität

Die Universität von Pavia, eine der ältesten Universitäten in Europa, wurde 1361 gegründet, obwohl eine Schule der Rhetorik im Jahr 825 dokumentiert ist, was dieses Zentrum vielleicht zur ältesten Proto-Universität in Europa macht. Der Alte Campus ist ein großer Block mit zwölf Höfen aus dem 15. bis 19. Jahrhundert. Die Universität bietet mehr als 80 Studiengänge an; mehr als 40 Masterstudiengänge und etwa 20 Promotionsprogramme (davon acht in englischer Sprache). Etwa 1.500 Studenten, die jedes Jahr an die Universität kommen, sind internationale Studenten. Im Jahr 2021 hatte die Universität 24.379 Studenten. Die Universität hat auch einen Kernreaktor, den LENA, der seit 1965 aktiv ist und (wie die anderen drei Kernreaktoren in Italien) für Ausbildung und medizinische Forschung verwendet wird.
Das 1561 von Karl Borromäus gegründete Almo Collegio Borromeo ist das älteste Kollegium der Universität Pavia in Norditalien.
Das Collegio Ghislieri, das 1567 von Papst Pius V. gegründet wurde, ist das zweite ehemalige Kollegium in Pavia, mit dem anderen Almo Collegio Borromeo und einer der ältesten Colleges in Italien und Mitbegründer der IUSS, ebenfalls in Pavia. Collegio Ghislieri ist eine 450 Jahre alte italienische Institution, die sich der Förderung leistungsorientierter Universitätsstudien verschrieben hat und rund 200 Studenten (Männer und Frauen) an allen Fakultäten der Pavia State University beherbergt und ihnen logistische und kulturelle Möglichkeiten wie Stipendien bietet, Vorträge, Konferenzen, eine Bibliothek mit 100.000 Bänden (die dritte unter den privaten Bibliotheken in Norditalien) und Fremdsprachenkurse. Jedes Jahr werden etwa 30 neue Studenten aus dem ganzen Land durch einen öffentlichen Wettbewerb ausgewählt. Gegründet von Papst Pius V. (Antonio Ghislieri) im Jahre 1567, seit dem achtzehnten Jahrhundert säkular verwaltet, heute unter der hohen Schirmherrschaft der Präsidentschaft der Italienischen Republik, es gehört zu den Einrichtungen mit hoher Qualifikation durch das Bildungsministerium und die italienische Universität.

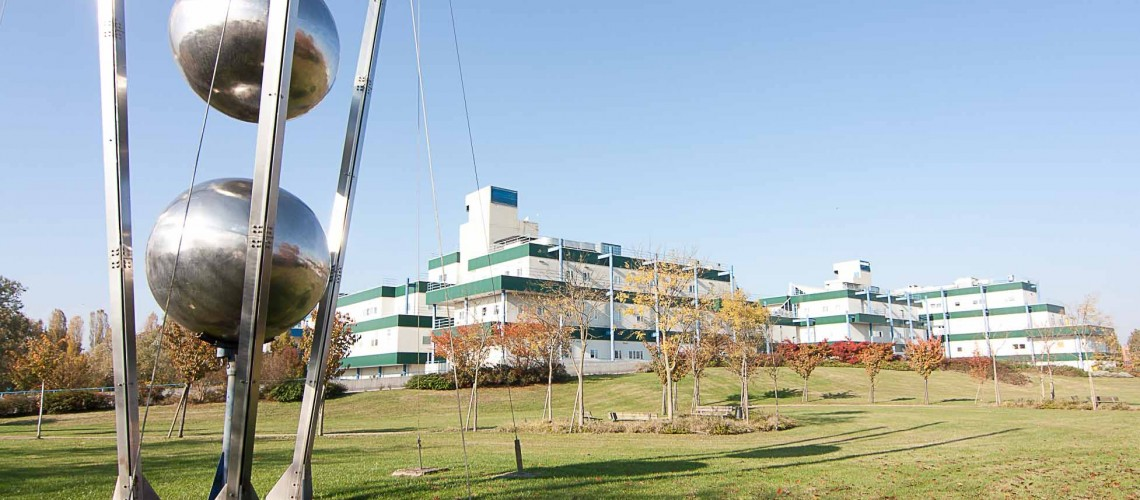
Giancarlo De Carlo, Sitz der Fakultät für Ingenieurwissenschaften (1972)

Die IUSS Pavia oder das „Istituto Universitario di Studi Superiori“ von Pavia (Eng. IUSS School for Advanced Studies) ist ein Hochschulinstitut in Pavia, Italien. Es wurde 1997 von der Universität Pavia, dem Borromeo College und dem Ghislieri College gegründet und vom italienischen Bildungsminister unterstützt. Es ist nach dem Modell Scuola Normale Superiore di Pisa geformt und vereint alle fünf Fakultäten von Pavia und bildet das Pavia-Studiensystem.

## Bevölkerung

### Einwohnerzahl
Seit den 80er Jahren des 20. Jahrhunderts hatte Pavia einen bemerkenswerten demografischen Wandel durchgemacht. Innerhalb der städtischen Agglomeration der Stadt Pavia würden nach Berechnungen unter Anwendung des internationalen Kriteriums der funktionalen Stadtgebiete etwa 121.000 Einwohner wohnen.

### Zuwanderung
Nach den neuesten Statistiken des Istituto Nazionale di Statistica besteht etwa 14,54 % der Bevölkerung aus Nicht-Italienern. Etwa 33 % der eingewanderten Bevölkerung besteht, aus denen verschiedener anderer europäischer Herkunft (hauptsächlich rumänisch, ukrainisch und albanisch), die übrigen sind diejenigen mit außereuropäischer Herkunft, hauptsächlich Dominikaner (5,99 %), Ägypter (5,84 %), Chinesen (4,81 %) und Kameruner (4,03 %).

### Religionen
Das erste religiöse Bekenntnis in Pavia ist das katholische, das im Gegensatz zu anderen Gebieten der Lombardei dem römischen Ritus angehört, wobei die Kirche San Giorgio in Montefalcone, die der ukrainischen Gemeinschaft der Ukrainische griechisch-katholische Kirche anvertraut ist, innerhalb der Stadt ausgeschlossen wird. Die zweite religiöse Gemeinschaft ist die Orthodoxe Kirchen, wie die rumänische und die griechisch-orthodoxe Kirche von Sant'Ambrogio. Dann gibt es den Muslim, der sich in zwei islamischen Kulturzentren wiederfindet, während es in Pavia seit einiger Zeit Kultstätten für Protestanten gibt, wie die Waldenserkirche, die Evangelische Kirche der Versammlungen Gottes, die Evangelische Kirche der Versöhnung.

## Wirtschaft

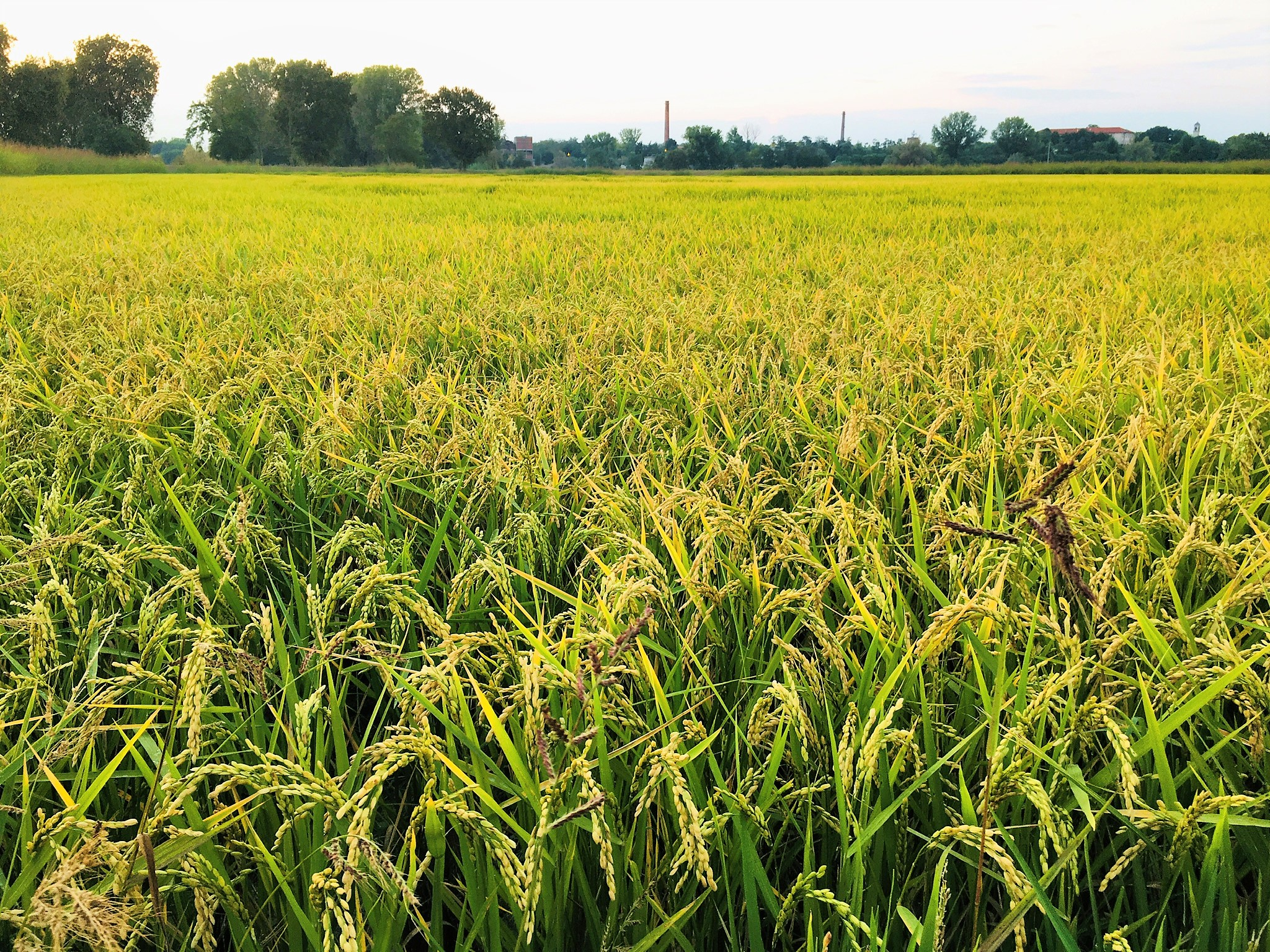
Ein Reisfeld im Gebiet von Pavia

Etwa 63,3 % der Fläche der Gemeinde Pavia (ca. 4.000 Hektar) werden für die Landwirtschaft und da insbesondere für den Anbau von Reis (ca. 2.400 Hektar) genutzt, die sich ab dem 14. Jahrhundert hauptsächlich in sumpfigem Land ausbreitete, vor allem im 18. Jahrhundert, dem Hauptanbau. Aufgrund der großen Wassermengen, die für den Reis benötigt werden, wurde im Laufe der Jahrhunderte ein sehr dichtes Bewässerungsnetz entworfen und gebaut, das noch heute die Landschaft von Pavia prägt. Es sollte auch angemerkt werden, dass die Stadt die Hauptstadt der italienischen Provinz mit der größten Reisproduktion des Landes ist: Über 84.000 Hektar des Landes werden für Reisfelder genutzt. Allein die Provinz Pavia produziert so viel Reis wie ganz Spanien. Auf dem Gebiet der Gemeinde Pavia gibt es etwa fünfzig landwirtschaftliche Betriebe.
Die Stadt erlebte eine starke Entwicklung der Industrie ab den 1880er Jahren, so dass sie auch Einrichtungen von nationaler Bedeutung beherbergte, wie Necchi oder die erste große italienische Fabrik für künstliche Seide und synthetische Stoffe, die Snia Viscosa, die 1905 gebaut wurde. 1951 waren fast 27 % der Pavia-Belegschaft in der Industrie beschäftigt. Ab den 1970er Jahren durchlief die Stadt eine plötzliche Deindustrialisierung, die zur Schließung vieler Unternehmen führte, insbesondere derjenigen im chemischen und mechanischen Sektor, während diejenigen, die mit dem Lebensmittelsektor zu tun hatten, wie Riso Scotti, Pharmaunternehmen und im Zusammenhang mit Verpackung und Etikettierung, verschont blieben.

## Städtepartnerschaften
Pavia pflegt Gemeindepartnerschaften mit
- Besançon in der Region Bourgogne-Franche-Comté, Frankreich
- Vilnius in Litauen
- Hildesheim in Niedersachsen, Deutschland
- Ayamé in der Elfenbeinküste
- Bethlehem in Palästina
- Hersbruck in Bayern, Deutschland

## Persönlichkeiten
- Epiphanius von Pavia (439–496), Bischof und Staatsmann
- Liutprand von Cremona (920–982), Historiker, Diplomat und Bischof von Cremona
- Johannes XIV. (984), Papst
- Lanfrank von Bec (1010–1089), Abt und Erzbischof von Canterbury
- Bernhard von Pavia (1177–1213), Kanonist und Bischof von Faenza und Pavia
- Friedrich V. (1164–1170), Herzog von Schwaben
- Philipp von Schwaben (1177–1208), Adelsgeschlecht der Staufer war von 1198 bis zu seiner Ermordung 1208 römisch-deutscher König
- Tesauro dei Beccheria (*–1258), siebzehnter Generalabt der Vallombrosaner
- Guido da Vigevano (1280–1350), Arzt und Erfinder
- Sibyllina Biscossi (1287–1367), Selige, Reklusin
- Opicinus de Canistris (1296–ca. 1353), Kleriker an der Kurie in Avignon, berühmt wegen der von ihm erstellten moralisierenden Landkarten
- Gian Galeazzo Visconti (1351–1402), Regent in Mailand
- Valentina Visconti (1366–1408), Gräfin von Vertus und Herzogin von Orléans
- Pier Candido Decembrio (1399–1477), Humanist der Renaissance
- Cristoforo Mantegazza (um 1429–1481), Bildhauer der Renaissance
- Bernardino Lonati (um 1451–1497), Kardinal der Römischen Kirche
- Lorenzo Fasolo (1463–1518), Maler
- Tommaso Campeggi (zwischen 1481 und 1483–1564), Kanonist, päpstlicher Diplomat, katholischer Bischof und Theologe
- Agostino Mainardi (1482–1563), Mönch, Lehrer, Rektor und Prior im Augustinerorden in Pavia, Reformator von Chiavenna
- Bernardino Fasolo (1489–unbekannt), Maler
- Belbello da Pavia (1509), italienischer Miniaturist und Maler
- Gerolamo Cardano (1501–1576), Arzt und Mathematiker
- Caterina Assandra (1590–1618), Benediktinerin und Komponistin des Barock
- Gasparo Casati (≈1610–1641), Komponist und Domkapellmeister
- Francesco Corbetta (1615–1681), Gitarrist und Komponist
- Johann Anton Tillier (IX.) (getauft 1722–1761), Offizier und Magistrat
- Josef von Botta-Adorno (1725–1799), k. k. Generalmajor und Ritter des Maria-Theresia-Ordens
- Alessandro Rolla (1757–1841), Violinspieler und Komponist
- Leopold von Rothkirch und Panthen (1769–1839), k. k. Feldmarschall-Lieutenant, kaiserlicher Geheimer Rat und Kämmerer sowie Mitbesitzer von Hönigsdorf
- Gaetano Fraschini (1817–1887), Opernsänger (Tenor)
- Gaetano Sacchi (1824–1886), ein Politiker und Militär unter Giuseppe Garibaldi
- Luigi Cremona (1830–1903), Mathematiker, Statiker und Politiker
- Felice Casorati (1835–1890), Mathematiker
- Tranquillo Cremona (1837–1878), Maler
- Achille Bizzoni (1841–1903), Journalist, Übersetzer und Schriftsteller
- Edoardo Bassini (1844–1924), Chirurg
- Ambrogio Robecchi (1870–1963), Radrennfahrer
- Gina Lombroso (1872–1944), Schriftstellerin
- Mario Albertini (1885–1957), Schwimmer und Ruderer
- Claudia Muzio (1889–1936), Opernsängerin
- Enrica Malcovati (1894–1990), Altphilologin
- Silvia De Marchi (1897–1936), Psychologin
- Virginia Vera (1898–1949), argentinische Sängerin, Gitarristin, Komponistin und Schauspielerin
- Alessandro Catalani (1905–1986), Radrennfahrer
- Camillo Giardina (1907–1985), Rechtshistoriker und Politiker
- Germana Malabarba (1913–2002), Turnerin
- Carolina Tronconi (1913–2008), Turnerin
- Virginia Giorgi (1914–1991), Turnerin
- Luigina Perversi (1914–1983), Turnerin
- Anna Luisa Tanzini (1914–?), Turnerin
- Carla Marangoni (1915–2018), Turnerin
- Ines Vercesi (1916–1997), Turnerin
- Carlo M. Cipolla (1922–2000), Wirtschaftshistoriker und Schriftsteller
- Emilio Gabba (1927–2013), Althistoriker
- Giorgio Rochat (1936–2024), Historiker
- Drupi (* 1947), Sänger (Pop und Rock)
- Maurizio Giammarco (* 1952), Jazz-Saxophonist, Komponist und Arrangeur
- Edoardo Bellotti (1957–2025), Organist und Cembalist
- Adriano Aguzzi (* 1960), italienisch-schweizerischer Mediziner und Hochschullehrer
- Andrea Re (* 1963), Leichtgewichtsruderer
- Andrea Migliavacca (* 1967), katholischer Geistlicher, Bischof von San Miniato
- Ada Rovatti (* 1976), Jazzmusikerin (Saxophon)
- Ambrogio Maestri (* 1970), Opernsänger
- Carolina Pini (* 1988), Fußballspielerin
- Manfredi Rizza (* 1991), Kanute
- Angelica Olmo (* 1996), Triathletin
- Federico Burdisso (* 2001), Schwimmer